# Хорватский национальный костюм

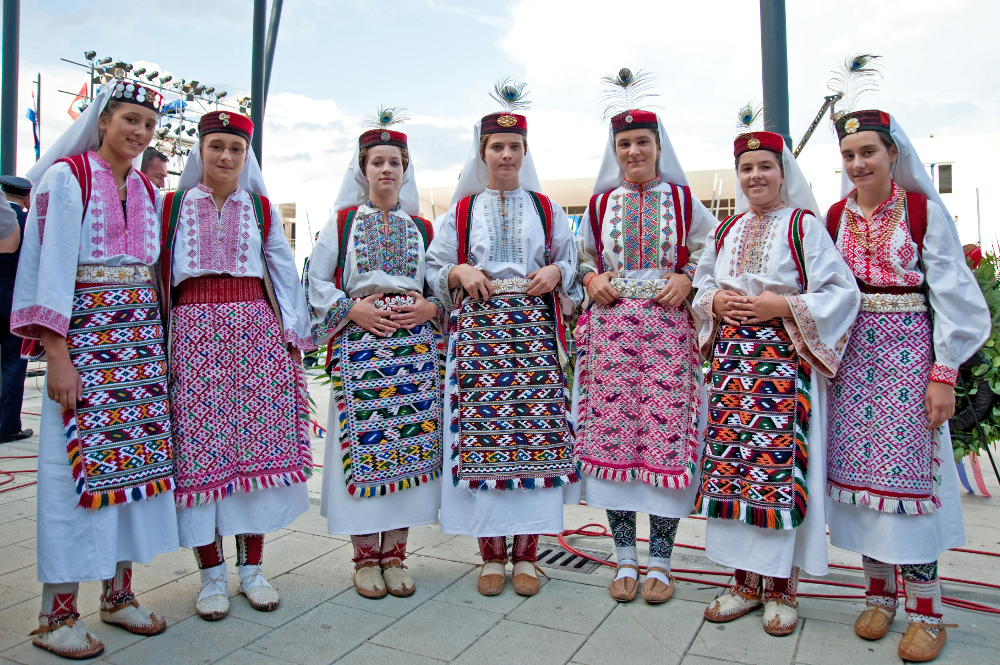
Хорватские костюмы из города Врлика

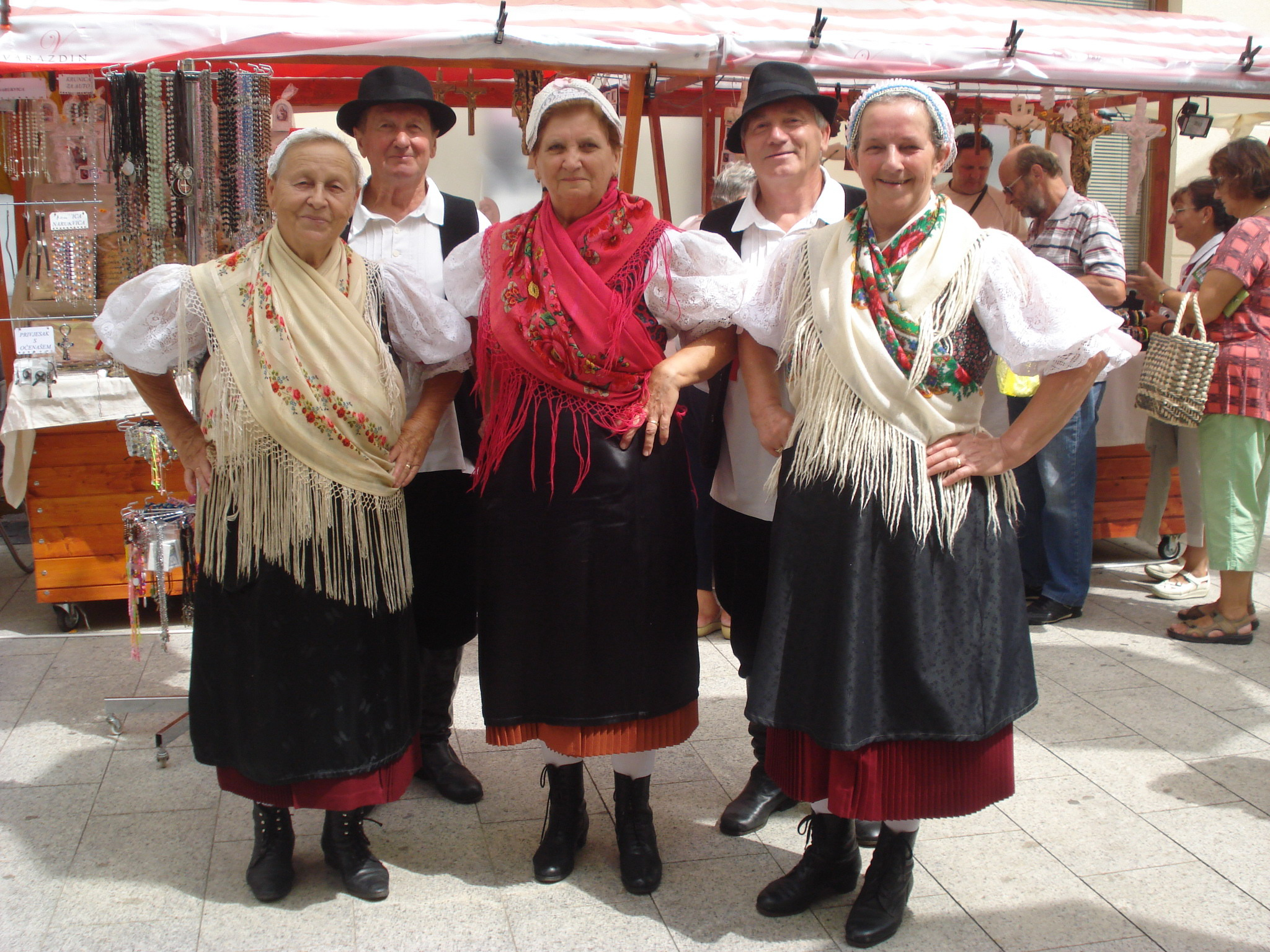
Женщины и мужчины Меджимурья (северная Хорватия) в традиционных народных костюмах

Хорватский национальный костюм (хорв. hrvatska narodna nošnja) — традиционная одежда, которую носили хорваты, проживавшие в Хорватии, Боснии и Герцеговине, Сербии, в меньших общинах в Венгрии, Австрии, Черногории и Румынии.
В городах Хорватии европейскую одежду носили уже в XIX веке. С первых десятилетий XX века, а особенно после Второй мировой войны в хорватских деревнях также распространился городской костюм, хотя ещё в 1960-е годы отдельные элементы народного костюма всё ещё широко бытовали, в то время как полный комплект народного костюма носили редко. Народный костюм больше всего сохранялся женщинами. Сейчас национальный костюм чаще всего надевают на специальные события и праздники, главным образом на этнические фестивали, религиозные праздники, свадьбы.
Хорватский народный костюм характеризуется очень значительной географической вариативностью. Каждый культурно-географический регион, историческая область Хорватии имеет свой собственный вид народного костюма, который отличается по стилю, материалу, цвету, форме. Значительная часть этих региональных вариантов имела влияние австрийской, венгерской, немецкой, итальянской или турецкой культуры во время контроля регионов соответствующими странами. Известны случаи прохождения границ того или иного варианта народного костюма по границам соответствующих наречий сербо-хорватского языка.
Всего этнографами выделяются три основных типа хорватского народного костюма: паннонский (север и восток Хорватии), динарский и адритатический. В Приморье, на побережье Адриатики, в отличие от других областей, в силу относительно мягкого климата различий между зимней и летней одежды не было, по крайней мере, в будничной одежде.

## Ткани
Для изготовления одежды использовалась главным образом домотканина: в Паннонии — льняные ткани, в Динарском нагорье — суконные, а на адриатическом побережье — шёлковые.
В регионах, где часто бывает холодно, в костюм входили шерстяные безрукавки, плащи типа сербской кабаницы, кафтаны, тулупы и шубы. Плащи также могли изготавливаться из сукна и краситься в белый или тёмные цвета. Для тёплой погоды использовалась одежда из шёлка, а в Динарах — из льна и хлопка.

## Основные элементы

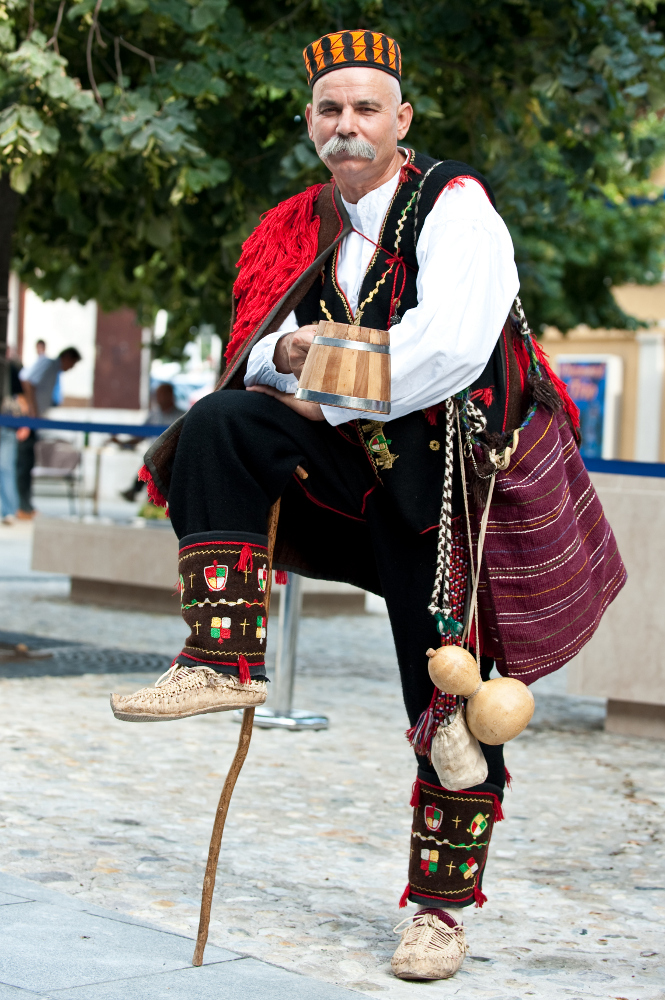
Мужская одежда Загоры (Шибеникско-Книнская жупания)

### Женская одежда
Основными элементами женской одежды являются
- Туниковидная рубаха (хорв. košulja) или нижняя юбка (хорв. skutići) — основные элементы женской одежды. Рубаха может быть как и длинной, до колен или лодыжек, так и короткой, до талии и с широкими рукавами (хорв. opleče, oplečak, rukavi, rukavci), из-за чего напоминает кофту. Рубахи второго типа были известны и у словаков, украинцев и румын. Женские рубахи Приморья — туникообразного покроя, изготовлялись из белой ткани и украшались кружевами. Во многом они несут черты позднеантичных и раннесредневековых далматинских туник ещё до масштабного населения Далмации славянами[1]. С приморскими рубахами схожи и динарские украшались разноцветной вышивкой и каймами. В паннонских областях носили как и длинные, так и короткие рубахи. Ворот и рукава короткой рубахи богато украшались узорным тканьем или вышивкой.
- Юбка (хорв. kotula) — вошла в народный костюм относительно поздно, была сшитой и собиралась у талии;
- Куртка (хорв. djaketa, paletun, koret)
- Фартук, передник (хорв. ogrnjač, pregjača) — был домотканым, имел вид несшитого четырехугольного куска материи.
- Шарф (хорв. ubrsac)
- Шаль (хорв. šal) — носилась на плечах и завязывалась на груди.
- Безрукавки-корсажи (хорв. zobun, zubun, koret, sadak) — имели широкий вырез и украшались аппликацией. Безрукавки девушки начинали носить с того момента, когда становились невестами. В холодную погоду носился зубун — длинная безрукавка до колен.

### Мужская одежда
- Рубаха — также туниковидного покроя, но значительно короче женской — до бёдер или пояса. Архаичный тип рубахи — прямого туникообразного покроя, с рукавами и разрезом на шее, дольше всего сохранялся в Славонии и междуречье Савы и Дравы, где бытовал ещё в середине XX века.
- Штаны (хорв. gače, hlače) по покрою выделялись в несколько типов: свободные и широкие (хорв. gače širkoke), узкие и приталенные лосины, шаровары. Широкие штаны, бывшие на шнурке-учкуре, были распространены прежде всего в Паннонии, и также известны у венгров (хорв. gatya). Первые два вида штанов красились в белый или неяркие цвета: чёрный, серый, светло-жёлтый. Шаровары как правило, были синего или чёрного цвета. Штанины могли прикрепляться к опанкам или заправляться в сапоги. Штаны обязательно подпоясывались декоративным или простым поясом.
- Жилет-безрукавка (хорв. fermen, jačerma) — надевался на рубашку. Изготавливался из кожи или сукна, могла быть богато украшена.

### Обувь
- Носки — вязались из шерсти, доходили до колена.
- Бьечвы (хорв. bječve) — белые гетры или чулки, доходившие до колен и распространённые в Далмации. Иногда на них надевали шерстяные гамаши.
- Сапоги (хорв. čizme)
- Опанки (хорв. opanci) — кожаная обувь, изготавливавшаяся из кожи свиньи или телёнка, верх плёлся из кожаных ленточек[2].

### Головные уборы
- Шляпы — изготавливались из войлока или соломы. В хорватской Паннонии носились мужчинами повсеместно, в других регионах, как правило, были головными уборами пастухов.
- Шапки — как правило, были круглой формы, изготавливались из ткани и обшивались мехом. Также изготовлялись и меховые шапки, подбивавшиеся овчиной, выдриным или куничным мехом. В Паннонии носились исключительно в холодную погоду, в Динарском нагорье и Далмации — круглый год.
- Венец (хорв. vijenac) — головной убор невест, мог быть и в виде короны или венка, часто из цветов и большого количества украшений. Подобные головные уборы также были известны и у других остальных народов, в том числе и русских.
- Платок-косынка, который обычно украшен цветочными или животными мотивами. Чаще носился замужними женщинами.

### Причёски
Мужчины носили короткие волосы или каре до плеч. В Лике и некоторых местах в Далмации мужчины могли отращивать локоны с затылка и висок и заплетать их в косы. Подобная практика существовала и у соседних народов — венгров и словаков. Незамужние девушки носили одну или несколько кос с вплетёнными красными лентами, замужние обязательно покрывали голову чепцом, шалью или косынкой. Славонские женщины делали сложные прически из плетеных кос.

### Аксессуары
Украшения, такие как ожерелья, бусы, серьги, браслеты и кольца, изготавливались из золота, серебра, бисера, жемчуга или даже кораллов с Адриатики. В некоторых местах в ходу были передники и ожерелья из серебряных монет (хорв. đerdan).
Характерным украшением из города Шибеник и соседних сёл являются филигранно украшенные серебряные пуговицы круглой формы.
И мужчины, и женщины носили через плечи кожаную, тканую или вязаную сумку (хорв. torba) с бахромой.
Район Загреба Шестине (хорв. Šestine), некогда бывший отдельной деревней, славится своими зонтами c деревянной ручкой и тканым куполом красного цвета с разноцветной вышивкой по краям (по легенде, полосы по краям появились после того, как настигнутые в проливной дождь влюблённые, по имени Янкич и Яница, признались друг друг в любви; полосы символизируют радугу). Сегодня они являются популярными сувенирами, производством занимается загребская мастерская Томислава Церовечки (хорв. Tomislav Cerovečki).

### Вышивка
Вышивка очень сложная и вышивается из нитей красного, белого, синего, золотого жёлтого или чёрного цветов.

## Различия по регионам Хорватии

### Славония и Баранья
Славонии и Баранье, регионах, находящихся на северо-западе страны, присущ паннонский стиль одежды. Он назван так потому что в нём прослеживается очень сильное венгерское влияние (Паннония — римская провинция, находившаяся на территории современной Венгрии). В Славонии костюмы, как правило, очень сложные, с цветочным орнаментом, вышивкой, декоративными шёлковыми лентами и бантиками, кружевами. Украшения — золотые или серебряные, ожерелья из кораллов и жемчуга. Цвета одежды, как правило, яркие и многочисленные: в одном костюме могут сочетаться жёлтый, красный, синий, белый и чёрный. Верхняя рубаха (хорв. odnjica) туникообразного покроя. Фартуки покупали или шили из заводских материалов. В качестве головного убора использовались чепцы или косынки, на концах последней. Наиболее роскошным костюм был в районе Славонски-Брода.
Мужчины, как правило, носили туникообразные белые рубахи (в зависимости от или ситуации они могли носиться как и навыпуск, так и заправляться в штаны) и штаны, делившиеся на исконные штаны белого цвета и на узкие штаны европейского покроя. Поверх рубахи надевали жилеты с узорами и вышивкой, а зимой — шубы, тулупы и толстые пальто. Их рукава могут иметь оборки, но не такие яркие, как женские. В Баранье среди мужского костюма больше всего выделяется небольшой фартук, который носился вместе с брюками.
В Градишке, по описанию российского этнографа XIX века Измаила Срезневского, женщины носили белые рубахи (хорв. rubina) с собранными вокруг шеи рукавами покроя «реглан», подпоясывавшиеся широким тканым поясом. В районе Градишки и Новски женщины и девушки также носили короткую рубаху-оплечек (хорв. opleček) из тонкого белого полотна в оборках, с разрезом сзади. К оплечку пришивался низ (хорв. skuta) из более грубого полотна. Поверх него носили длинный передник (хорв. pregača), отороченный бахромой и изготовлявшийся из льняной или шерстяной ткани, а поверх оплечка одевали жёлтую безрукавку (хорв. kožušak), расшитую зелёными и красными нитями. Обувью служили башмаки. Мужчины носили белые рубахи и широкие белые штаны (хорв. hlače), безрукавные куртки, расшитые спереди серебряными нитями, на голове — широкополые шляпы, а на ногах — сапоги.
Схожие костюмы были распространены и в соседних регионах севера Сербии, объединяемых под названием Воеводина: Бачке, Среме и Банате.

### Посавина и Подравина

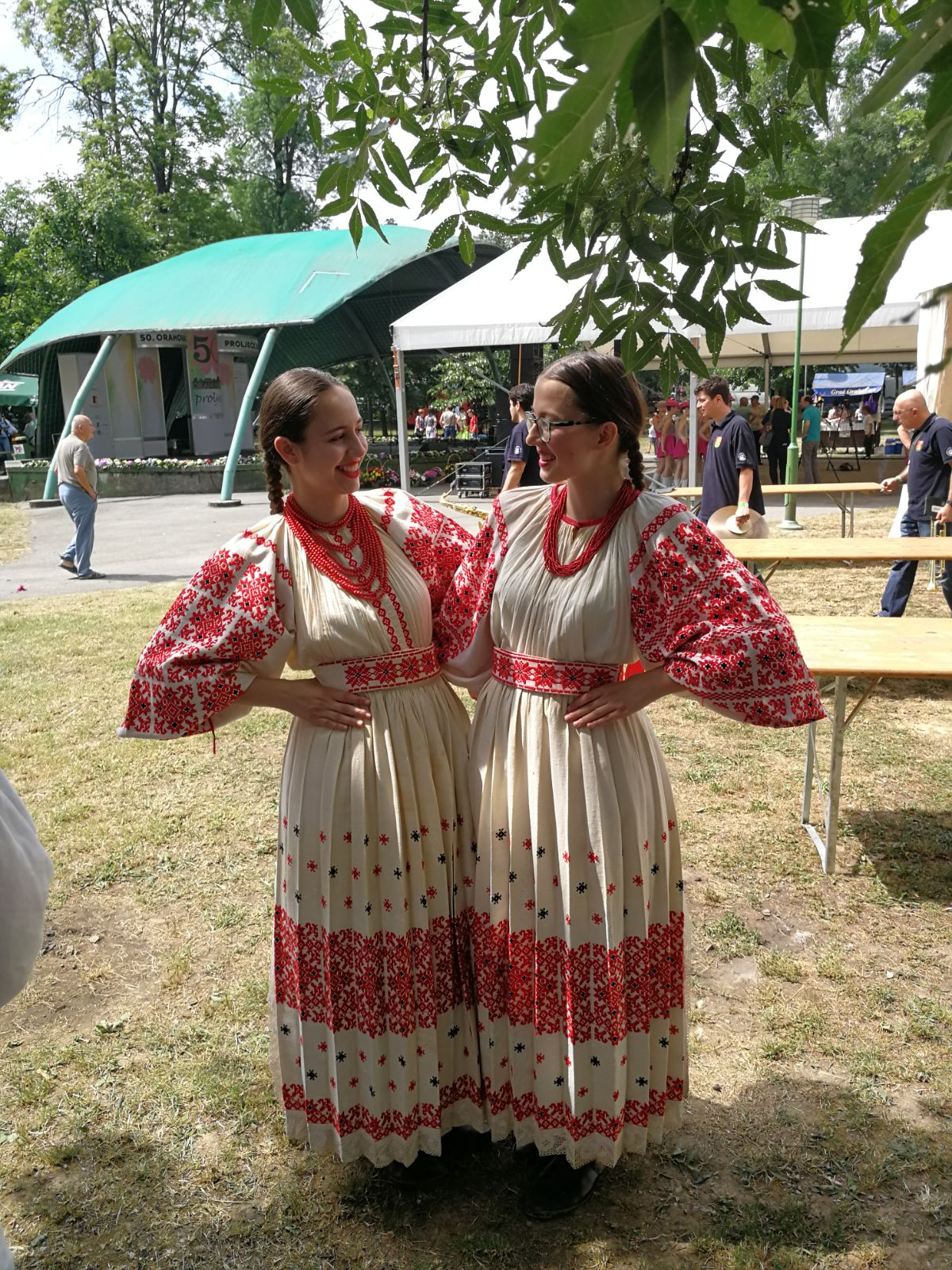
Женский посавинский костюм

Области Посавина и Подравина расположены на севере и северо-востоке Хорватии. В отличие от Славонии, костюм Посавины не содержит слишком сложных рисунков и узоров, а состоит из простых чёрно-белых блузок, брюк и юбок. Женщины носили шёлковые шали, обычно синего или красного цвета, с цветочными мотивами. Также надевали фартуки с вышитыми рисунками, а их цвет и детализированные узоры часто являются главной особенностью посавско-подравинского костюма. Мужчины носили чёрные жилеты и чёрные шляпы.
Женщины в Подравине делали платки с уникальной вышивкой, присущей региону, надевали передники с красочным геометрическим дизайном и многоцветной бахромой. Мужские безрукавки, как правило, красные или чёрные, со сложными узорами и вышивкой.
В Покупье (долине реки Купы, притока Савы) занимались выращиванием льна, поэтому большая часть одежды была льняной. Для костюма этого региона характерны плиссированные юбки и передники. Плиссировка осуществлялась следующим способом: по сырой одежде вручную загибали каждую складку, затем отбивали гладким камнем или терли об острый угол, укладывали в корыто и ставили гнет. Когда ткань полностью просыхала, оставались складки. Вблизи Карловаца, располагавшегося в этой области, мужчины носили прямой цельнокроенный полукафтан-кебеняк (хорв. kebenjak), длинный плащ-кабаницу (хорв. kabanjica) с рукавами, стоячим воротом и без карманов. Что интересно, кебеняк употреблялся носителями кайкавских говоров, а кабаница — штокавских и чакавских. По подобному признаку различались и носимые штаны. У чакавцев штаны были узкие, а кайкавцев — обычно широкие. Женщины носили безрукавку-зубун (хорв. galia, zabon), изготовлявшуюся из белого сукна, и украшавшуюся голубыми или красными аппликациями; два кармана, присутствовавшие на поясе, также украшались аппликациями. На голове женщины поверх твёрдой шапочки с твердым дном надевался красный суконный платок, вышитый серебром. Срезневский так описывает способ ношения: «Этот платок женщины в Карловце носят очень просто: косы с двух сторон около ушей выложены в два клубка. Сложенный пополам платок связывается сзади ниткой, и этот конец свисает по затылку».
Посавские невесты носили венок из цветов, бисера и кораллов, украшавшийся лентами, ниспадавшими на спину.

### Меджимурье, Загорье и Пригорье

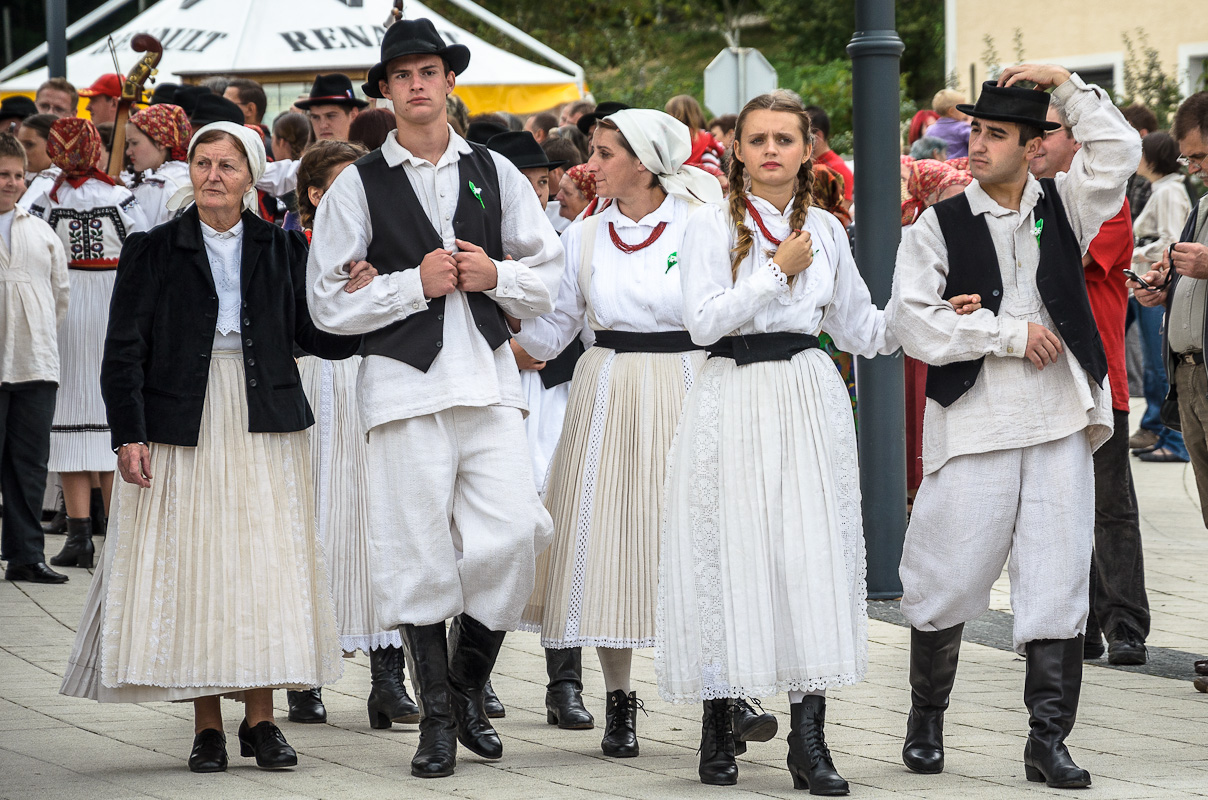
Костюмы из города Преграда, Загорье

Меджимурье, Загорье, Пригорье, как и столица страны Загреб расположены на севере, и, соответственно, находятся под влиянием континентального стиля. Белый цвет характерен для костюмов континентальной Хорватии в целом, но каждый регион имеет свои виды декоративных шарфов, шалей, фартуков и украшений. Самый популярный цвет, особенно в Загорье — красный. Красные мужские и женские фартуки и жилеты украшались изящными строчкой и вышивкой, в основном золотой нитью. Женщины носили красочные платки, обычно красные с цветочными узорами. Второй по популярности цвет — чёрный, с которым сочетается золотая или белая вышивка.
Женский костюм состоял из льняной блузы с декорированными рукавами, юбки и фартука. По торжественным случаям носили сложенным треугольником шелковый шарф и ожерелье из кораллов, а поверх блузки короткий кожаный жилет (хорв. kožulec). На голове носили чепчик из фатина — тонкой пористой ткани, который украшали разноцветной вышивкой или косынку. В Загорье штаны (например, среди чакавцев в окрестностях Загреба) относительно неширокие, зауживающиеся книзу и заправляются в сапоги.
И мужчины и женщины также могут добавлять пояс (хорв. tkanica) отличного от основной одежды цвета. После независимости Хорватии пояс-тканица может окрашиваться в цвета хорватского флага.
Важной частью мужского костюма являются шляпы, которые делятся на два вида — шкрлак (хорв. škrlak), традиционная чёрная узкополая шляпа с куполообразной круглой тульей, с красной шерстяной лентой, вышитой разноцветными нитками и с белыми и золотыми точками; и более современная чёрная фетровая шляпа (хорв. šešir), украшавшаяся лентами, например, в цветах хорватского флага. Шкрлаки сохранялись в сёлах под Загребом и в 1960-е годы.

### Лика

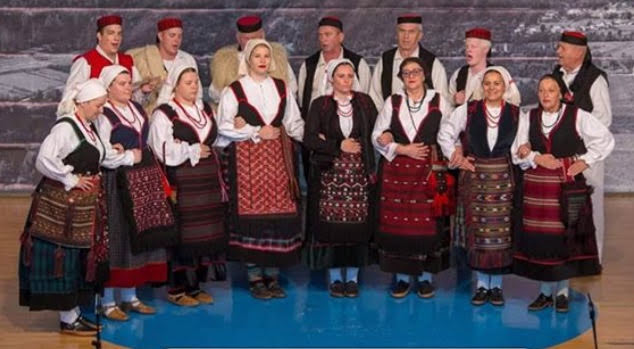
Ансамбль народной музыки из Госпича

Одежда Лики (региона между Кордуном (регион, примыкающий к Посавине) и побережьем Адриатического моря) демонстрирует как динарское, так и османское влияние. История данной области, входившей в своё время в состав австрийской Военной границы, полна военных событий, соответственно, на одежду повлияла австрийская военная форма. Распространённость овцеводства привела к наибольшему распространению здесь шерстяных тканей, окрашиваемых обычно в красный, чёрный, жёлтый и зелёный. Шубы и накидки распространены в связи с холодной зимней погодой.
Женщины, как правило, носили юбки до щиколоток и белые блузки. Их одежда, как правило, преимущественно в белых, коричневых и чёрных тонах. Синие платья и фартуки носили замужние женщины, а белые — незамужние девушки. Также носили фартуки, которые украшены узорами с геометрическими мотивами. В качестве головных уборов женщины носили вышитые или белые платки, прикреплявшиеся к головным уборам. Ювелирные изделия: серьги, браслеты и ожерелья обычно серебряные. Бусы (хорв. djerdan) и серьги часто сделаны из серебряных монет, традиционно из австрийских талеров (хорв. talira) XIX века. Примером ликского женского костюма может послужить костюм вблизи Брлога, описанный Срезневским. Женщины носили широкий пояс-тканицу, украшавшуюся серебром и золотом, суконный передник в полоску поперёк, белую безрукавку-зубун (хорв. zubun), украшавшийся аппликацией из вышивки красного, зеленого, синего цветов; поверх него — чёрную тунику (хорв. alina, alja).
На одежду мужчин сильное влияние оказала военная форма. Обычная одежда — это узкие суконные брюки-лаче (хорв. lače, benevreci) тёмных цветов (летом также могли носиться широкие белые штаны (хорв. gače), в холодную погоду использовавшиеся как нижнее бельё и носившиеся под лаче), опоясывавшиеся широкими красными кожаными и ткаными кушаками (хорв. pašnjača, серб. пашњача) (в войну в них могло храниться оружие и боеприпасы, отголоском того времени являлся носившийся для красоты специальный резной нож османского происхождения под названием ханджар (хорв. handžar, nož)) и узкими кожаными ремнями для хранения пороха и патрон, и льняная рубаха белого, чёрного или коричневого цвета (или синего цвета для военнослужащих). Безрукавки (хорв. čerma) красного или чёрного цветов изготовлялись из кожи или шерсти, могли быть простыми или очень изысканно украшенными изящными узорами. Неизменной особенностью ликских безрукавок является присутствие большого количества декоративных металлических полусфер — илик (хорв. ilika, мн. число — хорв. ilici), расположенных на передней стороне безрукавки, застёжек, золочёных и посеребряных сферических пуговиц (пуцад, хорв. pucad), как и илики, играющих в большей степени декоративную функцию и считавшимися оберегами. Зимой носили чёрные или синие кафтаны или накидки из шерсти ягнёнка. Также мужчины-личнае носили жилет (хорв. prsluk) и шерстяные куртки (хорв. čurak). Главной особенностью мужского костюма Лики является т. н. «ликская капа», красная фетровая шапка цилиндрической формы с опушкой из меха куницы или выдры и к которой сзади прикреплялся ряд чёрных кисточек. Её носили все представители мужского пола, независимо от возраста и социального положения. Так как в Лике проживают как и хорваты, так и сербы, то в настоящее время в зависимости от национальной принадлежности на верху может вышиваться либо хорватская шаховница (бело-красная шахматная клетка), либо сербский крест с огнивами.
На ноги надевали разноцветные шерстяные носки (хорв. priglavci, nazuvci) с геометрическим рисунком. В Лике больше, чем в других регионах Хорватии, носились опанки — кожаная обувь наподобие русских поршней.

### Истрия

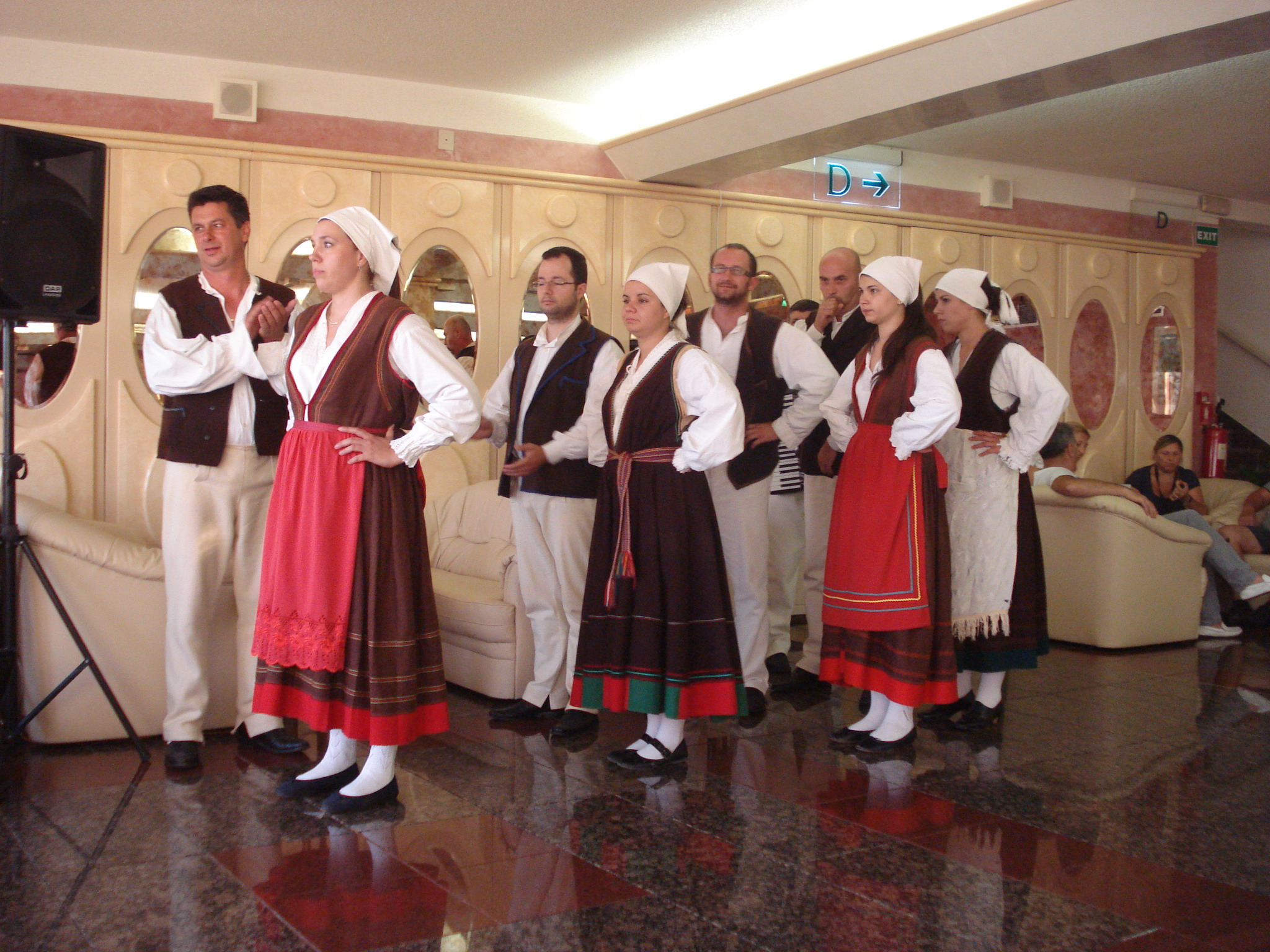
Участники ансамбля народной музыки в народных костюмах Истрии

Народный костюм Истрии относится к адриатическому типу.
Мужской костюм, как правило, голубого, коричневого или белого цвета, состоит из брюк, более жёстких, чем славонские, рубахи и кожаной безрукавки. На них одевалась короткая шерстяная куртка-тулуп (хорв. modrna) с длинными рукавами и коричневого цвета, а также длинный армяк без рукавов. Аксессуары включают широкие шёлковые пояса, красные или чёрные шапки, а также хлопчатобумажные носки, которые надевают с опанками.
Женщины на побережье носили белые блузки с широкими рукавами, вышитые шёлком или кружевом (цветовая гамма верха и вышивки варьировалась, красная — для девушек, зеленая для молодых женщин, синяя для пожилых), плиссированные юбки или платья, а также чулки с опанками. Головным убором служил плат, украшенный кружевом, закрылки которого заворачивали назад по диагонали и закрепляли шпильками. Получалось что-то вроде двух конусов. Плечи покрывали платками и шалями (хорв. oplece), которые завязывались вокруг шеи. Ювелирные изделия изготавливали из красочных стеклянных бус и серебряных монет, нанизывали на шнуры из кожи и носили на шее или талии.

### Далмация

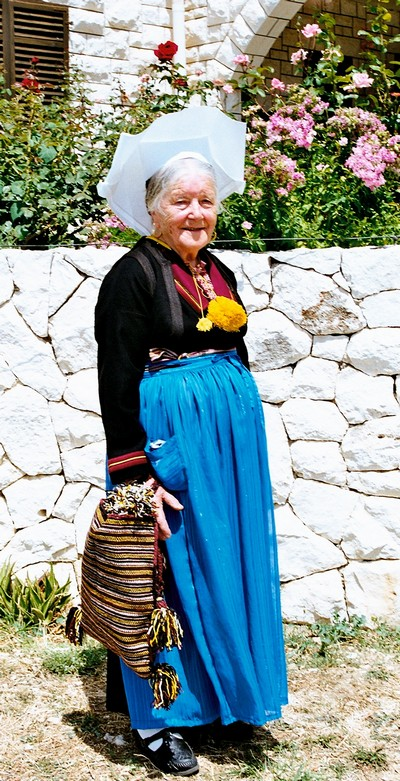
Женский костюм из исторической области Конавле, юг Далмации

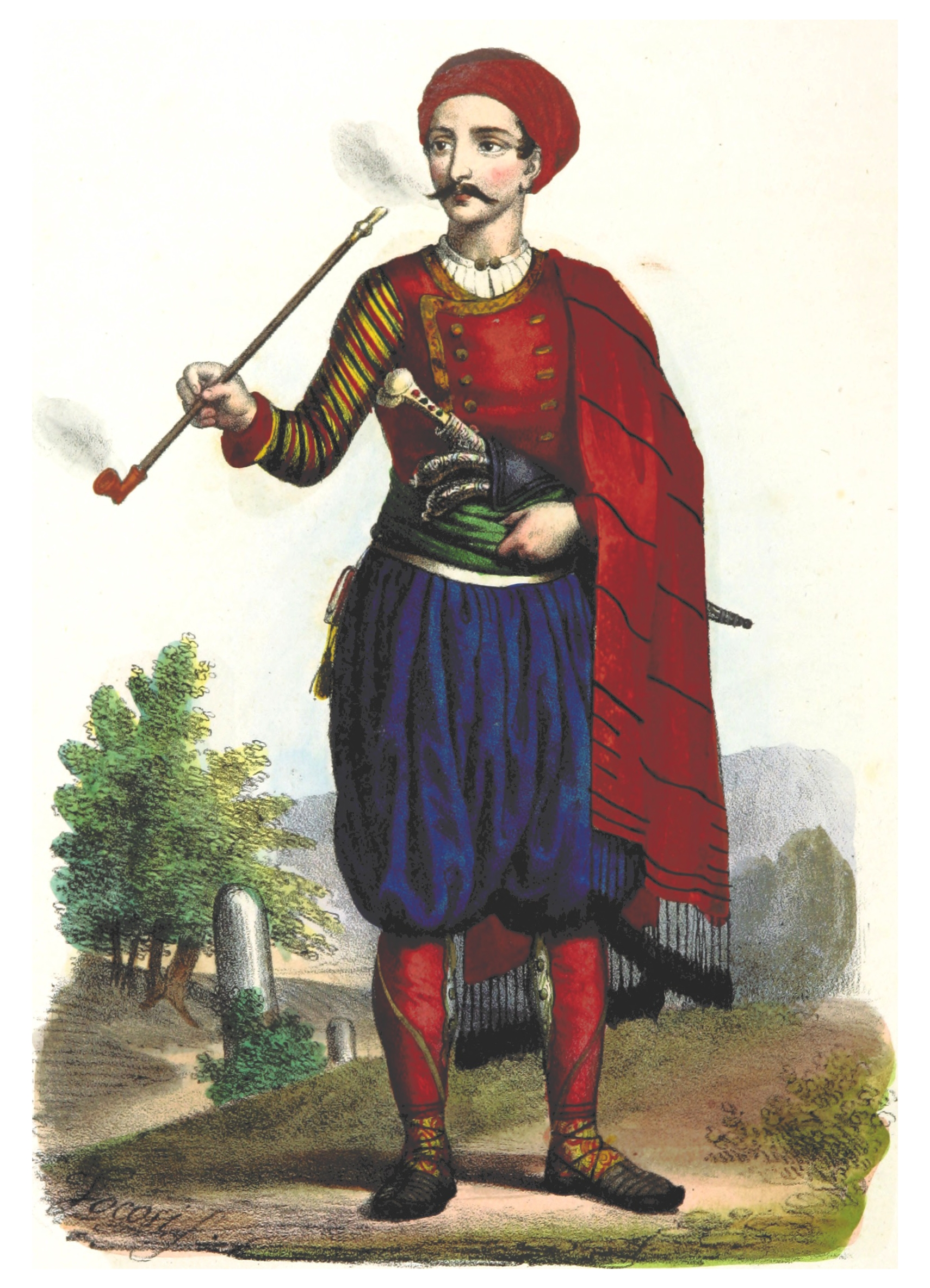
Житель села Сребрено (Breno) под Дубровником (община Жупа-Дубровачка), 1846 год

Одежда жителей Далмации различается в пределах своего региона: народный костюм далматинского Приморья относится к адриатическому типу, в то время как Загора — внутренняя Далмация, подвержена влиянию динарского типа, сближаясь с народным костюмом хорват Лики и Герцеговины. Хотя, с другой стороны, одежда Приморья (а также островов), обладая самобытностью, также испытывало динарское влияние.
Зимней верхней одежды для обоего пола служил туникообразный плащ-кабаница (хорв. kaban) с капюшоном, изготовлявшийся из чёрного сукна.
Пожалуй, самым известным примером загорского народного костюма является костюм города (до 1997 г. — села) Врлика и его окрестностей. Одежда как мужчин, так и женщин характеризуется несколькими особыми предметами одежды. Мужской костюм состоит из рубахи, красного кушака с бахромой красного, синего или зелёного цвета, который завязывается вокруг тёмных узких брюк, вышитых в районе гульфика и карманов, на коленях они подвязывались кожаными декорированными ремешками на застежках. Также носили специальный кожаный ремень для оружия (сказывается неспокойное военное прошлое). Поверх рубахи надевалась безрукавка (хорв. krožec), украшавшаяся золотным шитьём и вышивкой красными нитями, узорами и рисунками, как и в Лике, в качестве украшений использовались илики и декоративные пуговицы,. В холодную погоду также надевалась куртка-накидка солдатского покроя, копоран (хорв. trlagan, koporan), обладавшая бахромой. Копоран носили нараспашку, специально не застёгивая, чтобы безрукавка и пояс с оружием были видны. Женский костюм состоит из белой блузки, юбки или рубахи-туники с красочным фартуком, украшенным сложными геометрическими узорами и бахромой, а также красного зубуна (длинной безрукавки) с золотой вышивкой, контрастного к белой блузке. Ювелирные изделия состоят в основном из бисера, носимого на шее, и серебряных монет, которыми украшают одежду. Головными уборами являлись красные фетровые шапочки (хорв. bareta, crvenkapa), чем-то напоминающие фески. Иногда к шапкам, как в Лике, подсоединялись кисточки, женщины украшали их павлиньими перьями. Замужние женщины надевали на эти шапочки убрусы или чепцы. Обувью служили опанки (хорв. oputaši), одевавшиеся на короткие, до лодыжки, носки, на которые в свою очередь одевались невысокие, чуть ниже колена, гетры с разрезом по бокам.
Народный костюм Дубровника и окрестностей в основном белого, чёрного, золотого и красного цветов. И мужчины, и женщины носили куртки и безрукавки-елеки, богато вышитые золотом или шнурами, и изысканные украшения, такие как серьги, ожерелья и заколки. Мужчины носили шаровары чёрного или тёмно-синего цвета, вышитые в районе гульфика и карманов красными нитками, две безрукавки — верхнюю (хорв. fermen) и нижнюю (хорв. djamadan, resomatiča), куртку-корет (хорв. koret), а женщины — юбки как чёрного, так и белого цветов, на которые надевался передник, елеки, безрукавки-ечермы (хорв. jačerma), куртки и рубахи, вышитые и украшенные кистями на воротнике и плиссированные сзади. Основным головным убором также была красная фетровая шапка, но мужчины, помимо неё, могли носить шляпу, а женщины носили поверх шапочки белое покрывало, которое могло крахмалиться и сворачивался вверх и назад. Обувью служили опанки или красные кожаные туфли, надевавшиеся на белые шерстяные носки, в свою очередь, иногда носившиеся с гамашами. Этот костюм по типу является динарским, но испытал сильное боснийское, черногорское и турецкое влияние. Российский дипломат XVII-XVIII-го веков Пётр Толстой, бывший в Дубровнике с 8 по 10 июля 1697 года, так описывает одежду дубровчан:

А платье носят сенатори и шляхта рагузские черное, под исподом кафтаны долгие, подобны чернеческим рясам, а наверху долгие ж епанчи, подобны чернеческими мантиям.— Путешествие стольника П.А. Толстого по Европе (1697-1699)
Также Толстой описывает придворных дубровницкого князя, как одетых в красную одежду.
В окрестностях города Нин (Задарская жупания) женский костюм состоял из юбки (хорв. buštan), подпоясанной несколько раз вокруг талии кожаным поясом (хорв. pas). Обязательным элементом женской одежды была печа (хорв. peča) — белый четырехугольный платок из домашнего полотна с красной оборочкой. Девушки носили на голове парту (хорв. parta) — головной убор с открытым верхом, состоявшим из полоски шелкового репса с нашитыми на нее тесемками красного, голубого, желтого или зеленого цветов, свисавшими сзади по спине. Парту украшали цветами из фольги, от нее по щеке свисала зеленая веточка с цветами и мелкими плодами (kitica). На ногах носились двойные шерстяные чулки (хорв. bireve), на которые, в свою очередь, надевались другие чулки (хорв. nazubke) с прямыми разрезами по бокам и окаймленные вышивкой. Также в окрестностях Задара (а также города Скрадин) девушки носили на голове маленькие шапочки-капицы (хорв. kapica).
Близ Шибеника женский костюм состоял из туникообразной рубахи, сарафана (хорв. brnjica) белого цвета со складками на лифе, заправлявшегося в юбку (хорв. suknja) из мягкого коричневого сукна. Цвет носимых чулок различался в зависимости от возрастного и семейного статуса: незамужние девушки носили только белые чулки, замужние женщины, помимо них, также могли носить и красные (поэтому в этих местах бытовала идиома «красные чулки надела» (хорв. metnula se čerljeni čarape), значившая «[девушка] вышла замуж»). Поверх чулок носили башмачки (хорв. firale) из мягкой кожи, на голове повязывали платок вроде «печи» (хорв. sudak).
В городах (особенно в Трогире и Сплите), а также на островах Корчула и Паг в середине XIX-го—начале XX-го веков был распространён вештит (хорв. veštit, alina) — суконная куртка наподобие пиджака, но со скругленным верхом без лацканов, со стоячим или отложным воротом и с застёжкой как на русском кафтане (в частности, сходство с кафтаном русских ямщиков отметил бывший в окрестностях Сплита Срезневский), венгерском доломане или дафлкоте. Мужские штаны в Сплите и окрестностях были узкие и длинные, на ногах носили кожаные башмаки. В городе Макарска головным убором женщин был красный или белый платок (хорв. boldun) типа «печи», подвязывавшийся лентой (хорв. podvezak). По Срезневскому, девушки обычно носили сзади одну косу, а замужние женщины — две косы спереди.

### Костюмы островов

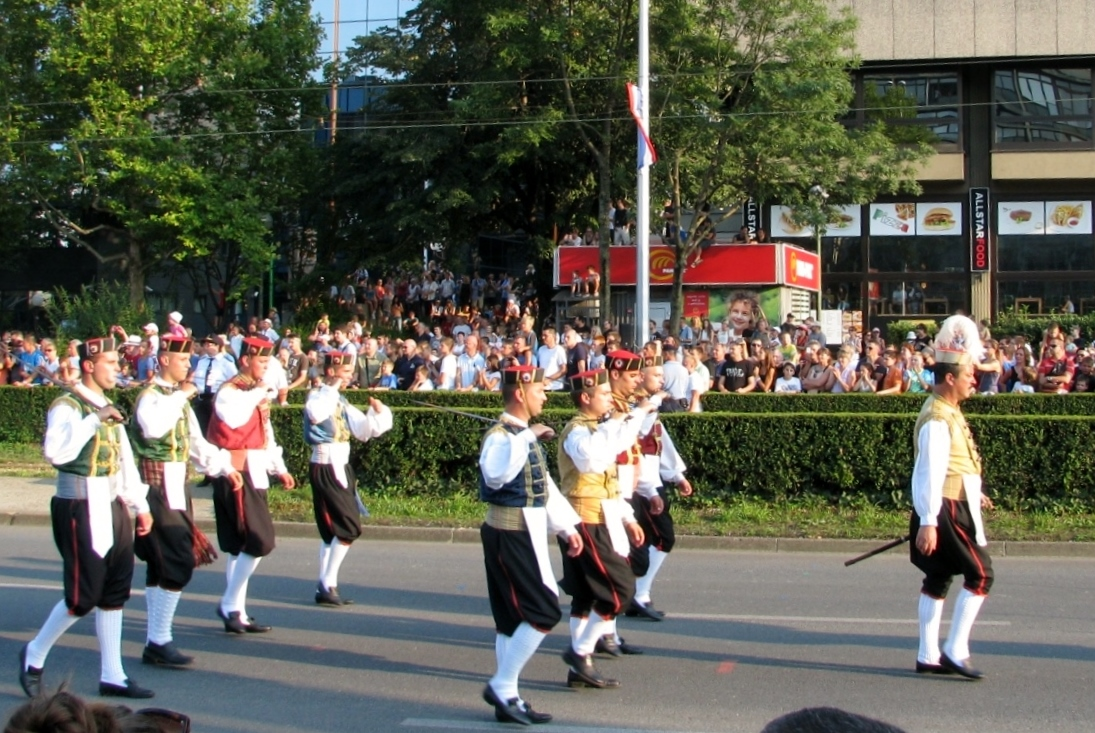
Исполнители корчульского танца «кумпания» в народных костюмах острова на параде в Загребе

Острова Хорватии имеют наибольшие различия в одежде из-за изоляции друг от друга и от материка. Одежда там в основном сходна с Далмацией и Истрией, но при этом они имеют свои уникальные различия в стиле, каких нет в других местах.
Например, народный костюм острова Паг берёт своё начало в XV веке и характеризуется сложным кружевом, которым украшалась передняя часть блузок и краёв платков. Знаменитое пагское кружево славится своей изысканностью и красотой и является самой заметной частью наряда. Женщины носили блузки с длинными рукавами и свободные плиссированные юбки (обычно жёлтого или красного цвета) с красным шёлковым шарфом, завязанным вокруг талии. Традиционные архаичные женские туникообразные рубахи сохранялись на острове и в 1960-е годы. Головным убором женщин был белый накрахмаленный чепец. Мужчины носили жилеты поверх рубашек, приталенные брюки, подпоясанные шёлковым кушаком и красные шапки.
Женский костюм острова Крк состоял из длинной белой рубахи (хорв. stomanja) с прямым вырезом и присборенную у ворота; и чёрной шерстяной юбки (хорв. župica) на длинных бретельках, прикреплённых к поясу и с двумя поперечными складками на подоле, которая подпоясывалась ярким фартуком (невесты носили на поясе яркую ленту). На голове незамужние девушки носили венки из цветов и лент (хорв. kruna) и белый и накрахмаленный платок (хорв. rub) прямоугольной формы закрепляя его на затылке так, чтобы он обрамлял лицо мягкими складочками. Замужние женщины подвязывали на подбородке косынку. Мужчины носили белую рубаху, кушак, красный или чёрный с красной подкладкой жилет и тёмные шаровары (хорв. brageše) или брюк-клёш для мужчин. Мужским головным убором были шляпа и шерстяной колпак, который также был распространён и в других регионах Средиземноморья: Испании, на Сардинии и Сицилии. Также мужчины носили на голове чёрную шляпу с полями (хорв. klobuk). Верхней одеждой для женщин служил жакет «хальица» (хорв. haljica), а для мужчин — чёрная куртка «алья» или «якета» (хорв. alja, jaketa) с карманами на уровне талии. Обувью служили кожаные башмаки (хорв. postolje) европейского фасона, надевавшиеся на шерстяные чулки до колен.
На острове Првич около Шибеника женщины носили туникообразную рубаху (хорв. košulja) с разрезом спереди, широкими рукавами и завязывавшуюся на груди широкой красной лентой (хорв. kurdela). На острове Корчула женским головным убором служила шляпа (хорв. klobuk) с цветными лентами и украшениями из шерсти (penatije).
Женский костюм острова Сусак — самый необычный из всех разновидностей хорватского народного костюма. Его необычность заключается в юбке «камизот» (хорв. kamizot), носившейся женщинами. Она состоит из пяти-шести нижних юбок, каждая из которых расширяется на сантиметр-два и верхней, ярко раскрашенной верхней юбки. Камизот очень короткий, чуть выше колена, из-за чего напоминает балетную пачку. Что касается тела, то тут всё не настолько необычно: блузка и шаль поверх неё, а на голове — косынка. Мужской костюм схож с костюмом многих других островов — длинные чёрные штаны, белая рубаха, безрукавка, вышитая по бортам и вязаный колпак.

## Босния и Герцеговина

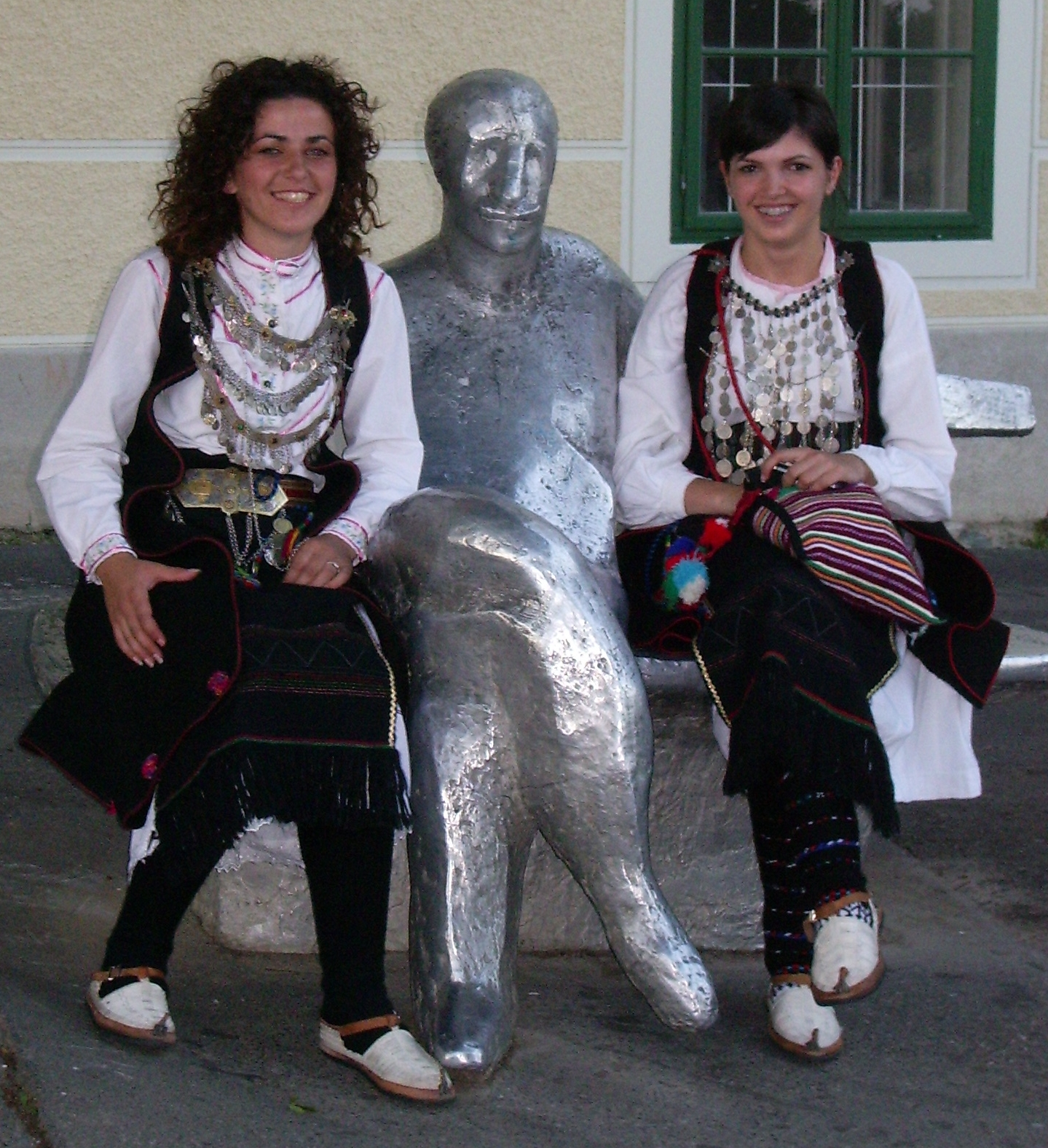
Одежда из окрестностей Томиславграда

Хорватская одежда из Боснии и Герцеговины относится к динарскому типу, однако региональные различия между Западной Герцеговиной и Центральной Боснией достаточно заметны. Народный костюм Герцеговины схож с таковым в хорватской Далмации.
В центральной Боснии влияние Османской империи проявляется более отчётливо. У женщин одежда в основном белая. Безрукавка (хорв. jelek), как правило, тёмного цвета с золотой отделкой, вышитой по краям, а фартук изготовлен из шерсти, окрашенной обычно в красный, чёрный или тёмно-зелёный цвет с минимальными рисунками. С фартуком носили одежду с вышивкой и кружевом, а штаны (хорв. gače) носятся с белыми, длиной до колен чулками (хорв. čarape). Пояс-тканица (хорв. tkanica), надеваемый на талию, чёрный с зелёным и золотым цветами. На голове женщины носили платок (хорв. krpa) с различными геометрическими узорами и/или цветочной вышивкой. Ещё один вид платка — чембер (хорв. čember) более сложный — с вязаным краем, с широкой полосой разноцветной геометрической вышивки. Мужчины в Западной Боснии носили шляпы, а в остальных местах — войлочные фески и чалмы поверх них.
Для мужчин основными элементами одежды являлись белые хлопковые рубахи с широкими рукавами и чёрные брюки с бахромой. Кроме того, жилет из плотной шерсти и тёмного цвета может быть расшитым или вязаным, как у женщин. Цвет пояса варьировался в зависимости от региона, но обычно был тёмным. На ногах, как и женщины, носили носки до колен, обычно белого, красного или жёлтого цвета.
В Кралевой-Сутьеске (община Какань, ФБиГ) носили исключительно чёрные опанки, а в сёлах Герцеговины для верхней части использовали цветные нити, получалось нарядно, и у каждого села была своя комбинация цветов. Существовали особые охотничьи опанки: на подошве оставляли волос, чтобы охотник мог перемещаться бесшумно.

В Посавине (по правому берега реки Сава и нижнем течении реки Уна) мужчины носили рубаху навыпуск (часть рубахи под поясом плиссировалась, рукава и перед с воротом вышивались, а подол вместе с рукавами украшался кружевом) и длинные штаны белого цвета, по праздникам украшавшиеся кружевом на самом низу штанин (ближе к хорватской границе штанины шире, а ближе к югу от неё — уже; во времена османского владычества во многих местах были распространены чакширы (хорв. čakšire; брюки турецкого покроя, напоминавшие шаровары) белого и чёрного цвета, впоследствии их вытеснили брюки из фабричных тканей), поверх рубахи надевался копоран (куртка солдатского покроя), а в прохладную погоду — безрукавка-фермен поверх копорана. Зимой носили гунь (кафтан) с рукавами до колена. Праздничный гунь украшался чёрными шнурами. Опоясывались широким кушаком, поверх которого носили кожаный ремень. Головным убором служила феска, поверх которой пожилые люди наматывали чалму; впоследствии их вытеснили шляпы и шайкачи летом и шубары зимой. 

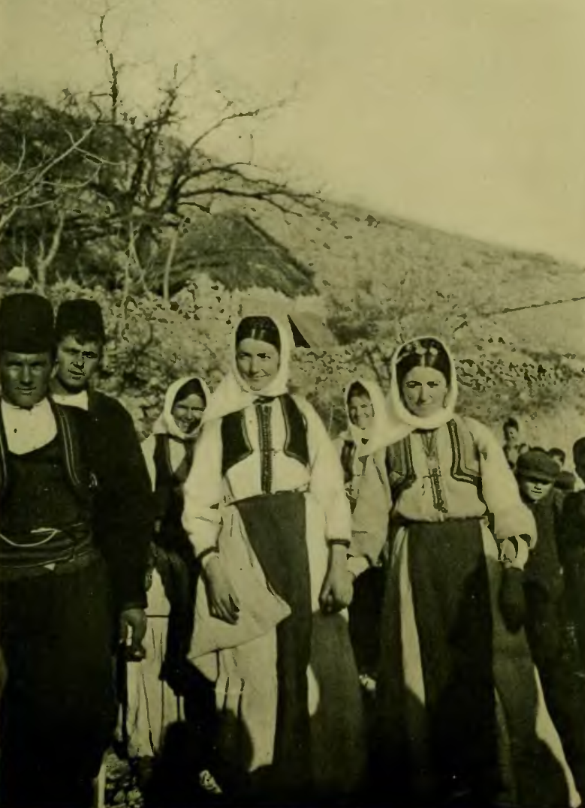
Крестьяне-хорваты в Боснии, до 1907 г.

 Через плечо носилась сумка-шарпель (серб. šarpelj) из телячьей кожи, изготавливавшаяся городскими кожевенниками и красившаяся в красный или чёрный цвет. Женский посавский хорватский костюм незначительно отличался от костюма сербок: различия в основном касались техники, кроя и вышивки. Основным элементом была рубаха до щиколоток (изготовлялась из льна, конопли, а позднее из хлопка), которая перевязывалась узким поясом, и на которую надевались суконная юбка, украшавшаяся вышивкой из красной тесьмы с вкраплением шёлка (впоследствии вышла из употребления); фартук с длинной шерстяной бахромой (незамужние носили фартук из городских/фабричных материалов, например, шёлка; а замужние носили два домотканых фартука — спереди и сзади, один конец переднего фартука загибался и крепился к поясу, задний фартук был длиннее и шире переднего); елек, украшенный тесьмой; а зимой — суконную куртку-гуньич, украшенную вышивкой и тесьмой. Незамужние девушки покрывали голову косынкой, а замужние — убрус (хорв. krpa), украшенный на концах разноцветной вышивкой. Убрус в разных местах мог носиться по разному: в одних местах он носился поверх косы, собранной на затылке в виде венка, а, например, в окрестностях Дервенты таким же способом, как и в Истрии. В холодное время года на убрус накидывался квадратный белый кусок ткани. В окрестностях Брчко девушки носили более глубокие фески красного цвета, украшавшиеся либо длинной бахромой, ниспадавшей по бокам и заду фески, либо чёрными и красными помпонами. Незамужние девушки из обеспеченных семей украшались подвесками из монет (из больших монет на шее, и из маленьких на лбу). После Второй Мировой войны народный мужской костюм быстро исчез, будучи вытесненным городской одеждой. Женский же костюм сохранялся до конца XX века, и возможно, сохраняется даже сейчас.
Среди боснийских хорваток до середины XX века (хотя в наше время обычай возрождается) существовал обычай наносить на руки, грудь возле шеи и изредка брови и щёки татуировки (хорв. sicanje) в виде крестов, заключённых в круги, линий и солярных символов. Татуировки имели сакральные значения, на запястье они наносились по определённым правилам, а выше — как угодно. Обычный крест, заключённый в круг, обязательно наносился на тыльную сторону кисти руки, а остальные узоры наносились на верхнюю часть руки и остальные части тела. Также наносились религиозные надписи вроде IHS — Iesus Hominum Slavator. Как правило, татуировка проводилась в один из дней Страстной недели. После посещения церкви в день святого Иосифа девушки и девочки от 6 до 16 лет собирались для татуирования в общественном месте, в качестве татуировщика избиралась самая младшая, а в случае отказа — самая старшая. Каждый год к предыдущей татуировке добавлялись новые элементы. Считается, что обычай нанесения татуировок и наносимые символы иллирийского происхождения, так как об обычае татуирования у иллирийцев упоминал древнегреческий историк Страбон, а у древних славян татуирование отсутствовало. Тем не менее, татуирование было заимствовано славянами, а впоследствии сильное влияние на обычай оказало принятое ими христианство. Первым исследователем боснийских татуировок стал археолог Чиро Тругелка, чех по происхождению, опубликовавший посвящённое им исследование под названием «Die Tätowirung bei den Katholiken Bosniens und her Herzegovina» в 1896 году.

## В других местностях

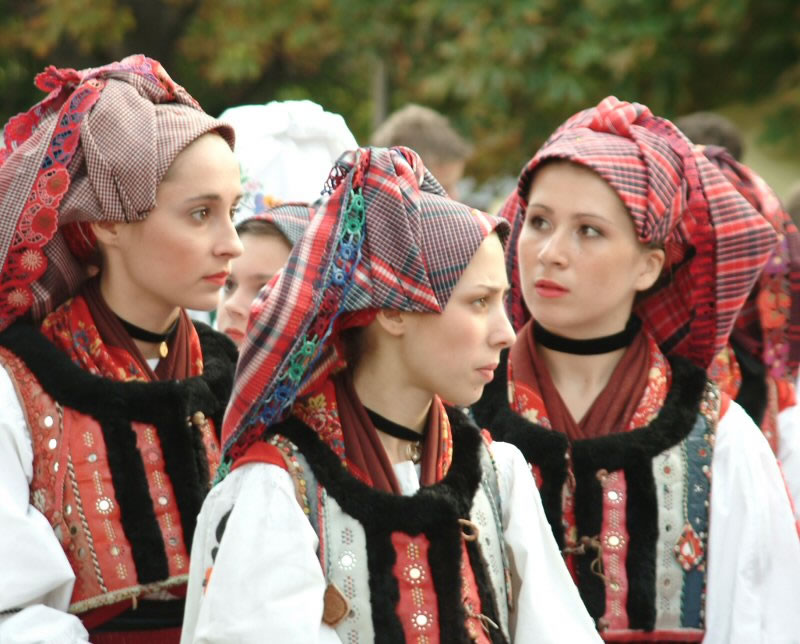
Хорватки Венгрии в народных костюмах

Одежда сербских хорватов, проживающих в Воеводине (в том числе этнографическая группа шокцы и буневцы), испытывает сильное влияние паннонского стиля. Наиболее распространённый цвет одежды для мужчин и женщин — белый, с изящной вышивкой на рукавах, брюках или юбках. Женщины носили синие или чёрные фартуки, а мужчины жилеты-безрукавки таких же цветов, по праздникам украшавшиеся золотой вышивкой (праздничные жилеты застёгивались на пятнадцать-двадцать серебряных пуговиц). По праздники, обслуживая гостей за столом, женщины одевали поверх праздничного фартука повседневный. Праздничные женские рубахи шились из очень тонкого полотна, имели длинные рукава, присобранные на плече. Под основной юбкой носилось несколько (до девяти) нижних юбок, и дабы они не выглядывали, и заодно дабы подчеркнуть фигуру, женщины носили турнюр. Женская безрукавка называлась мидер (хорв. mider), замжуние женщины носили белый мидер. Волосы женщины покрывали платком (хорв. marama) или чепцом-капице (хорв. kapice). Манера повязывания платка у буневок была своеобразная: он должен был держать форму, для чего под платок подкладывалась т. н. «марамица» с картонной подкладкой внутри. Украшениями служили бусы, а у богатых женщин — ожерелья из монет. Штаны были широкими, а праздничные были шире повседневных и накрахмаливались. Обувью служили опанки, сапоги и ботинки. Дома женщины носили тапочки с шёлковым или кожаным верхом, украшавшимся узором. В середине XIX века костюм шокцев и буневцев испытал влияние города: в моду вошли шляпы, суженные к низу брюки-чакширы, жилеты, пальто-долама, сапоги и туфли. В XX веке среди буневок в моду вошли платья из полосатых тканей (хорв. prugaste haljine). Известны хорватские наряды из района Бачки, где на протяжении веков женщины заказывали шёлк для своих костюмов в Лионе (Франция). Эта одежда характеризуется насыщенным синим цветом. Также лионский шёлк использовался и в буневском костюме.
Хорваты в Косово носили одежду динарского стиля, а также элементы стиля, присущие местностям вокруг реки Вардар. В Косово, преимущественно в сёлах, проживает субэтническая группа хорватов — яневцы. Поскольку большинство из них происходит от торговцев из Дубровника, переселившихся сюда в XIV веке, то в их костюме сохраняются определённые элементы даматинско-дубровницкой одежды.
Хорватские меньшинства в соседних странах, таких как Венгрия, Румыния, Италия, Черногория и Австрия, продолжают носить свой традиционное костюм, стиль которого сформирован под влиянием одежды их предков и местных региональных стилей.
В Венгрии хорваты (в том числе вышеупомянутые шокцы и буневцы) часто участвуют в культурных праздниках, во время которых надевают свои национальные костюмы в изящных цветах и из дорогих тканей. Заметно ярко выраженное влияние венгерского стиля.
В Австрии Хорватская культурная ассоциация помогает поддерживать культуру местных хорватов, спонсируя праздник танцев коло, на котором хорваты с Никича демонстрируют традиционный наряд с заметным немецким и австрийским альпийским влиянием.

## Хорватия — родина галстука

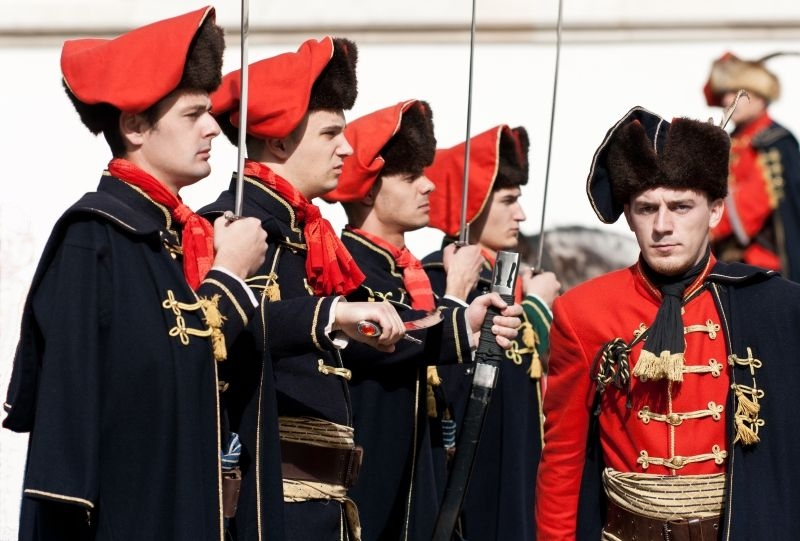
Торжества в Загребе во Всемирный день галстука 18 октября 2012 года

Появление и закрепление в мировой моде галстука связывают с XVII веком. После победы над янычарами турецкого султана хорватские воины были приглашены ко двору французского короля Людовика XIV в награду за выявленные на поле боя мужество и доблесть.
Офицеры и воины хорватской армии издавна носили пёстрые шёлковые шейные платки. Людовик XIV, известный своей любовью к вещам и одежде, очень сильно полюбил новый предмет гардероба и тоже повязал себе на шею что-то подобное, тем самым став первым законодателем моды на галстуки во Франции, а следовательно, и во всей Европе. Отсюда и одна из версий происхождения французского слова cravatte («галстук»), которое распространилось по всей Европе (фр. à la croate — «по-хорватски, на хорватский манер»).
Уже в современной Хорватии факт изобретения её соотечественниками галстука считается абсолютно доказанным. Он, как предмет гордости, поддерживается национальной историографией («Хорватия — родина галстука»), он же используется как бренд в промоакциях, рекламе, туристической отрасли. С 2008 года по инициативе некоммерческой организации «Academia Cravatica» ежегодно 18 октября отмечается Всемирный день галстука.
В 1991—1995 годах, когда происходила война за независимость Хорватии, местные женщины начали акцию в поддержку своих воевавших мужчин: женщины снимали галстуки с мужчин в парламенте и делали из галстуков цветы.
Женщины носили эти цветы как элемент собственной одежды, напоминая о конфликте и отдавая дань уважения своим мужьям.

## Галерея

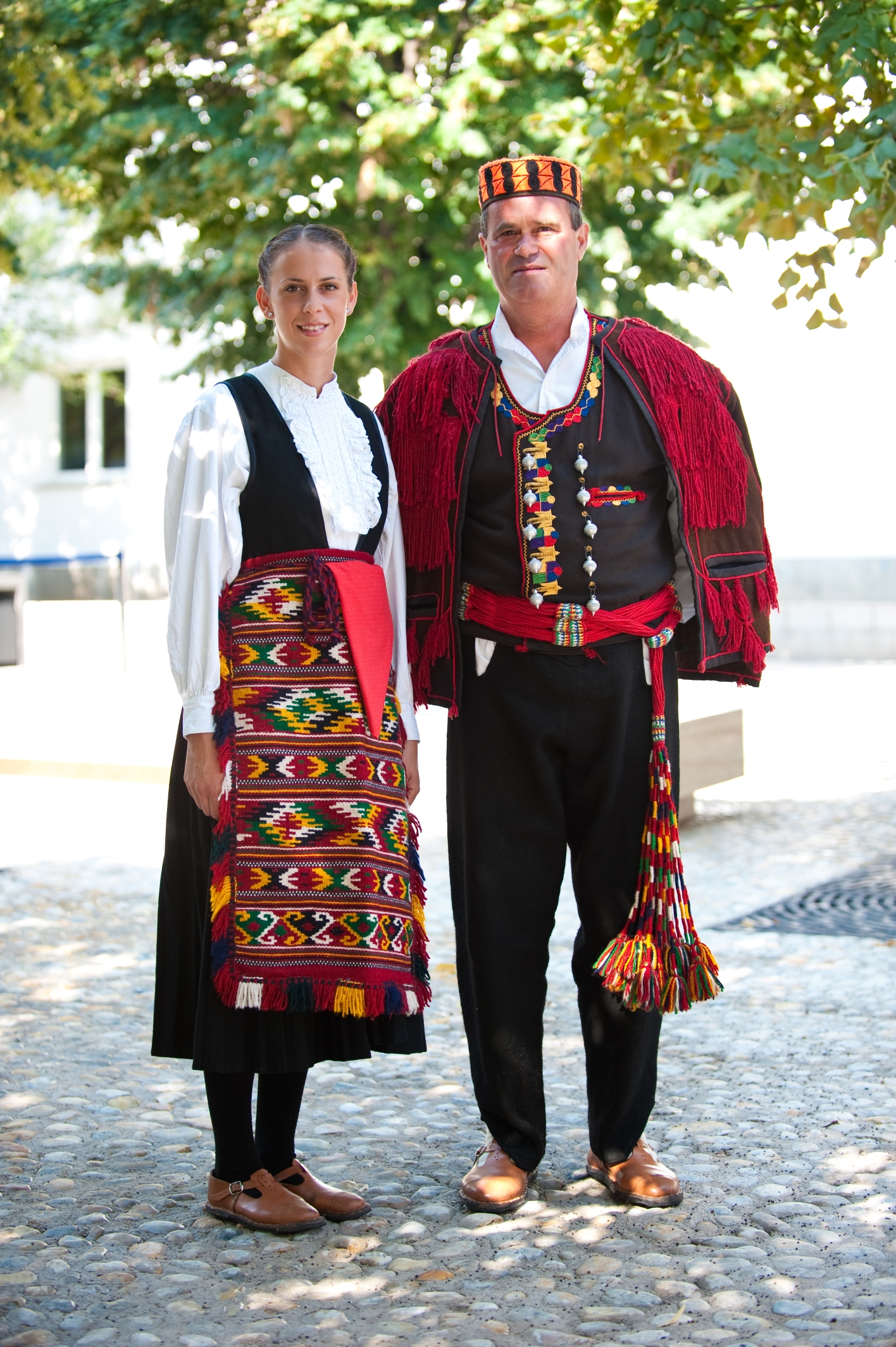
Народный костюм области Милевци (Шибеникско-Книнская жупания, Далмация)
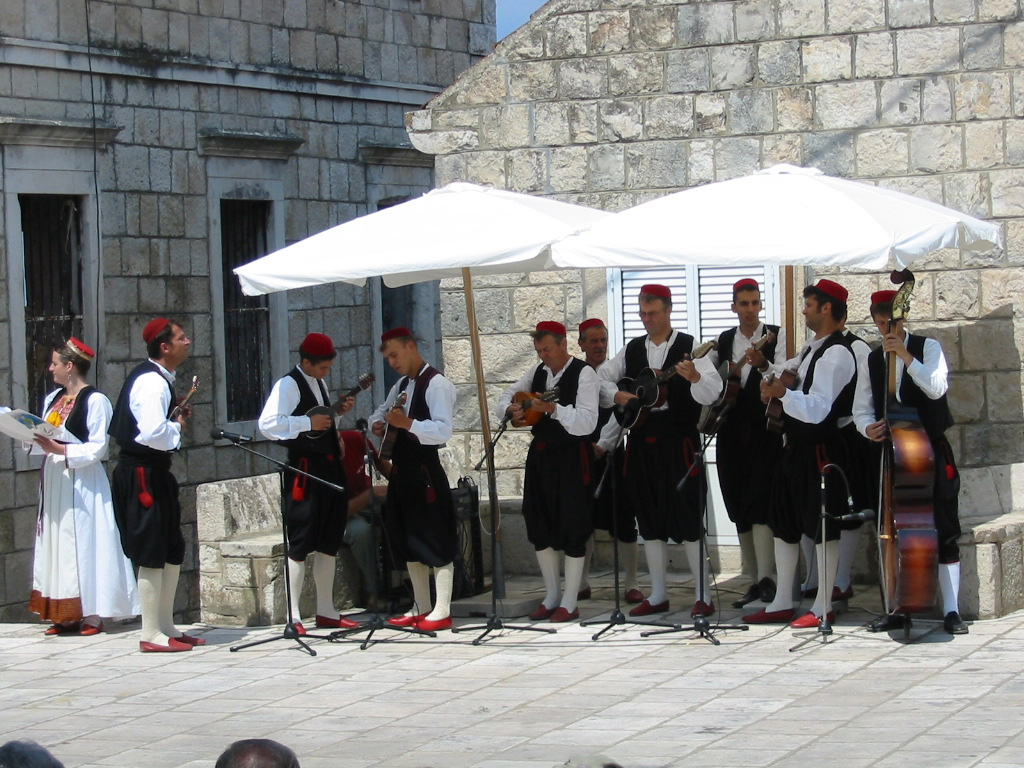
Фольклорный ансамбль из села Чилипи под Дубровником
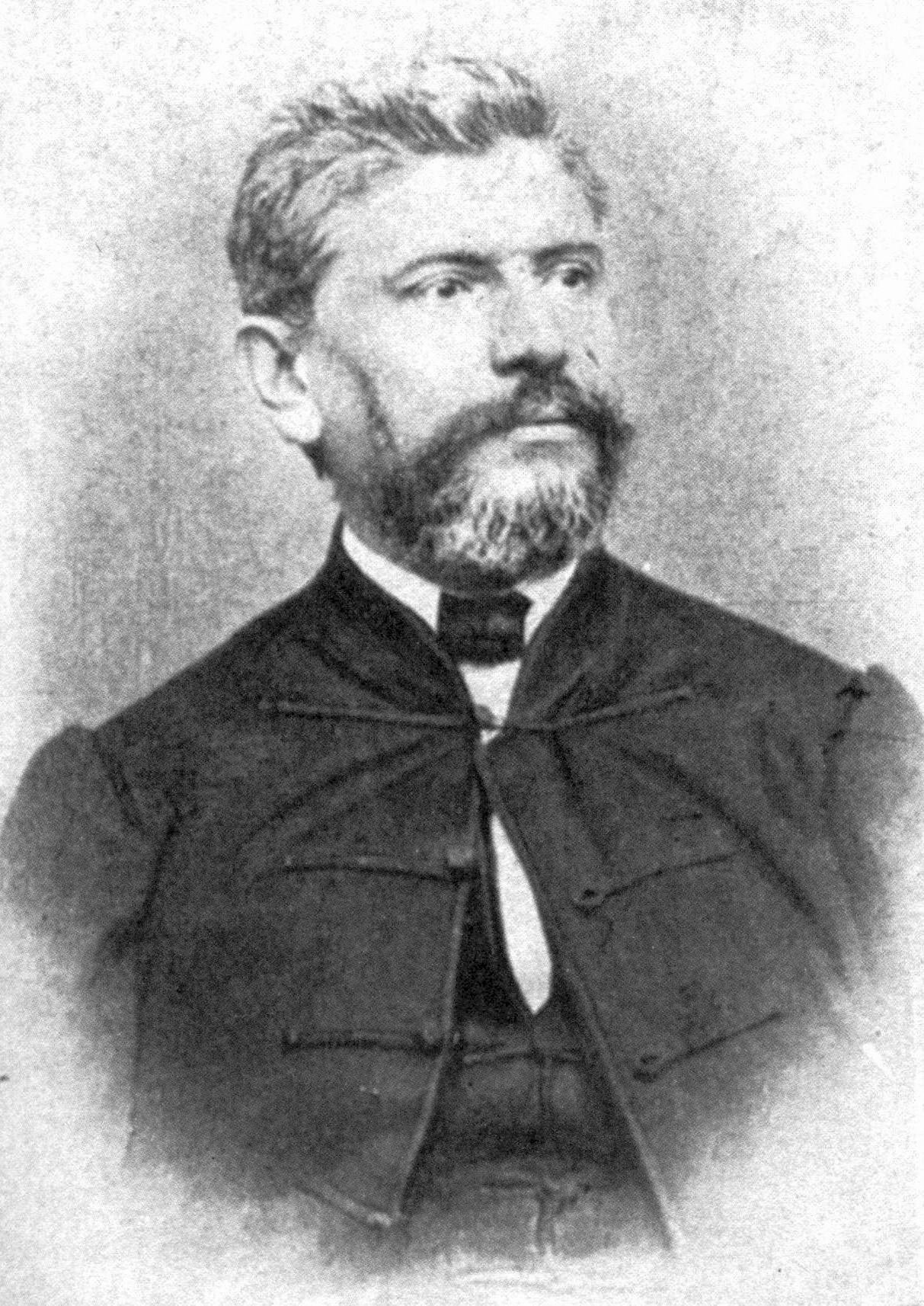
Анте Старчевич в вештите
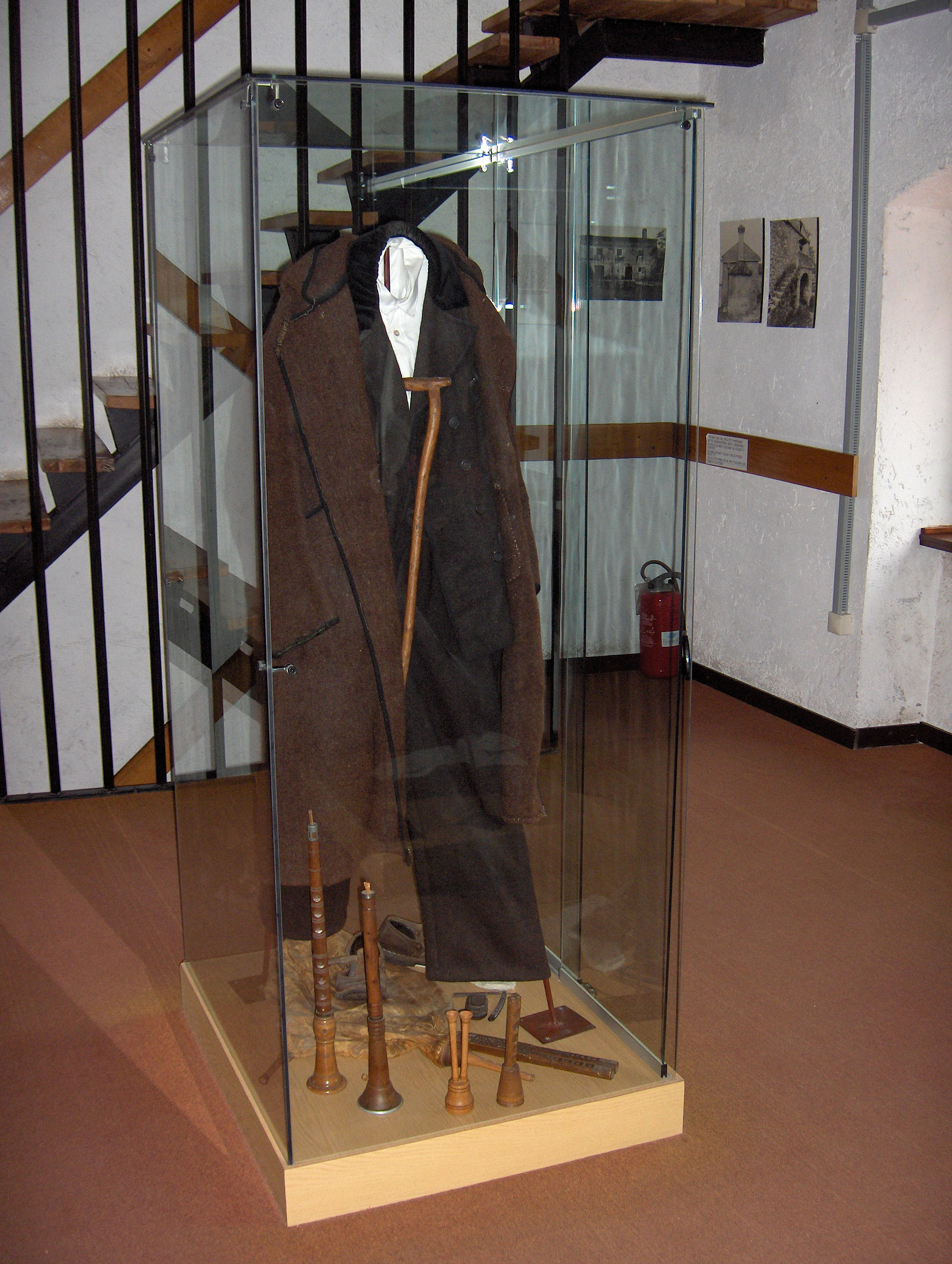
Мужская одежда и музыкальные инструменты в Мощенице
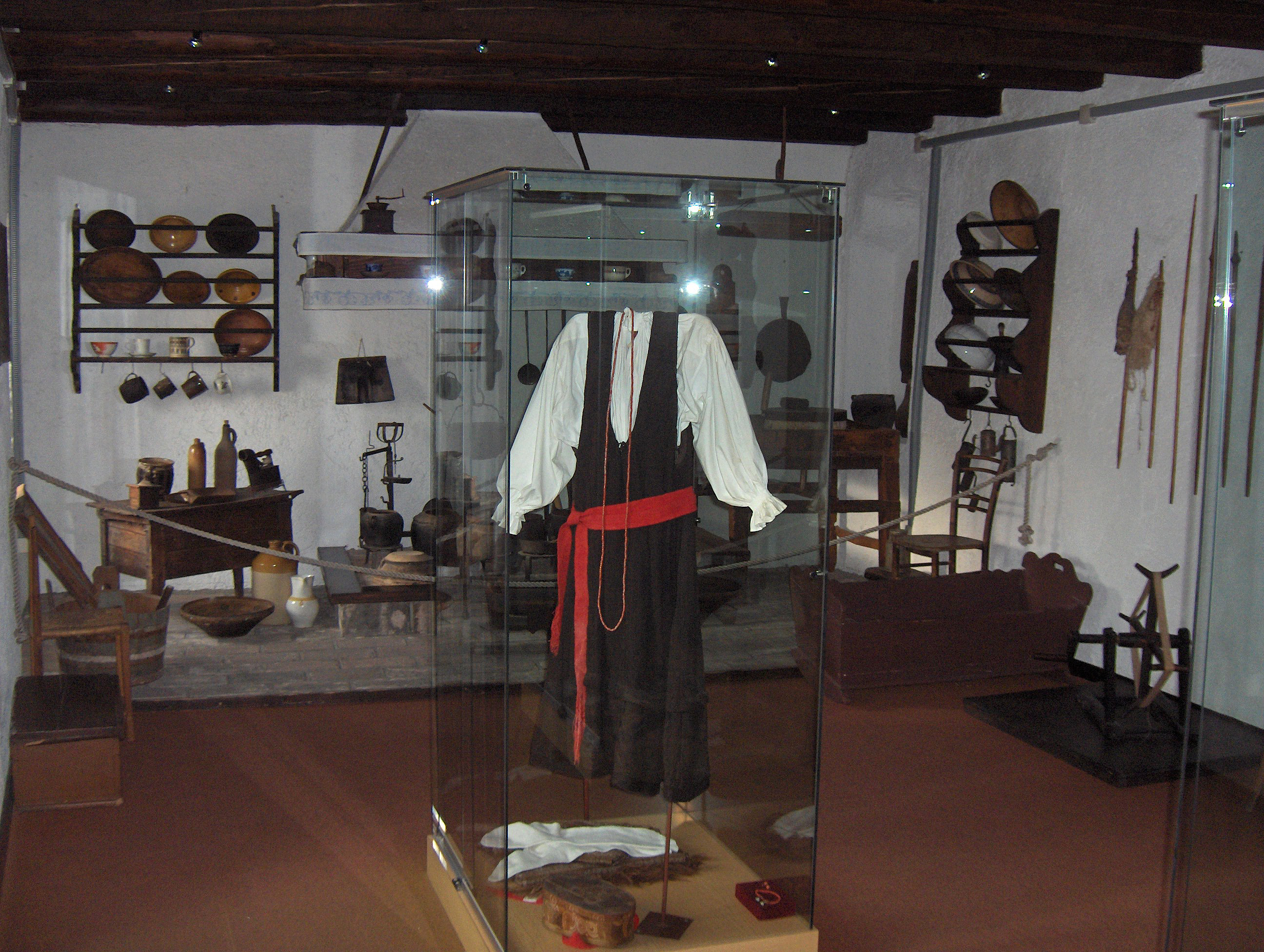
Традиционный женский костюм Мощенице
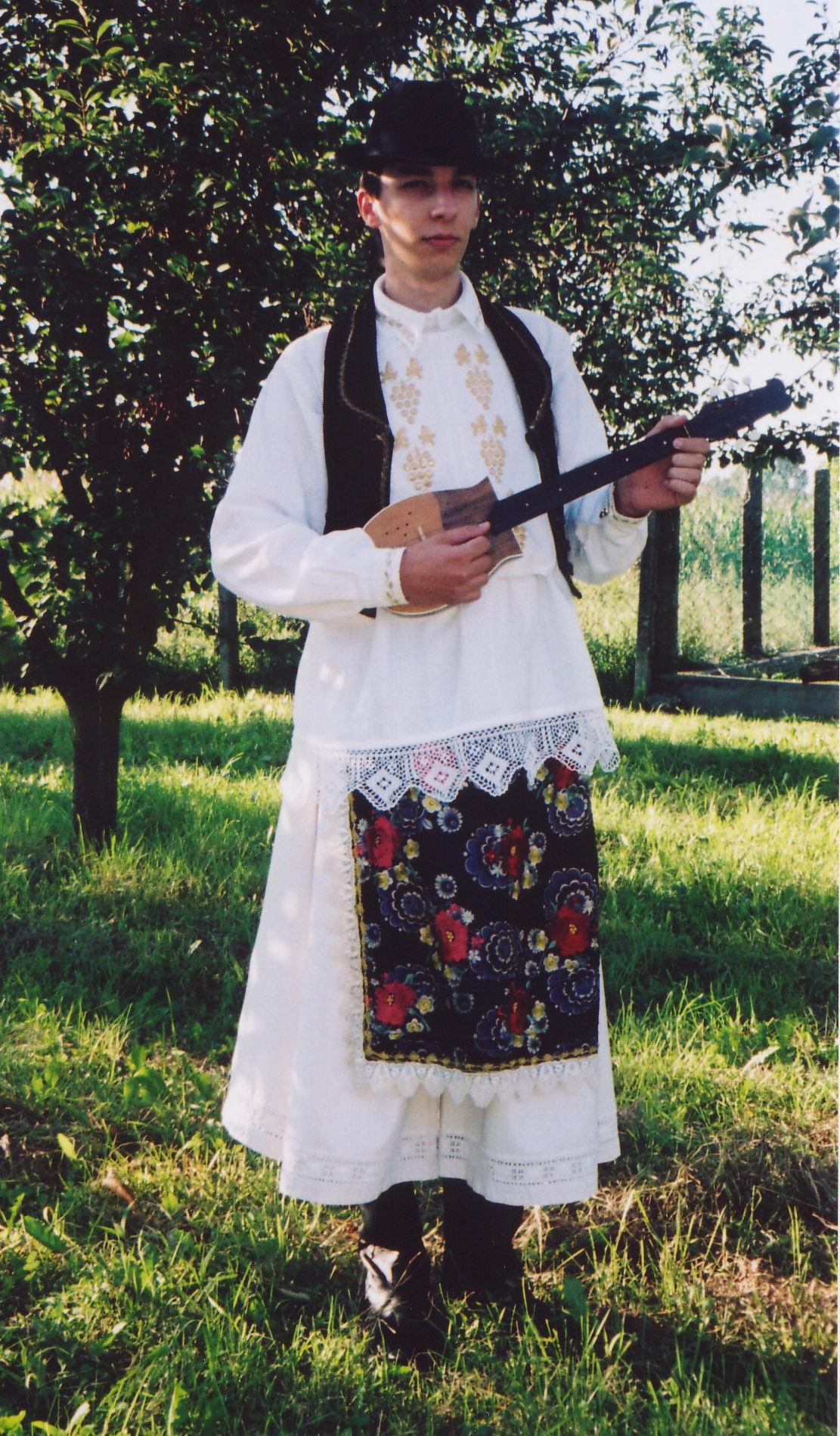
Одежда из Бараньи
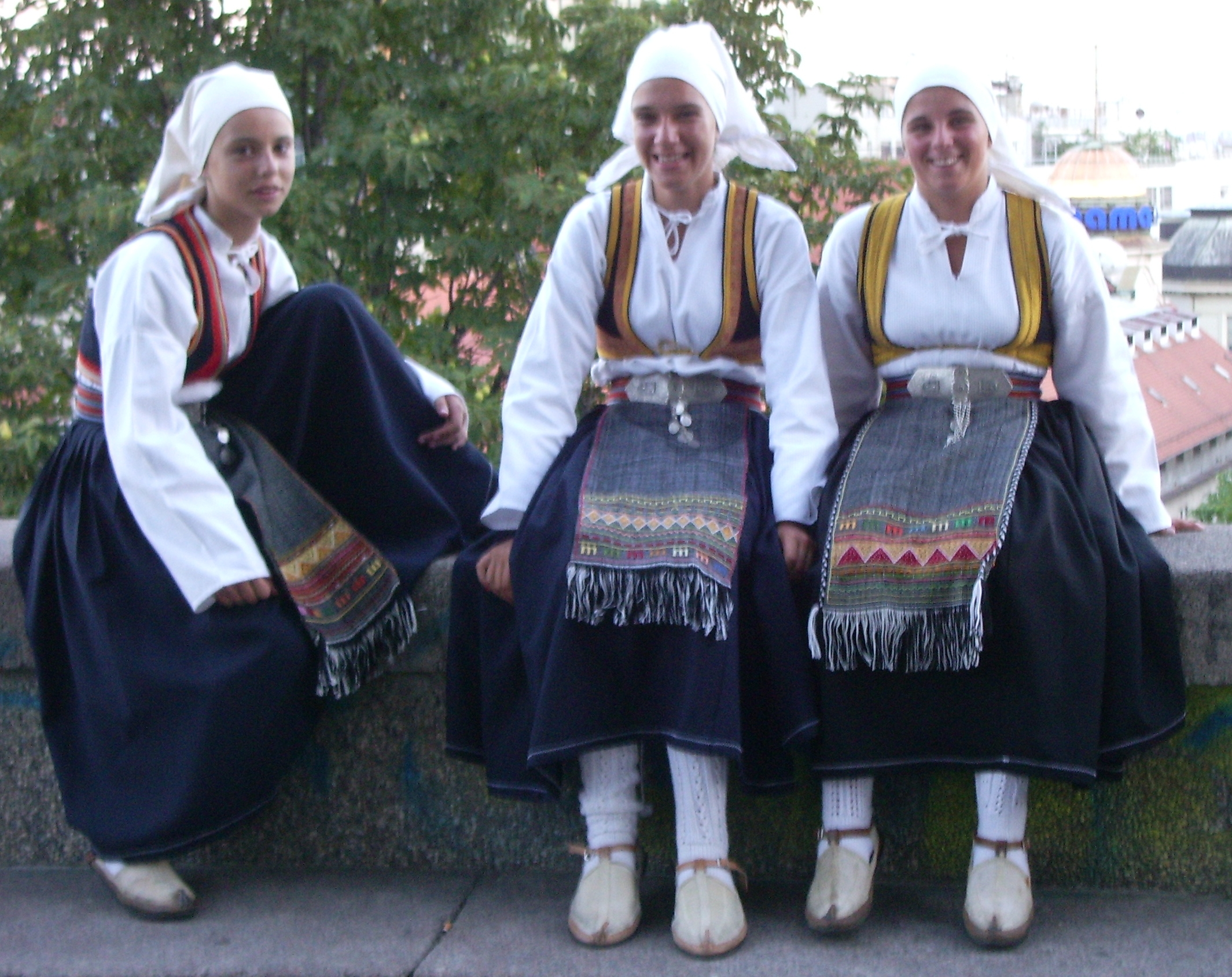
Костюм из окрестностей Неума
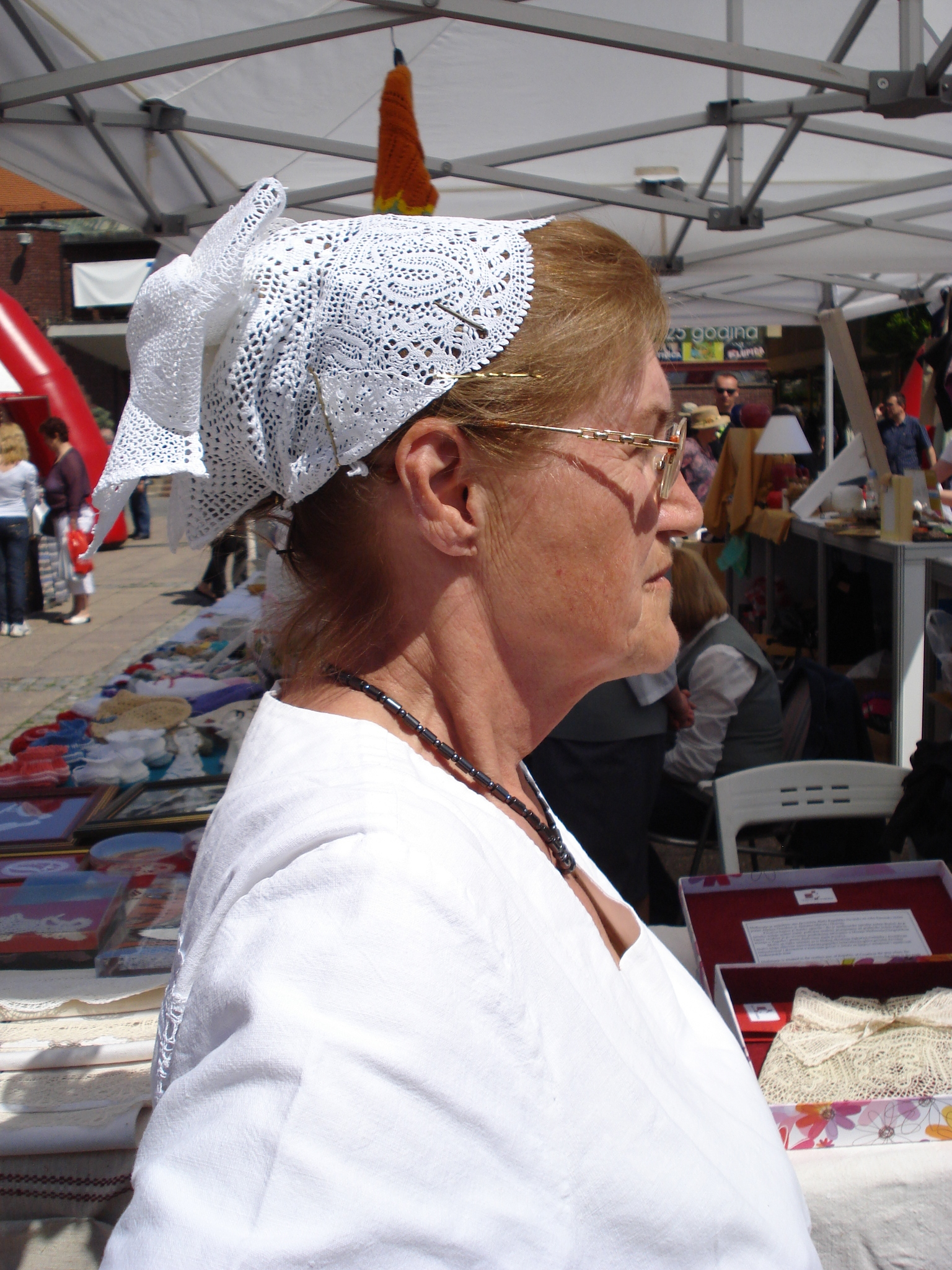
Poculica — кружевной чепчик из Меджимурской жупании
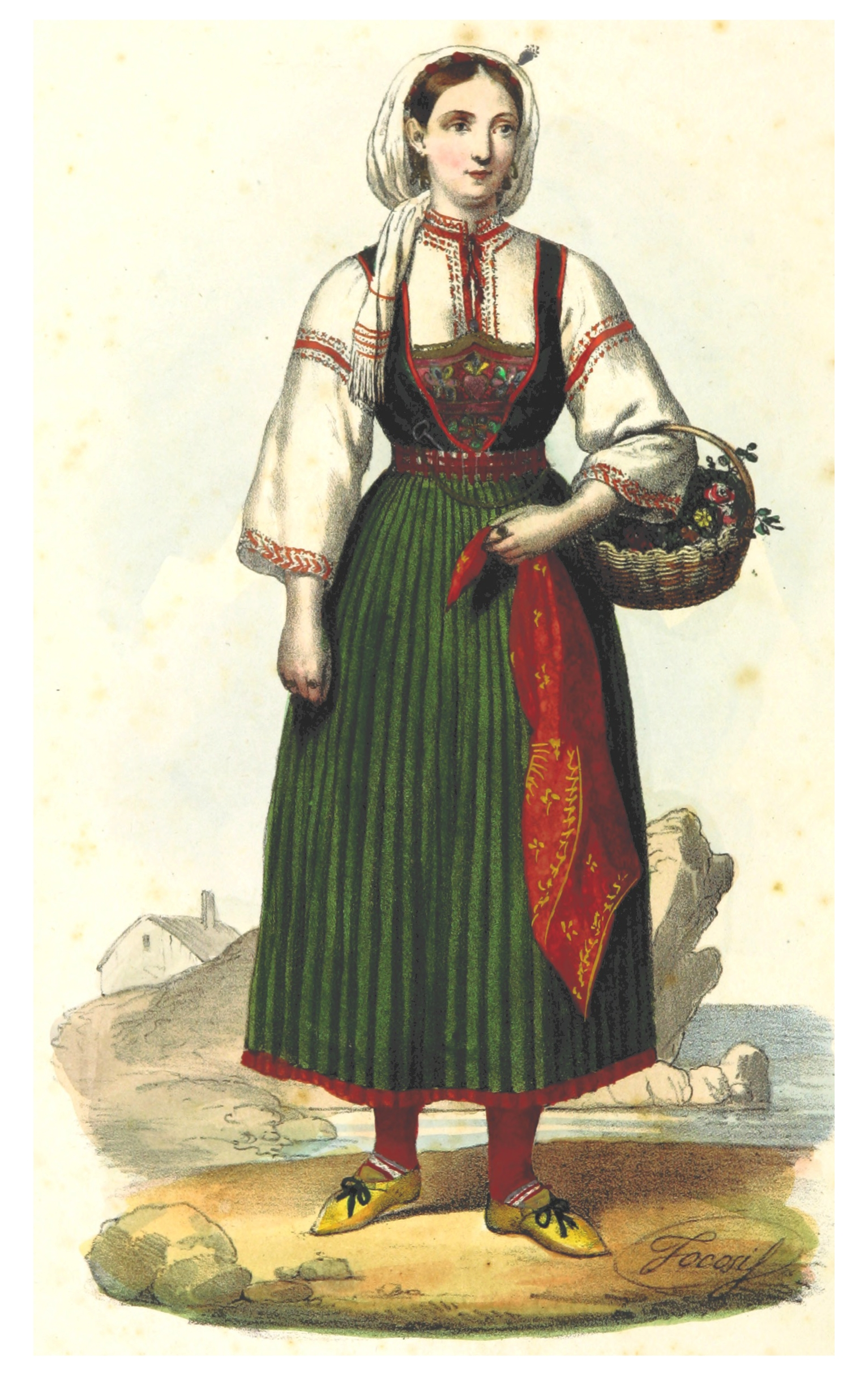
Крестьянка из окрестностей Задара
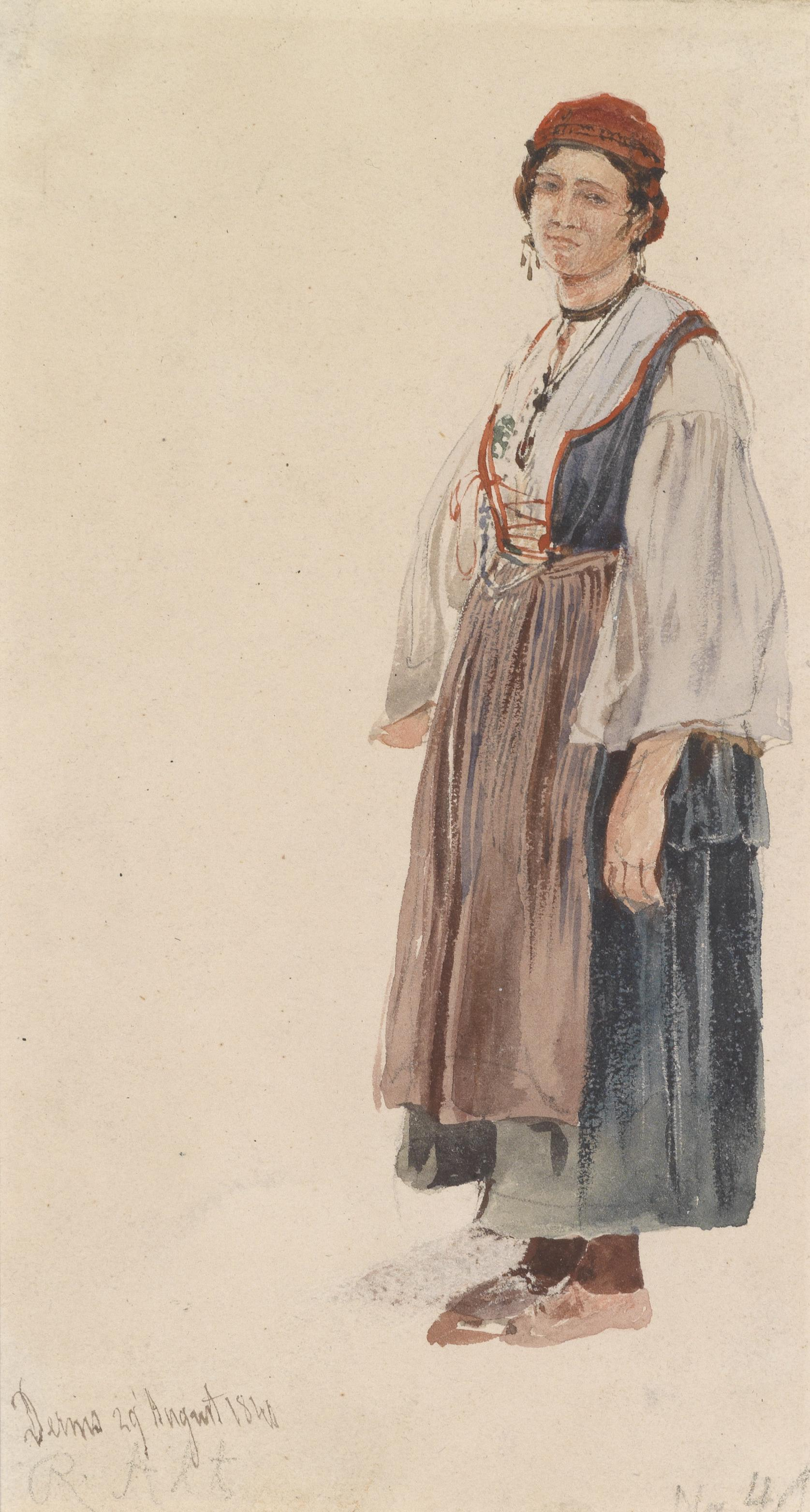
Жительница Далмации, рисунок Рудольфа фон Альта
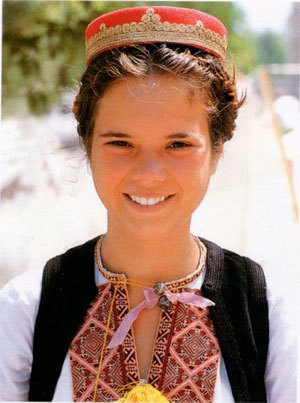
Народный костюм из региона Конавле (Далмация)
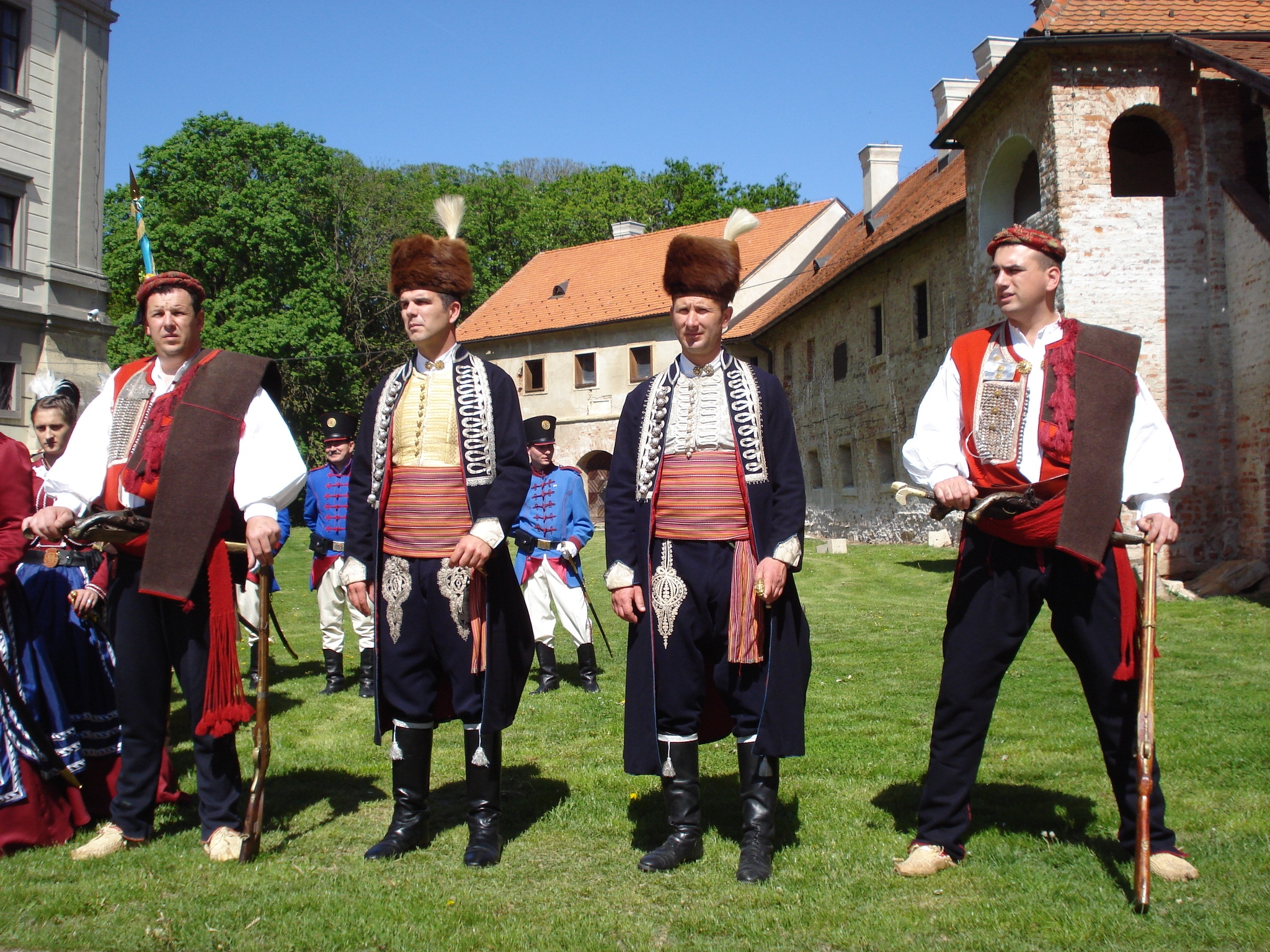
Участники фестиваля «алка» в Сине
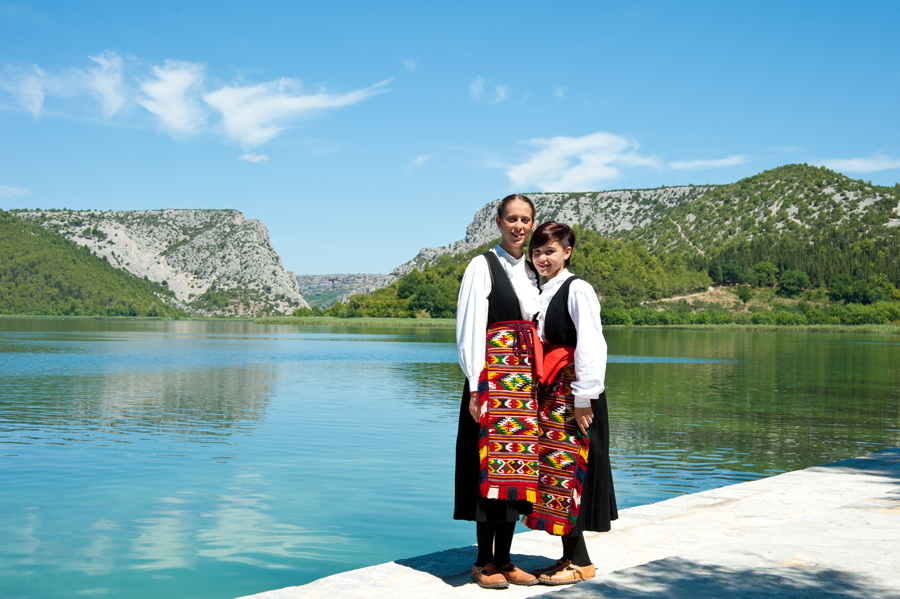
Народный костюм острова Висовац в Милевцах
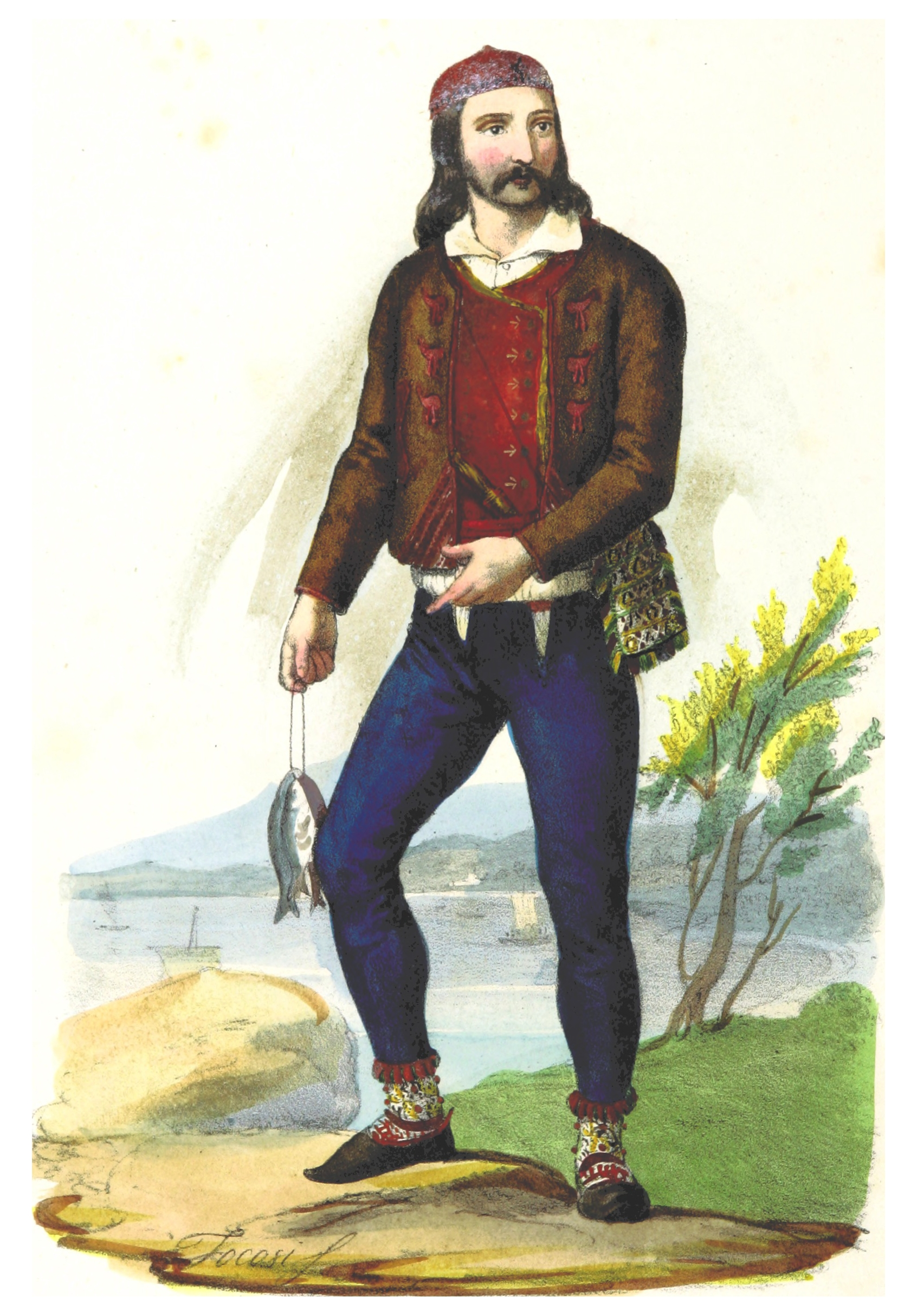
Житель острова неподалёку от Задара
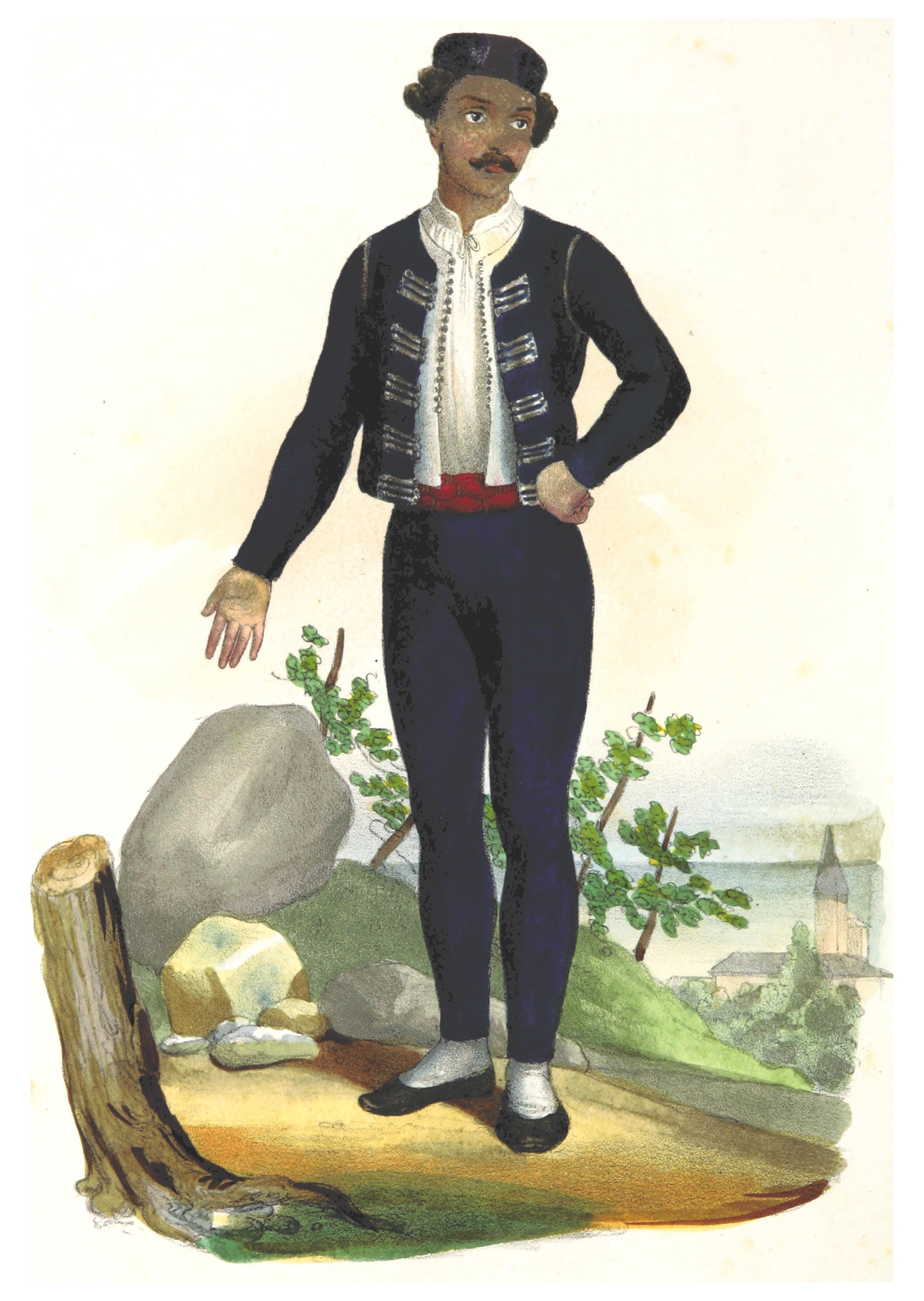
Житель острова Паг
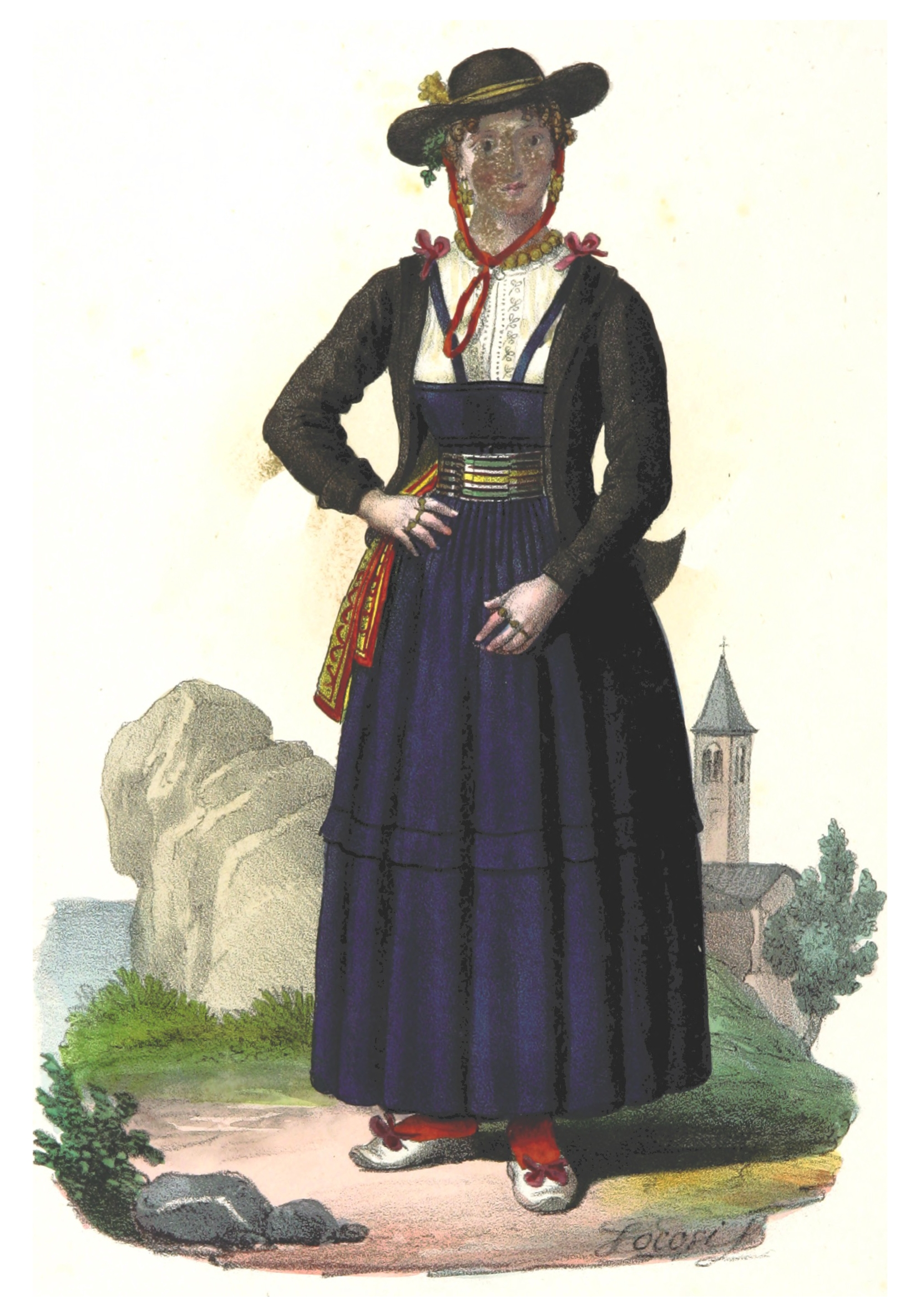
Жительница села Блато, остров Корчула
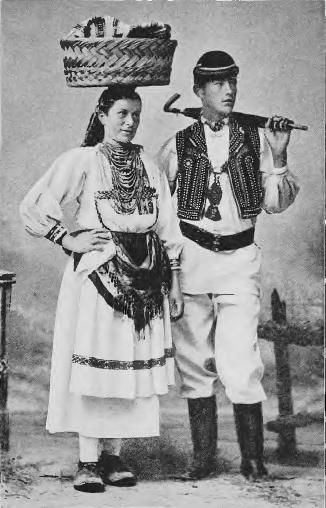
Крестьяне из окрестностей Загреба (Пригорье), ок. 1913
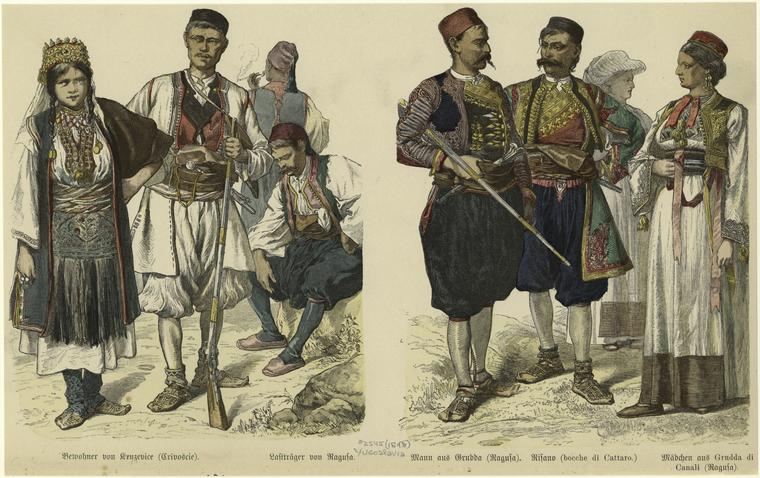
Жители Дубровника, Груды (Дубровницко-Неретвенская жупания), Рисана (Черногория) и члены черногорского племени кривошие в национальных костюмах
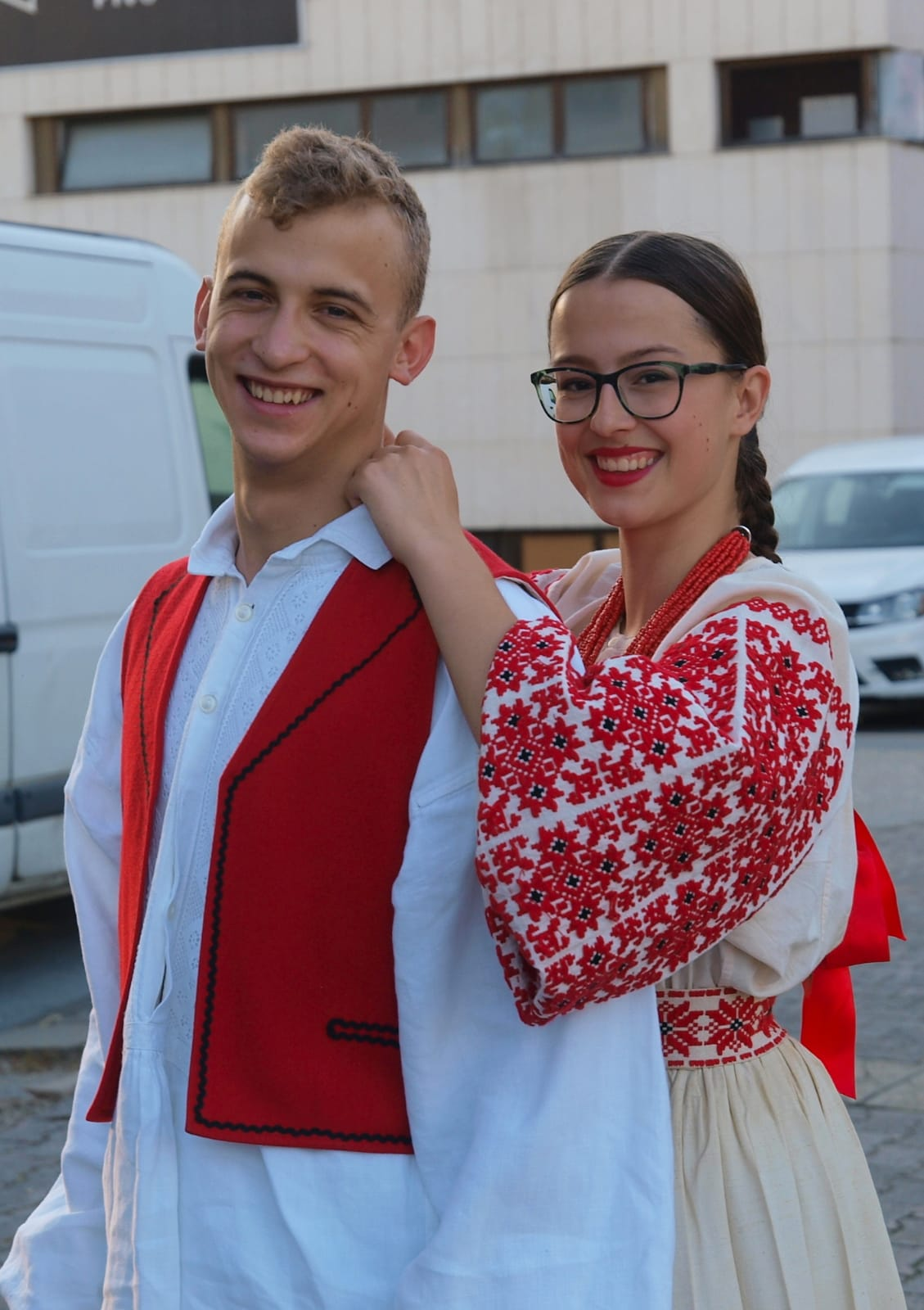
Костюм Посавины
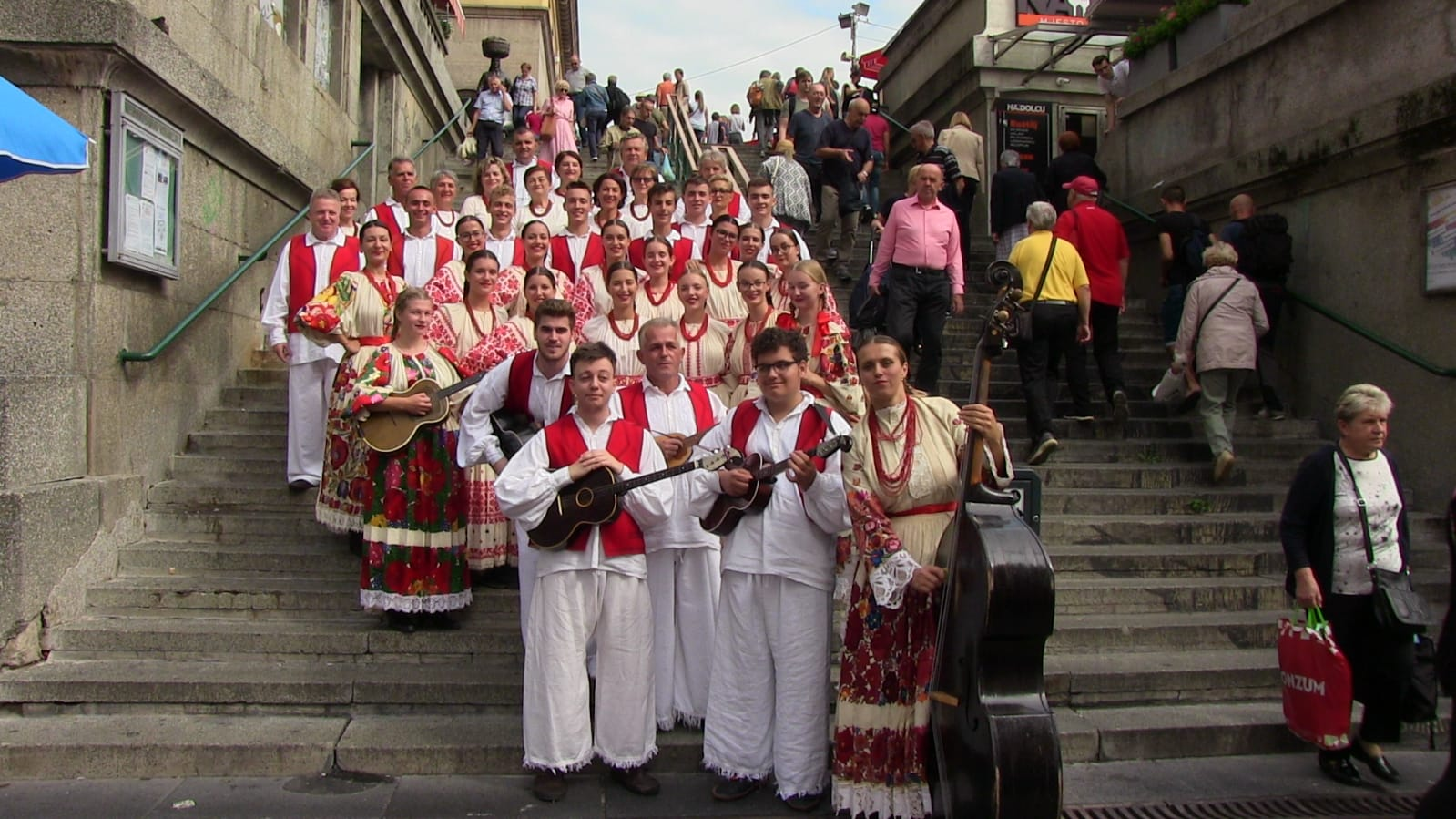
Ансамбль народной музыки из Сисака в Загребе, участники одеты в народные костюмы Посавины
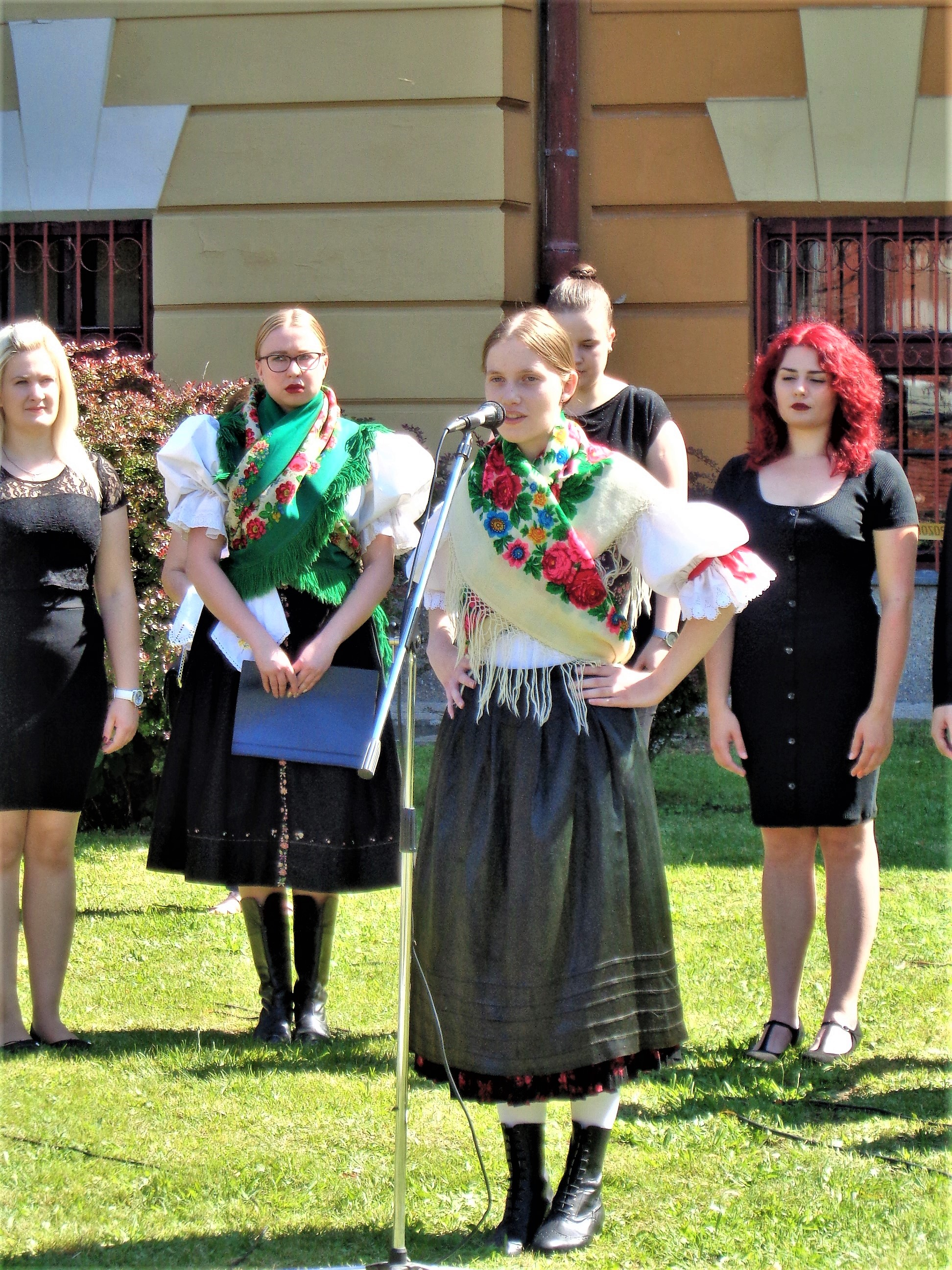
Костюм Меджимурья
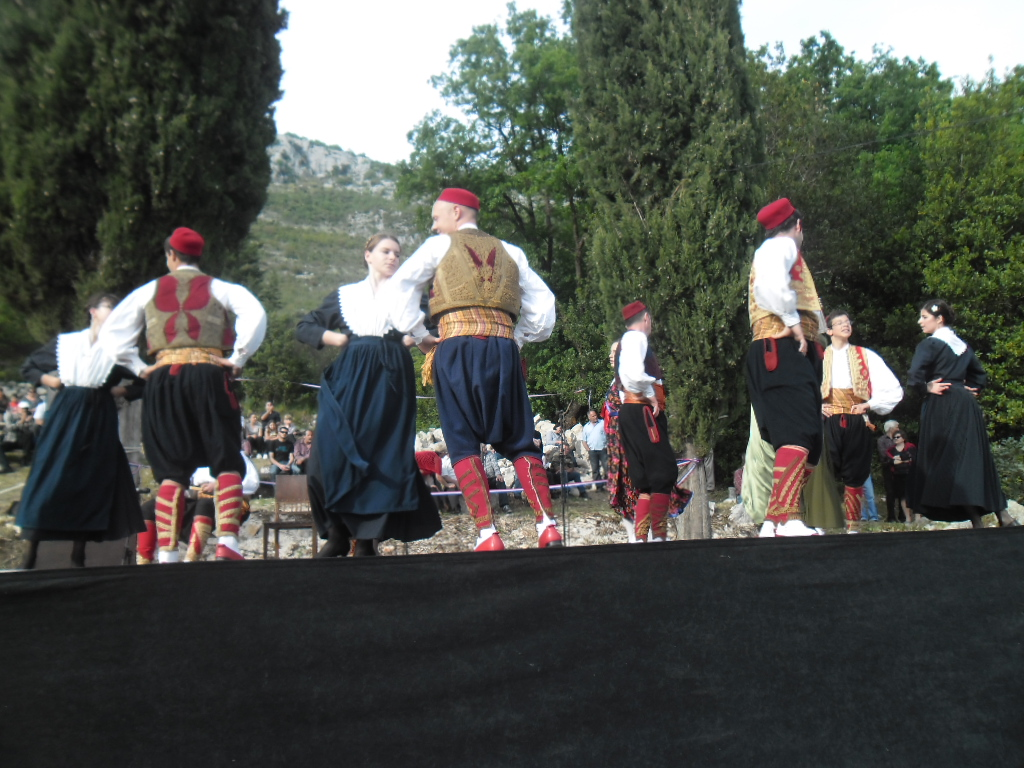
Участники мероприятия «Proljeće u Primorju» в селе Любач (Дубровницко-Неретвинская жупания) исполняют народные танцы, 2014 год
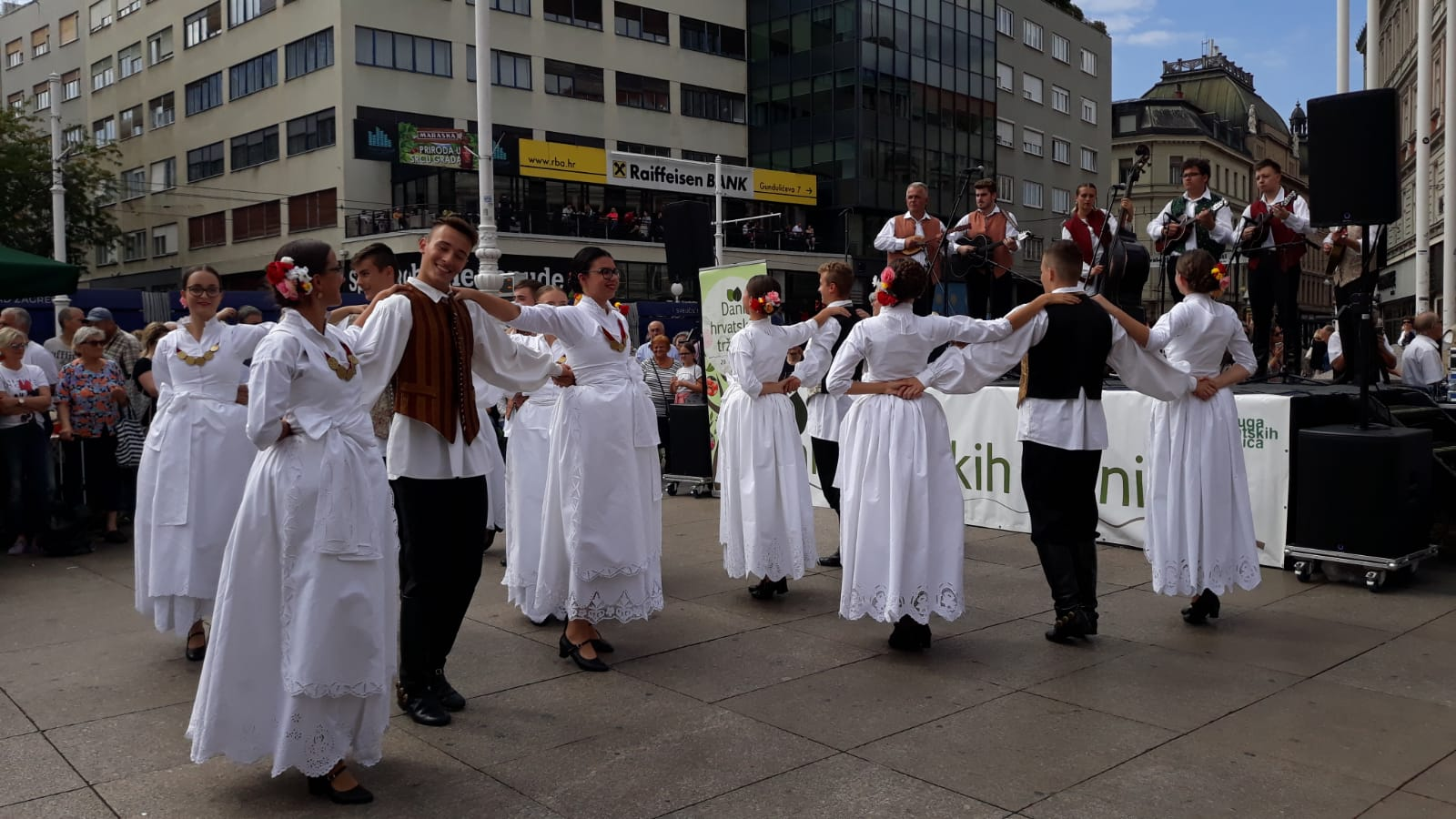
Исполнение коло буневцев на площади бана Елачича в Загребе
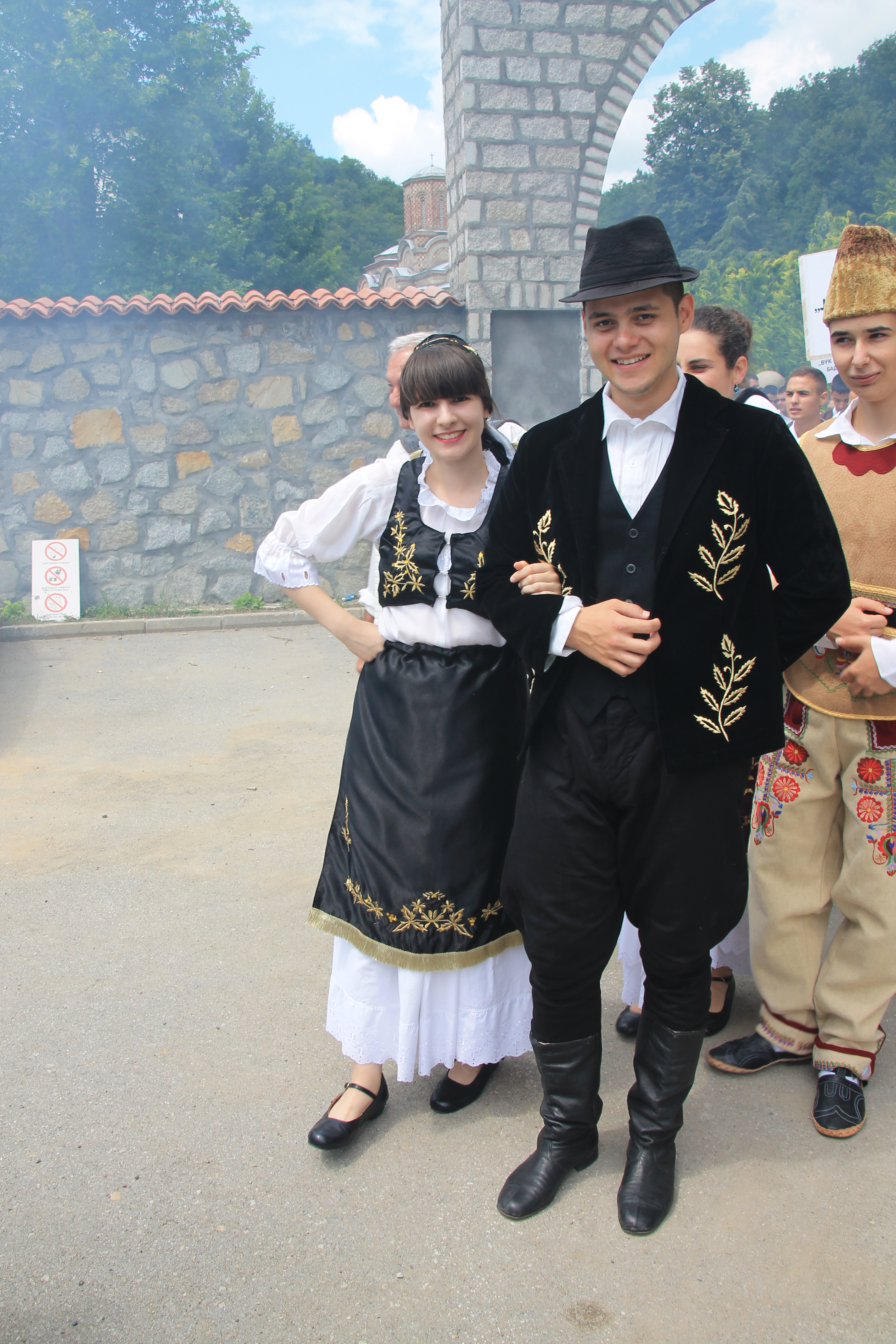
Участники ансамбля из Воеводины (Сербия) в костюмах буневцев на фольклорном фестивале «Prođoh Levač, prođoh Šumadiju» в селе Рековац (Поморавский округ, Сербия)
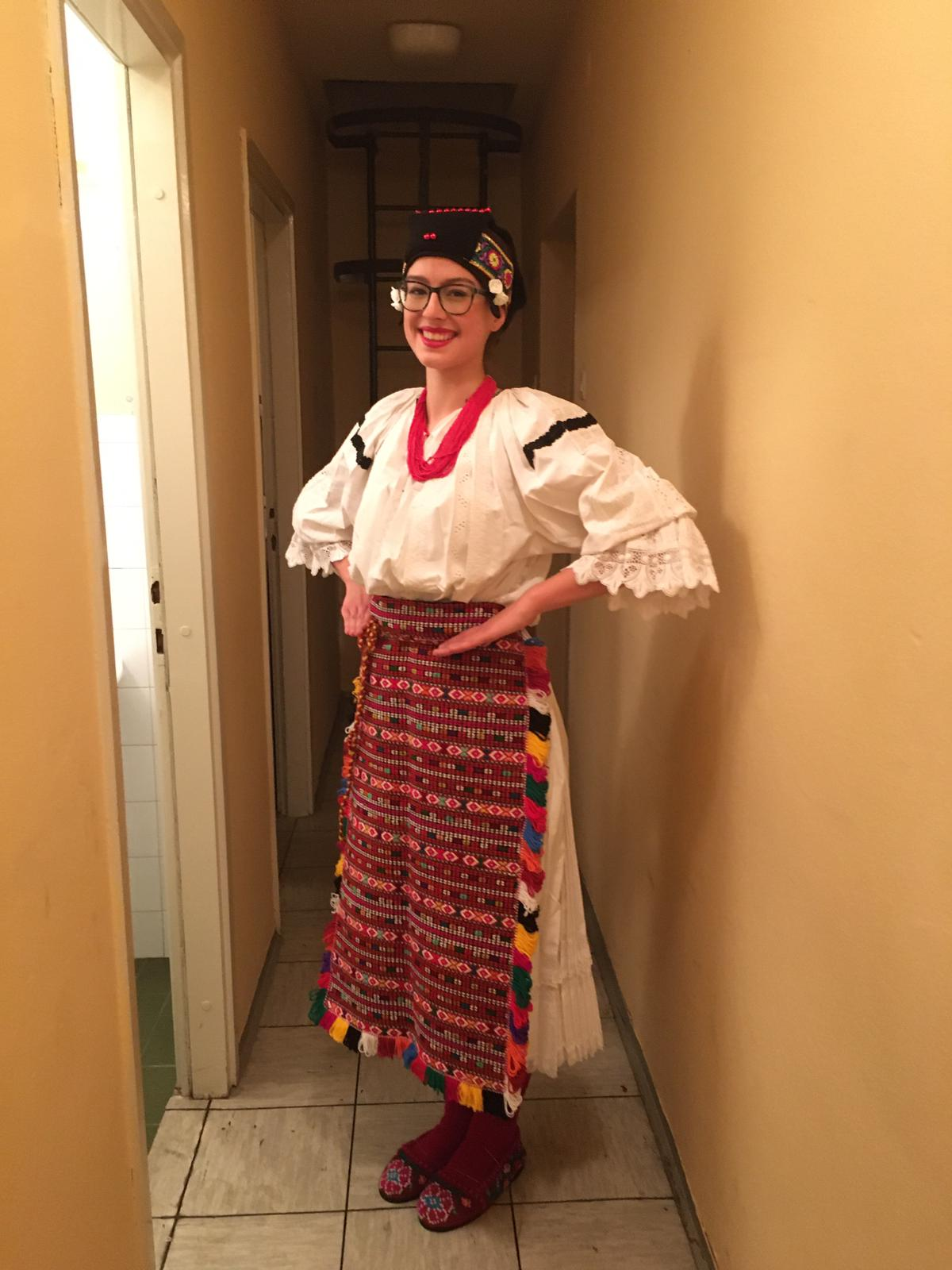
Костюм Бараньи
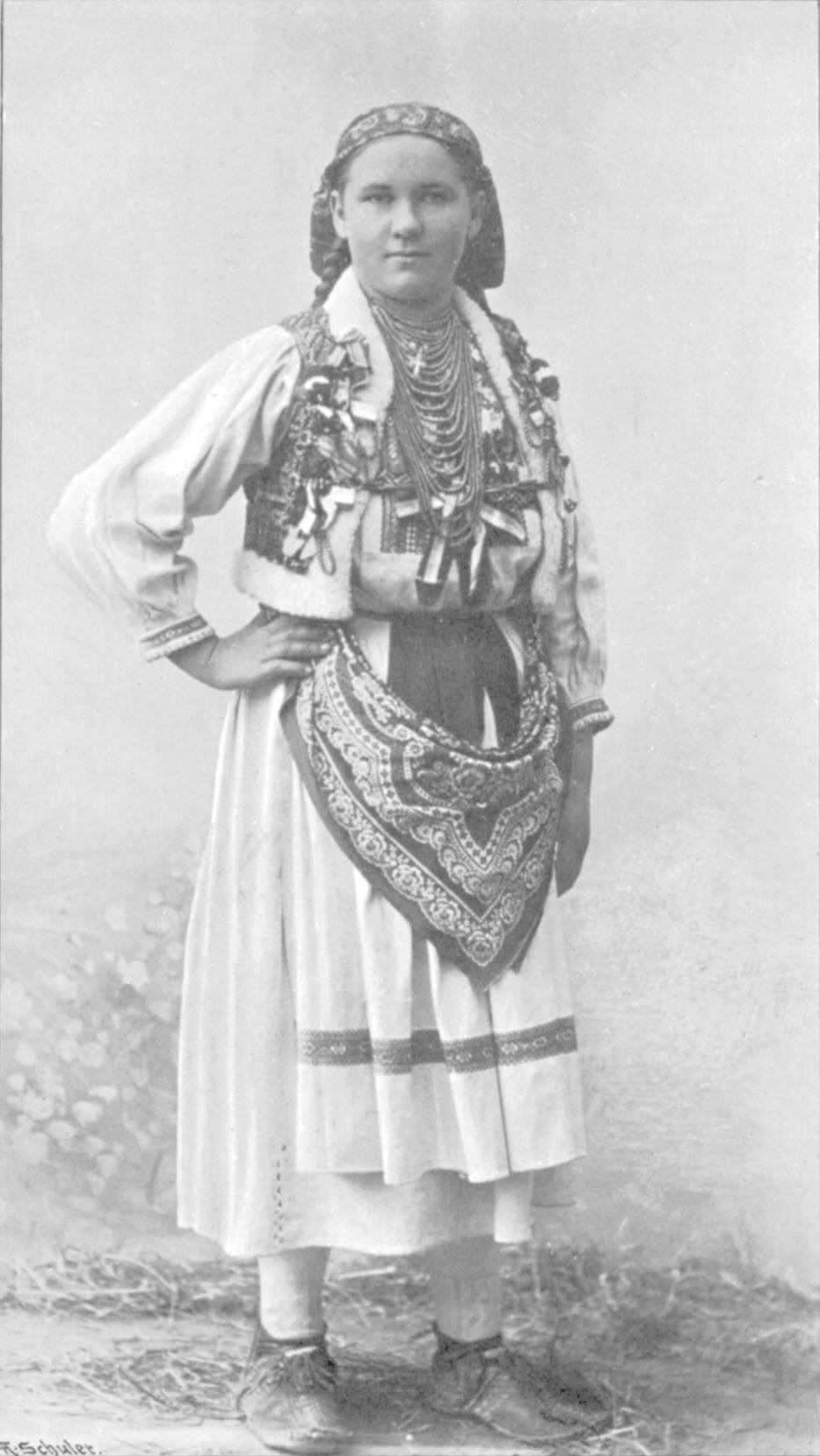
Хорватка из окрестностей Загреба
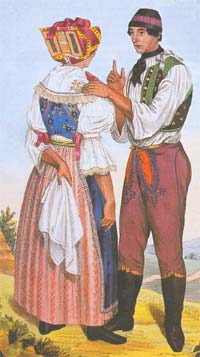
Хорваты из окрестностей Микулова (Чехия), 1837 год.
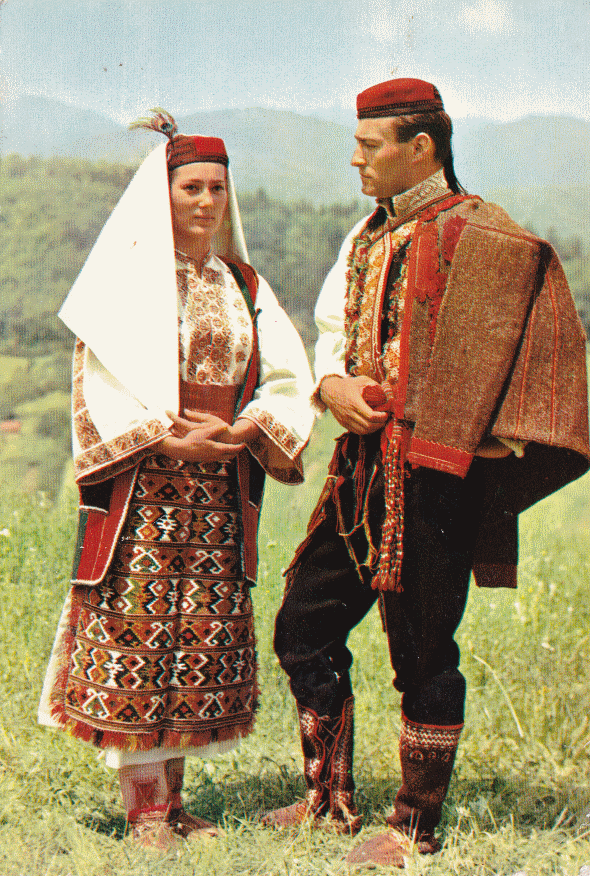
Народный костюм Врлики, открытка 1960-х гг.

Народные костюмы из собрания Загребского этнографического музея
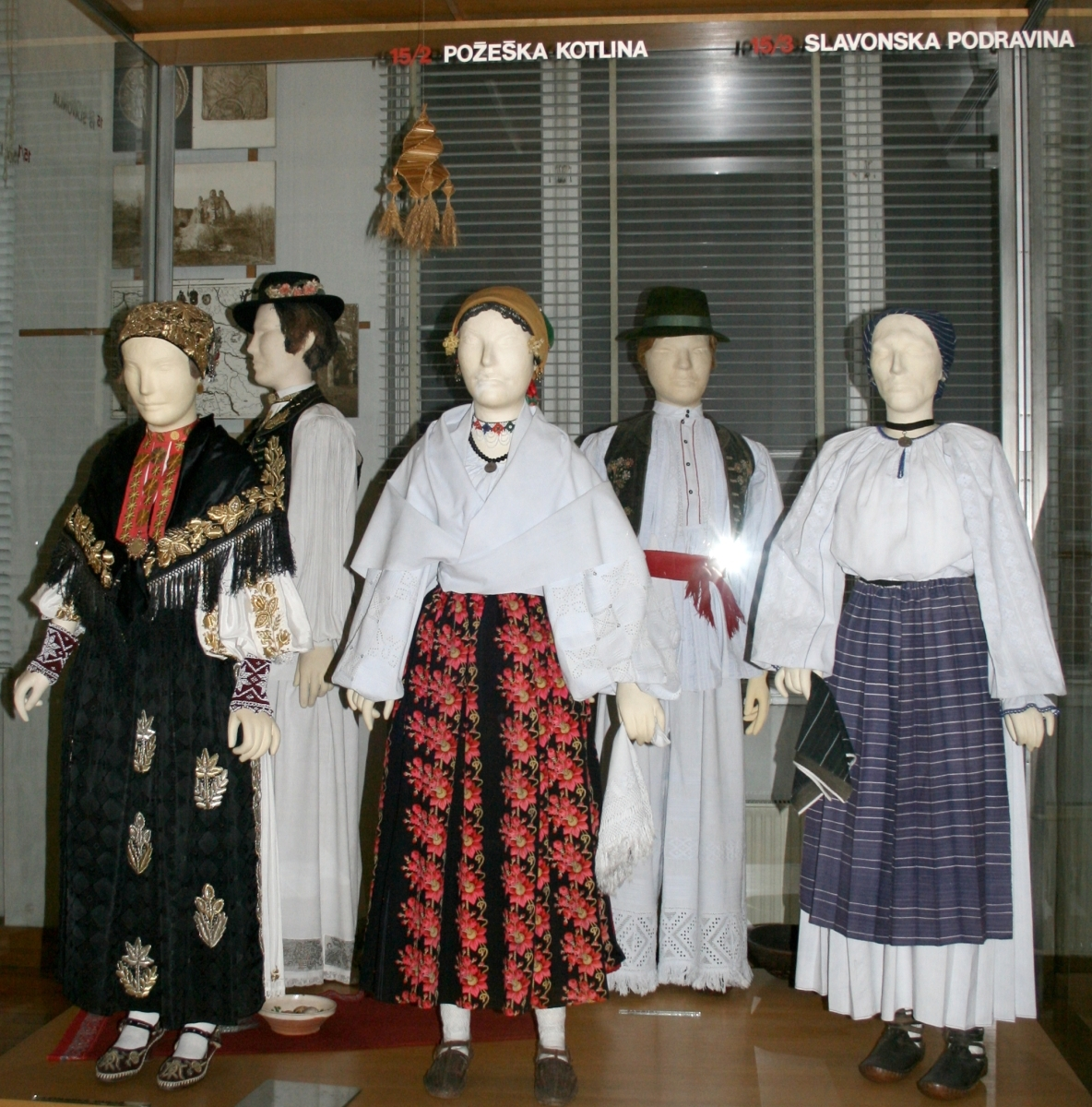
Костюмы Подравины и окрестностей Пожеги
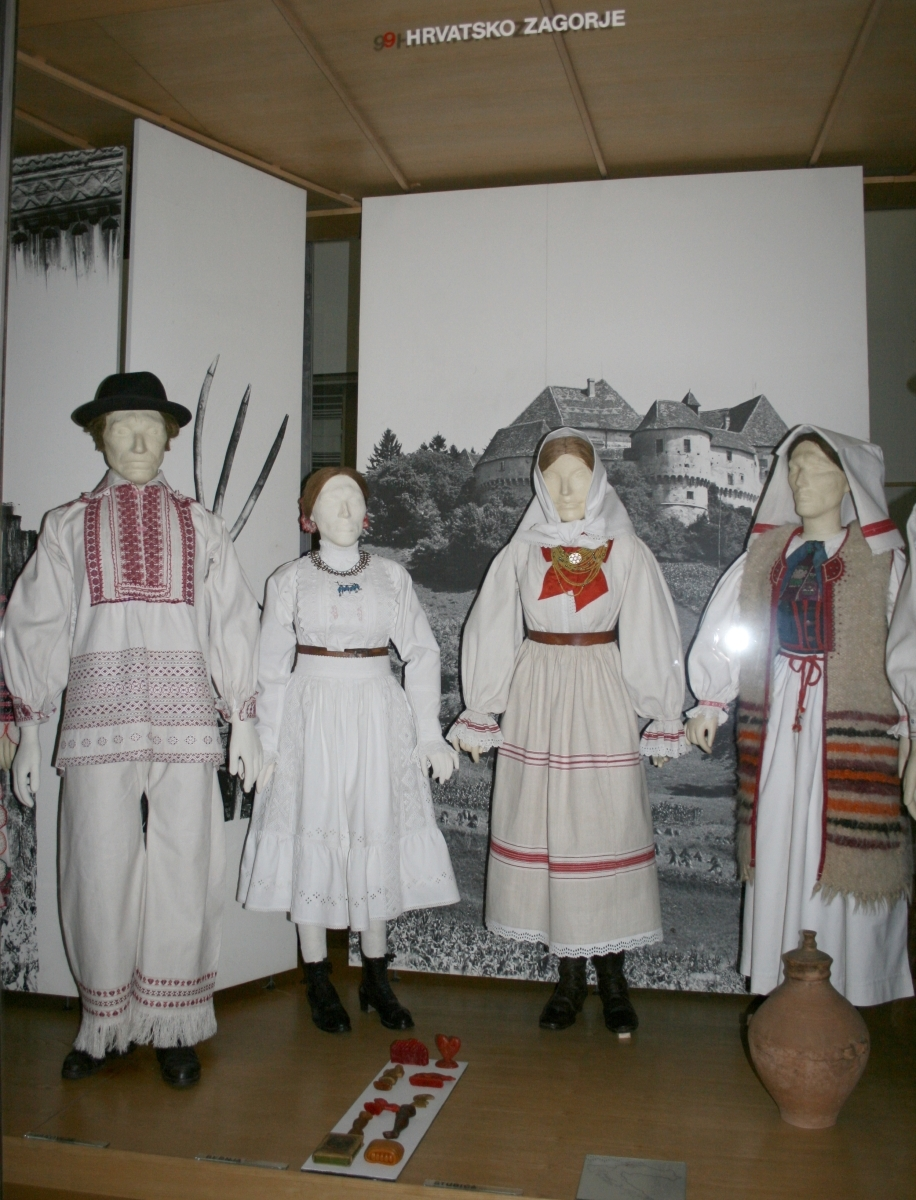
Одежда из Загорья
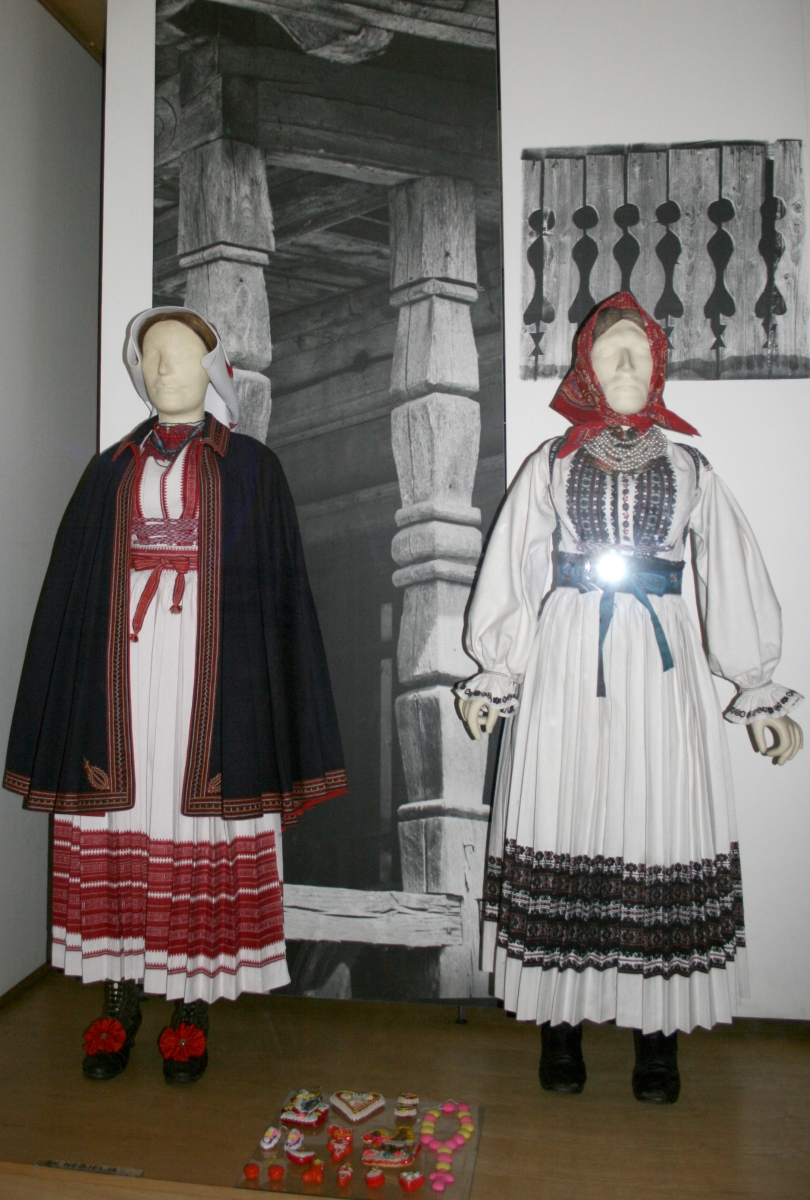
Одежда из окрестностей Самобора
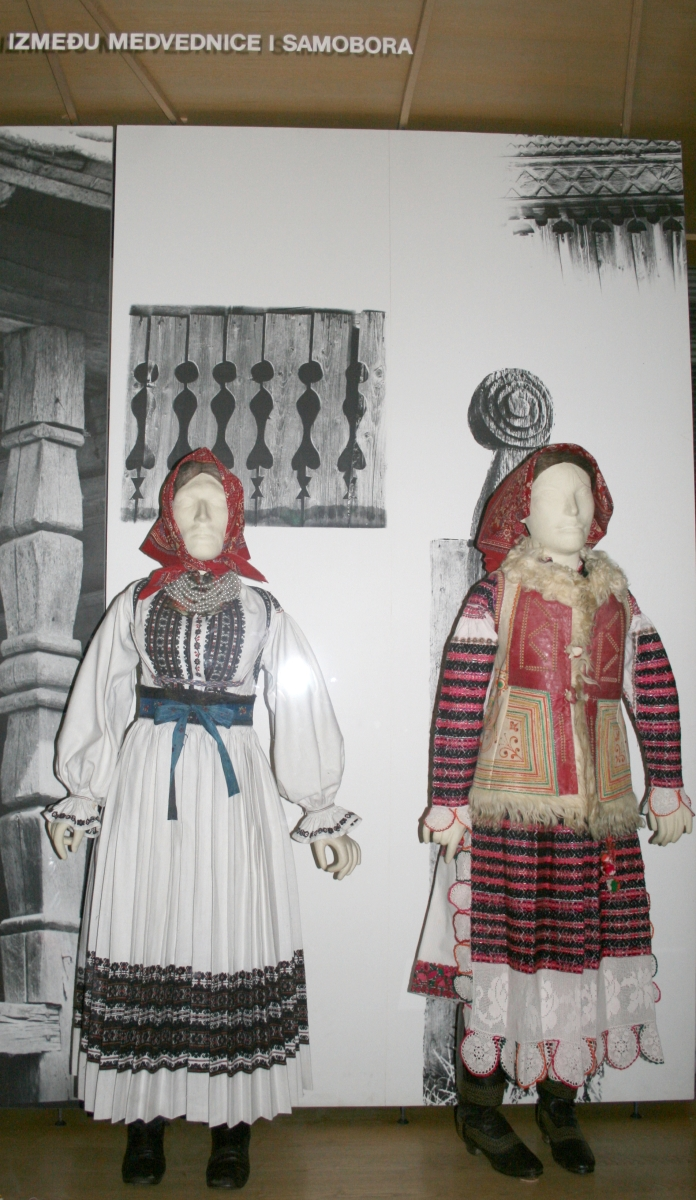
То же самое
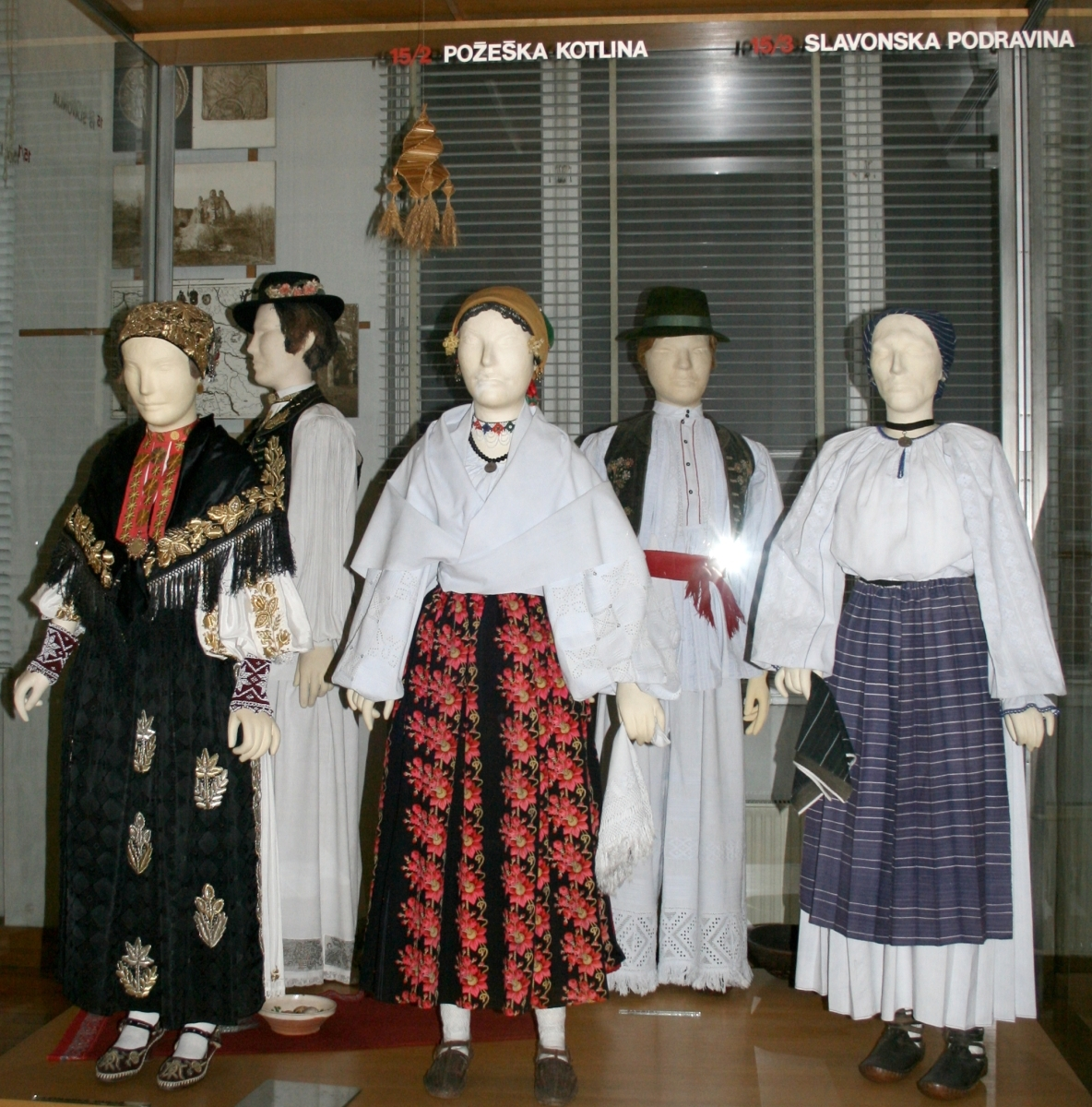
Костюм этнографической группы шокцев, Подравина
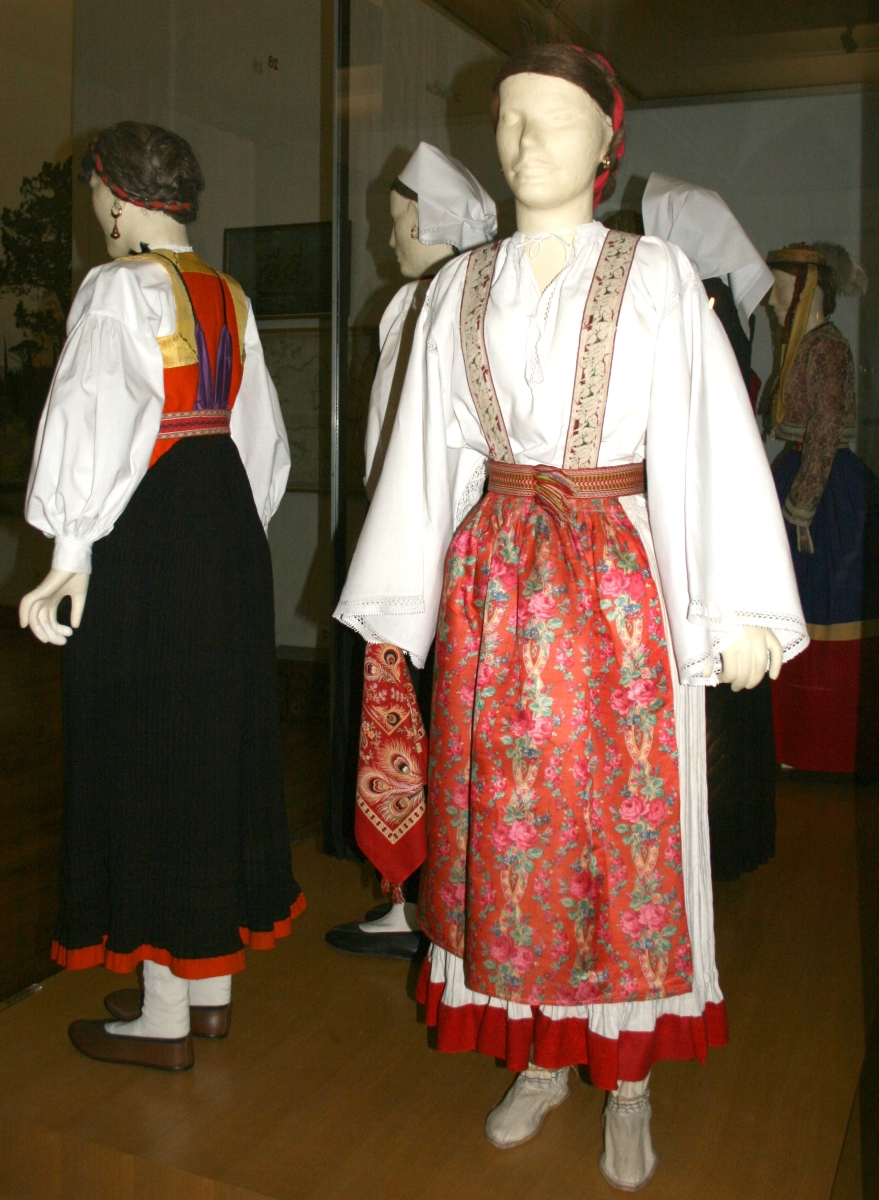
Хорватский костюм с острова Олиб
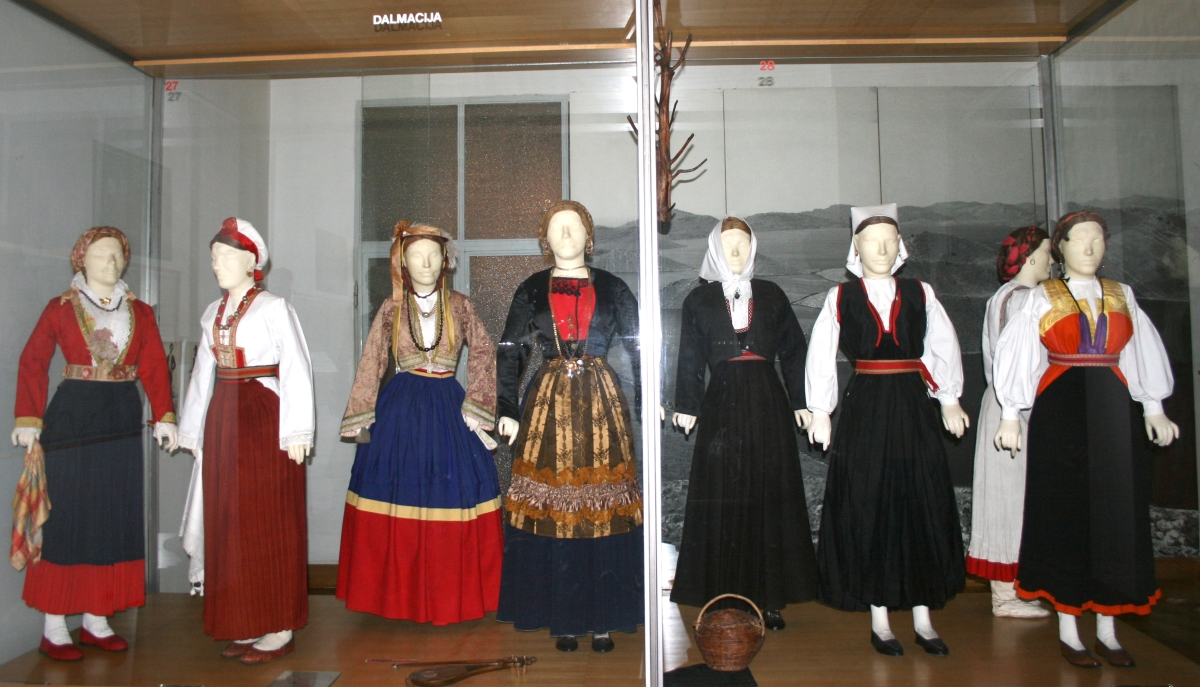
Костюм Далмации
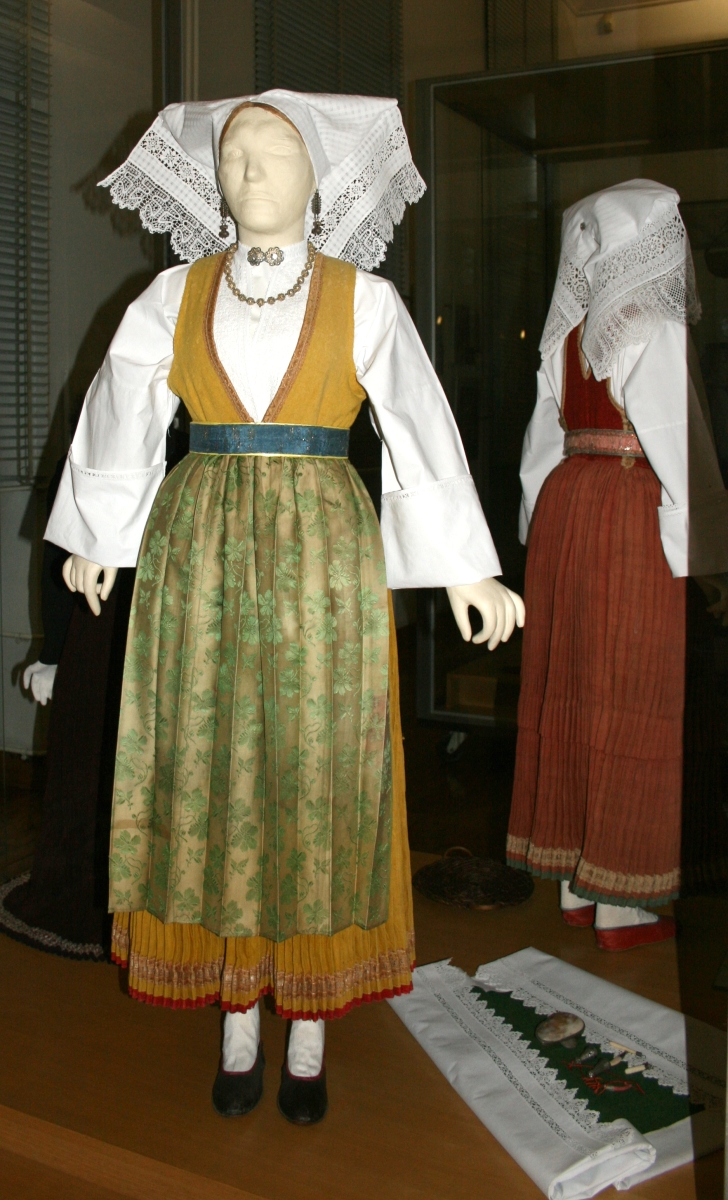
Костюм с острова Паг
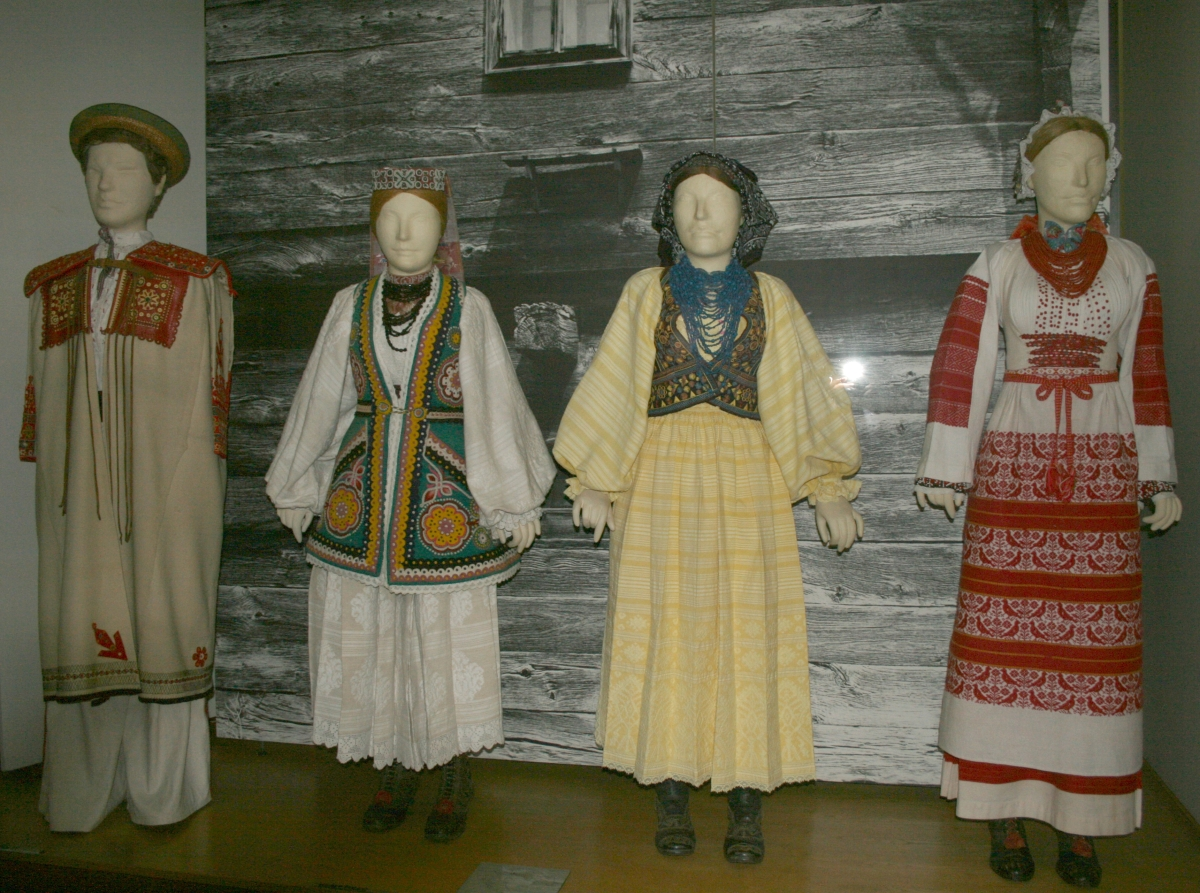
Костюмы Посавины (окретсностей Загреба в частности)
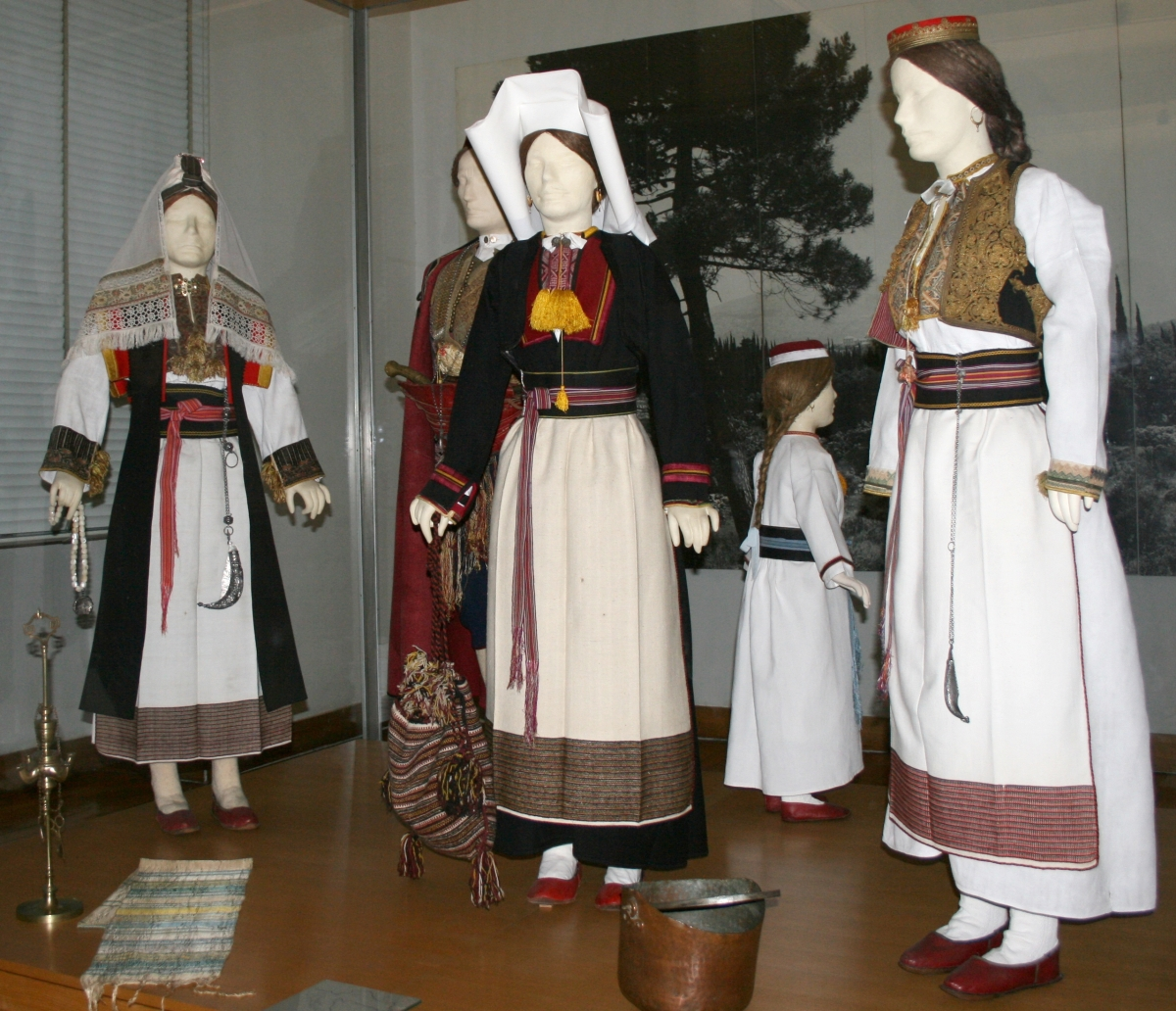
Костюм из окрестностей Дубровника, Далмация
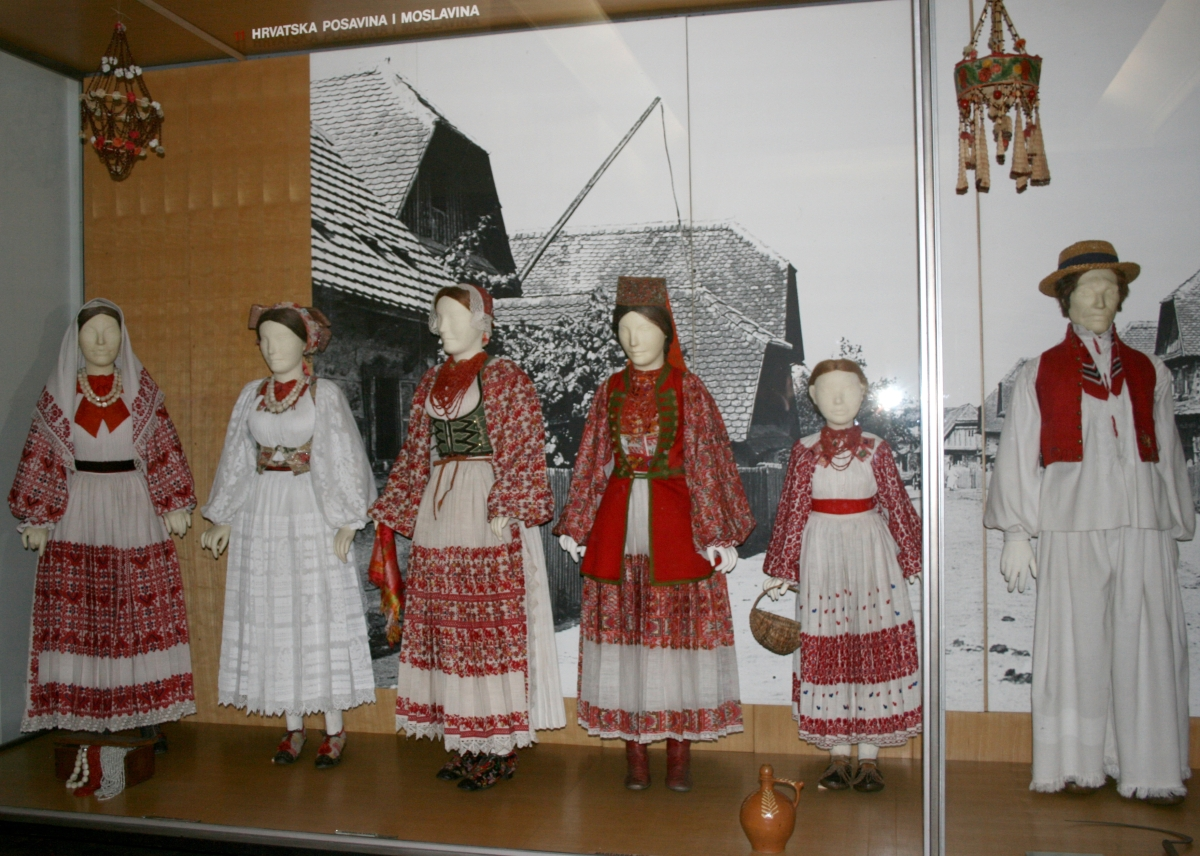
Одежда Посавины и Мославины
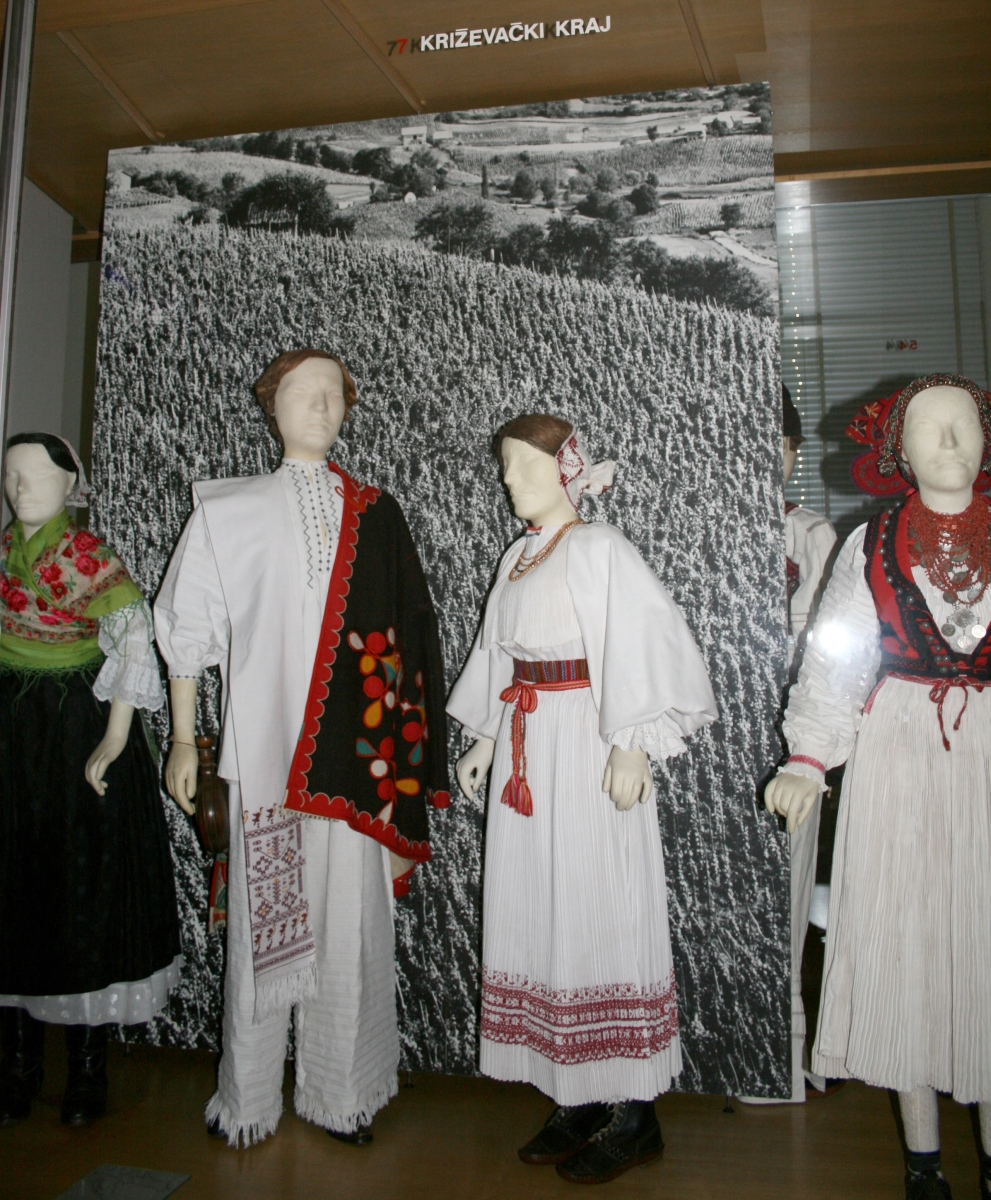
Одежда из окрестностей города Крижевцы, Подравина
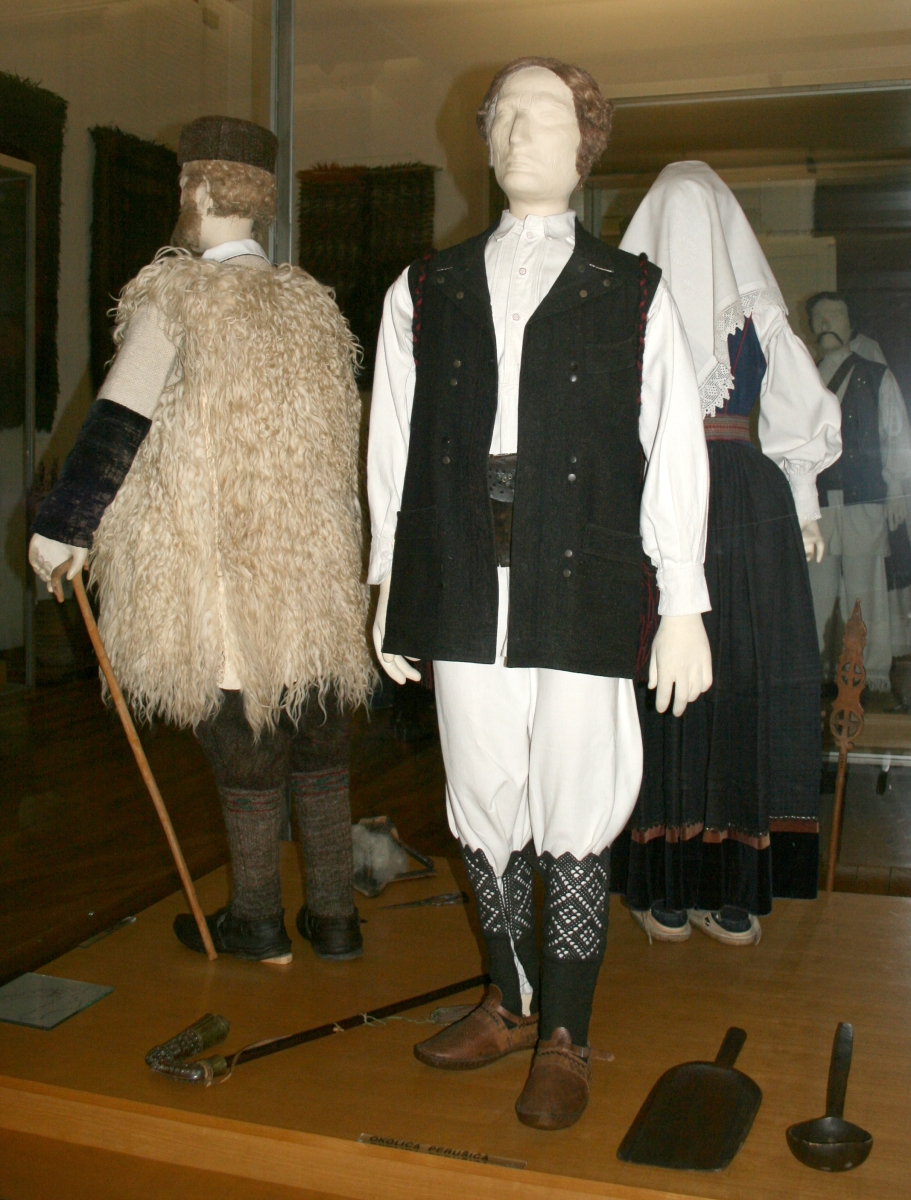
Одежда из окрестностей Перушича, Лика
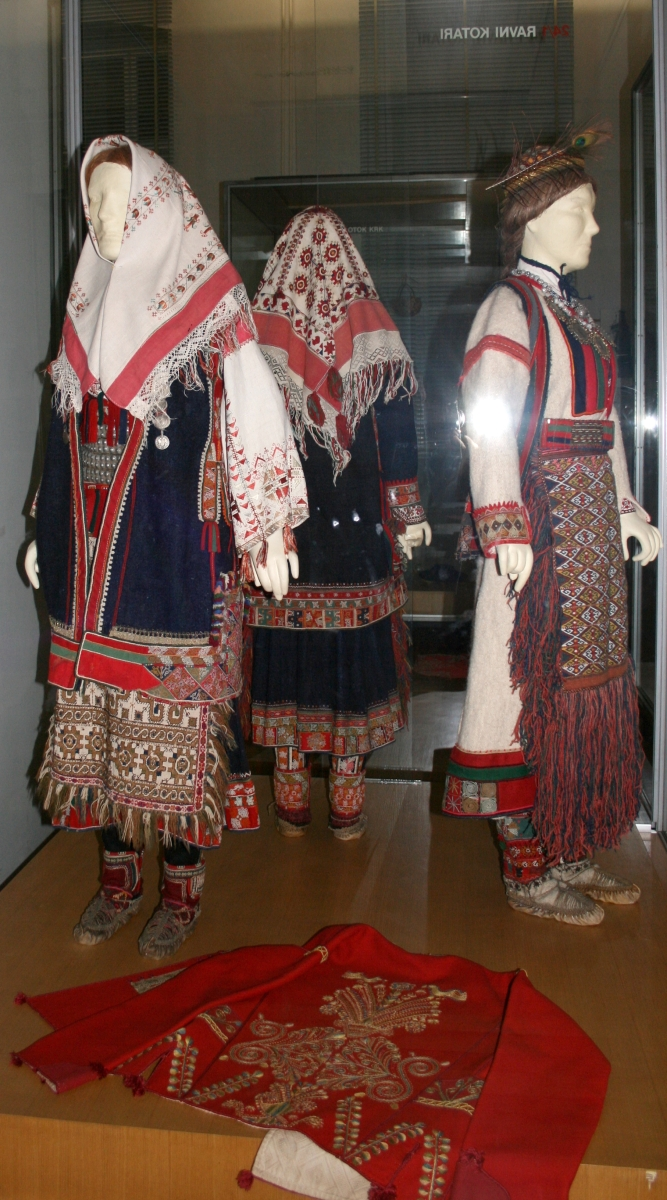
Одежда из области Равни-Котари в северной Далмации
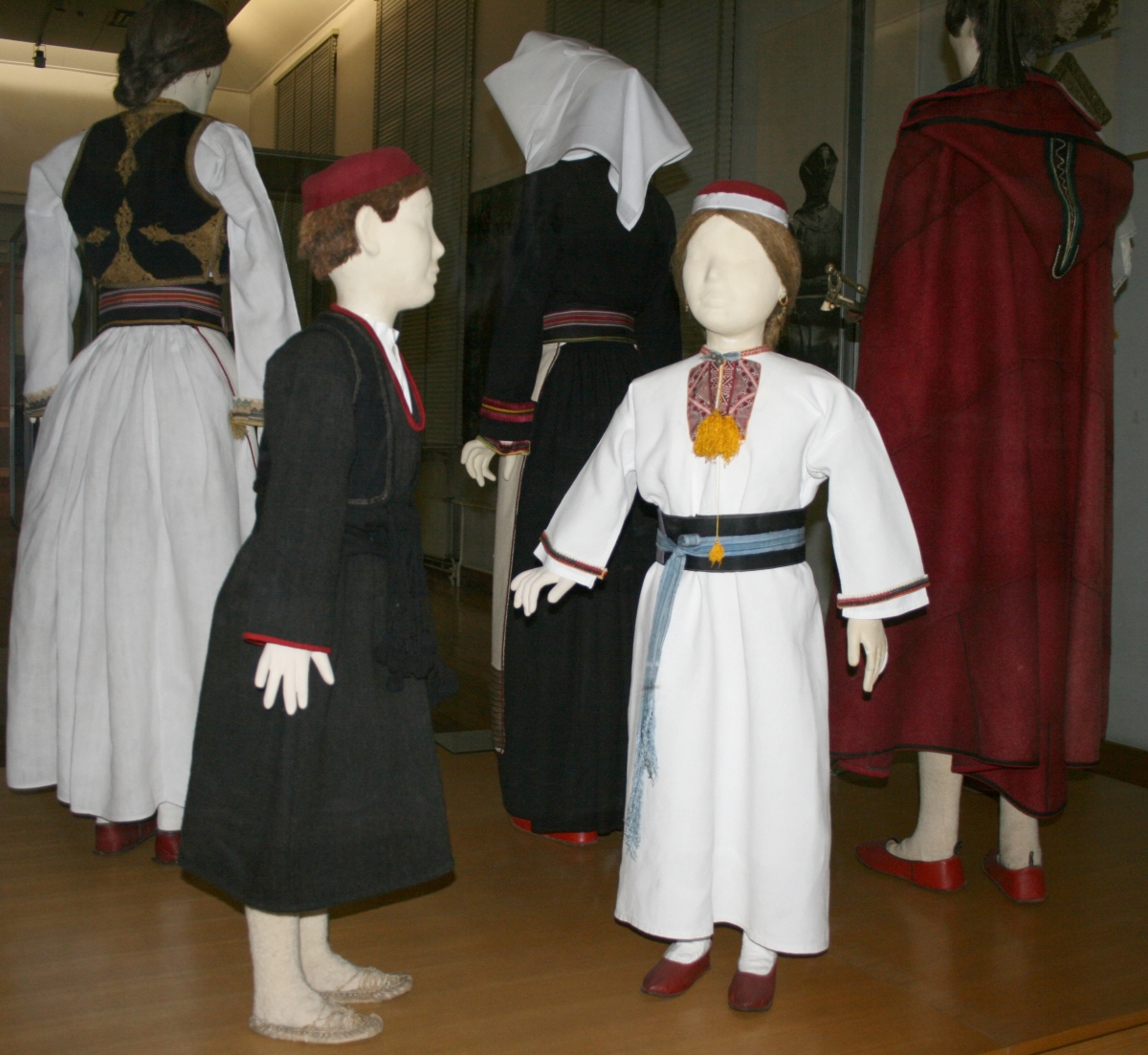
Народный костюм села Комайи (община Конавле, Дубровницко-Неретвинская жупания)
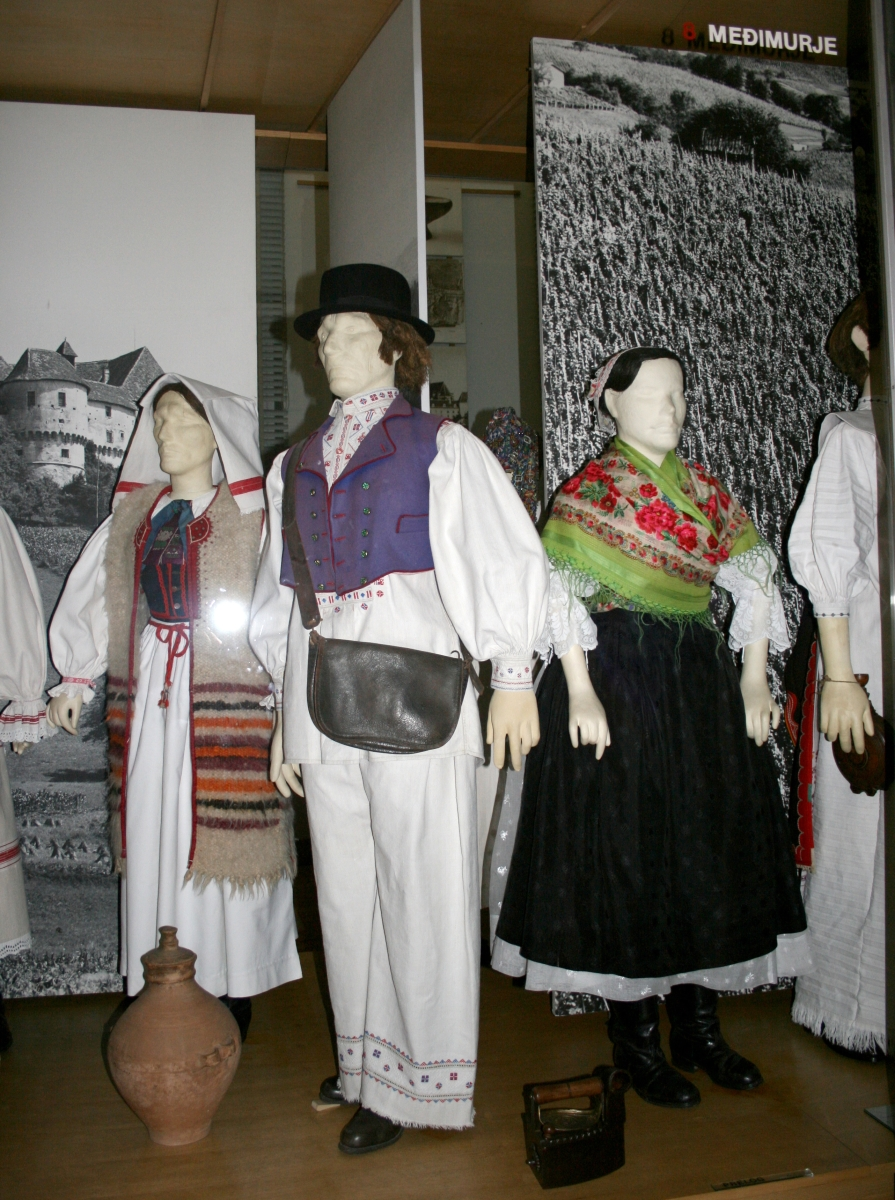
Костюмы Меджимурья
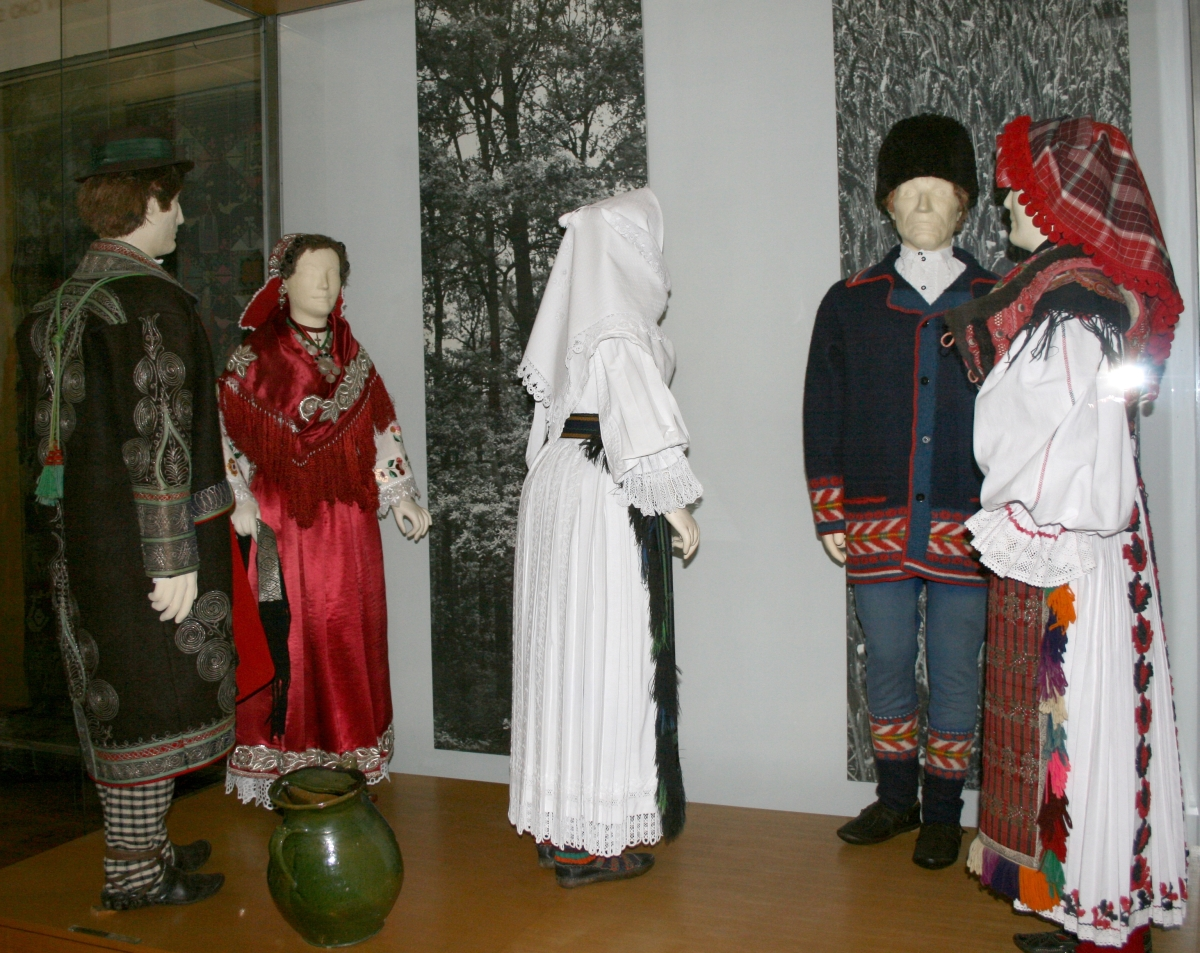
Народный костюм из окрестностей Винковцев
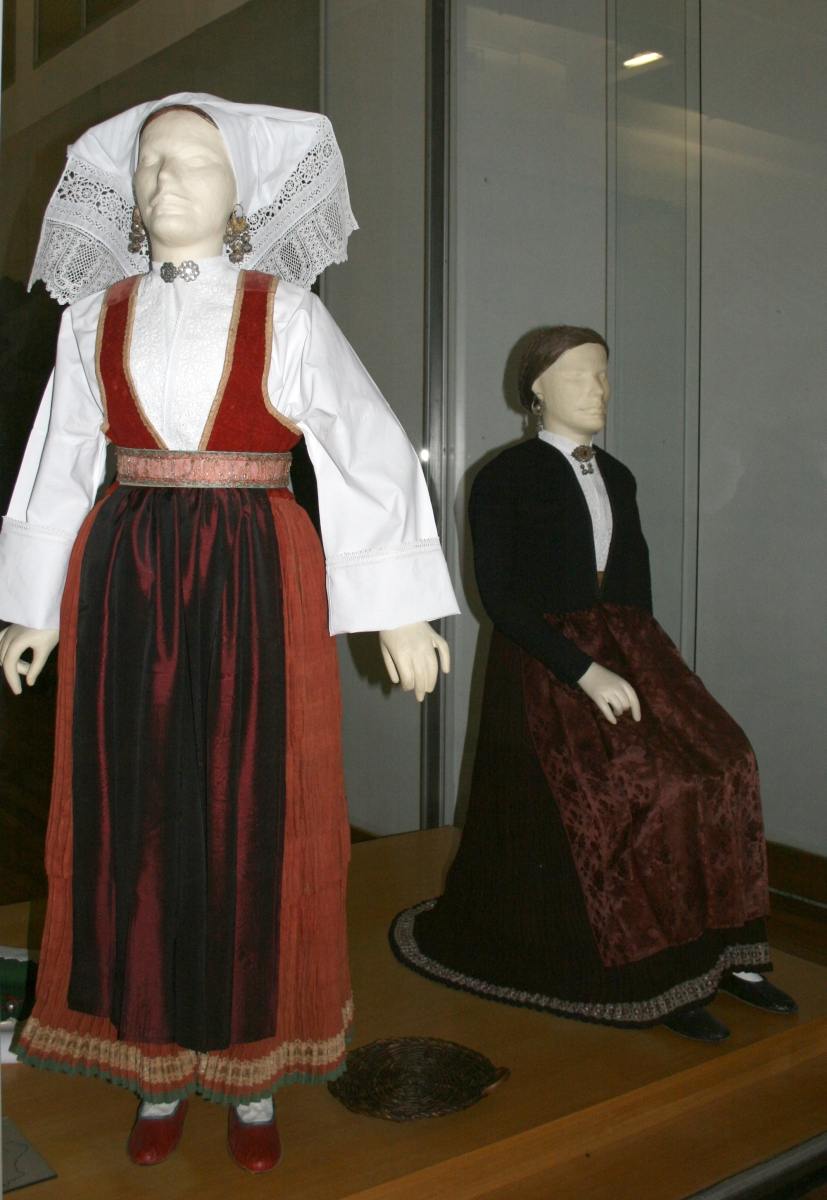
Женский костюм острова Паг

Костюмы Хорватии и Далмации из книги «Habiti antichi et moderni di tutto il mondo» Чезаре Вечеллио (репринт 1859-1860 годов)
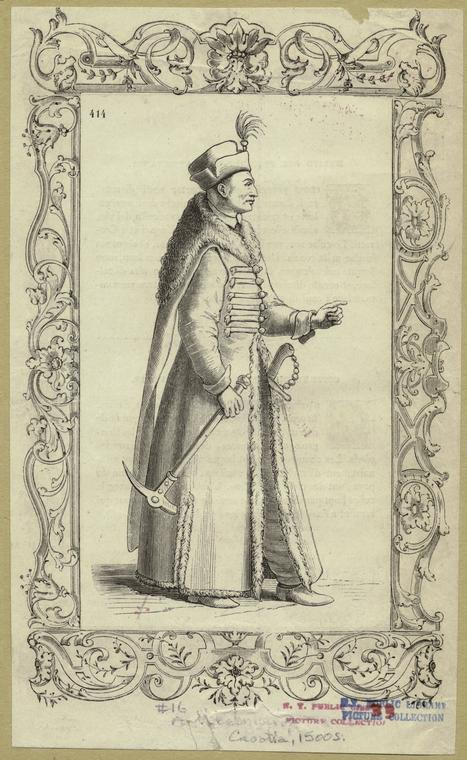
Хорват
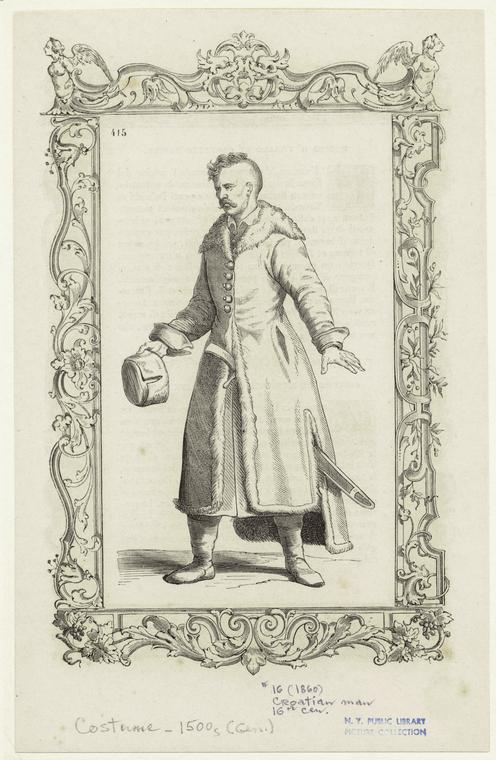
Хорват
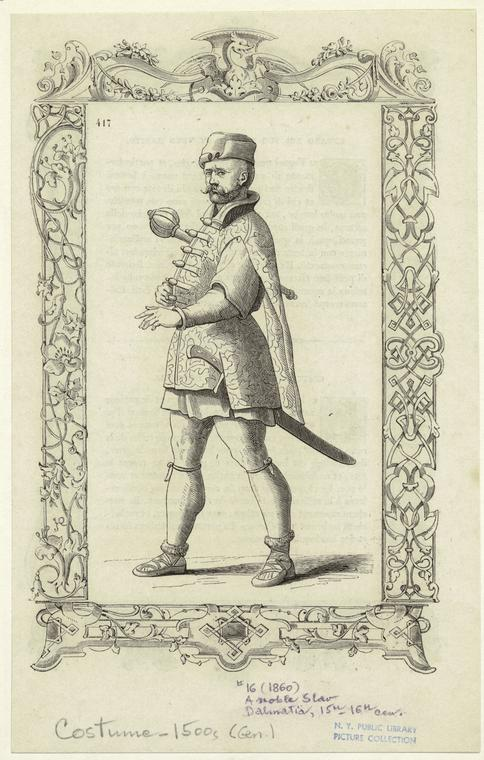
Житель Далмации (словенец?)
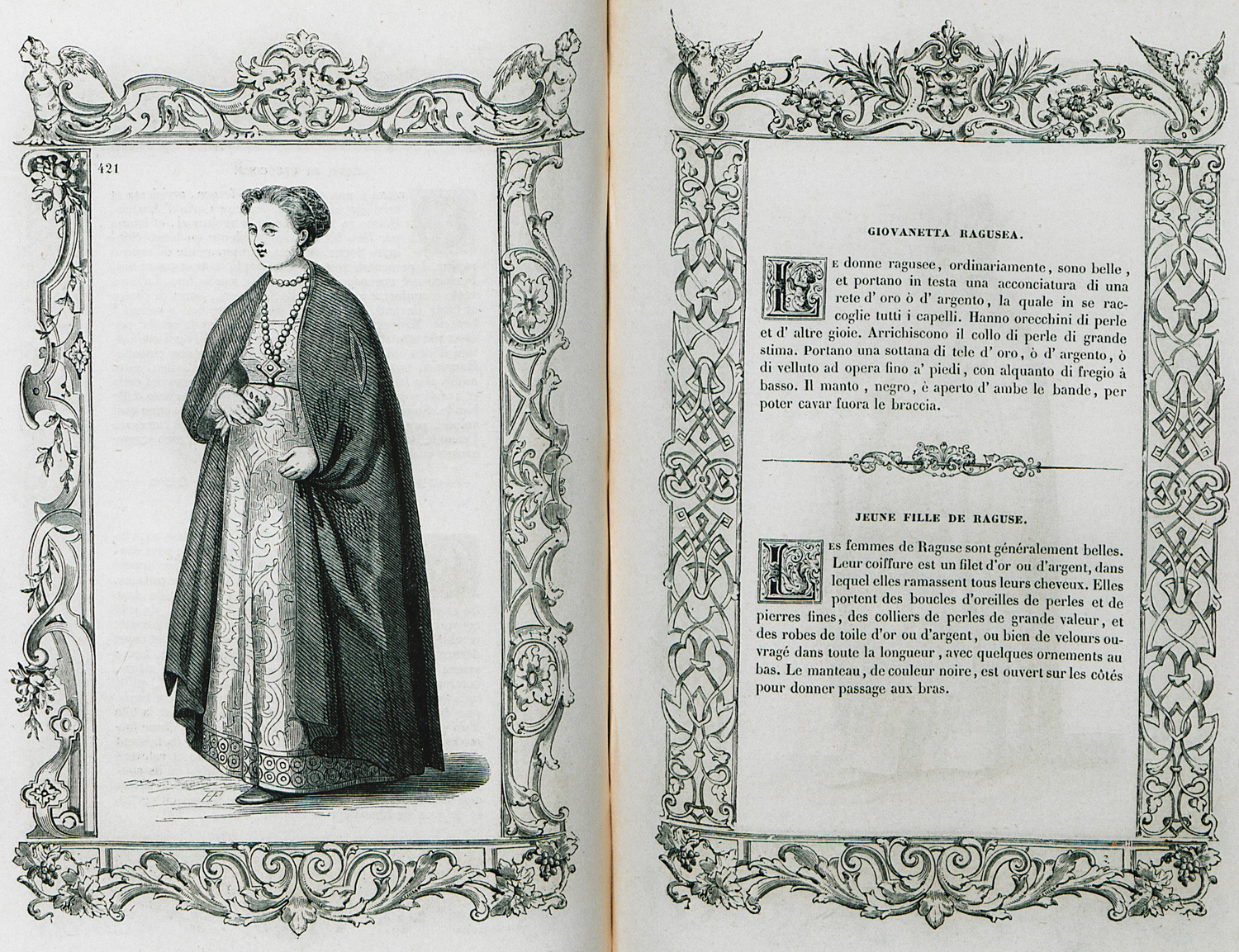
Незамужняя дубровчанка
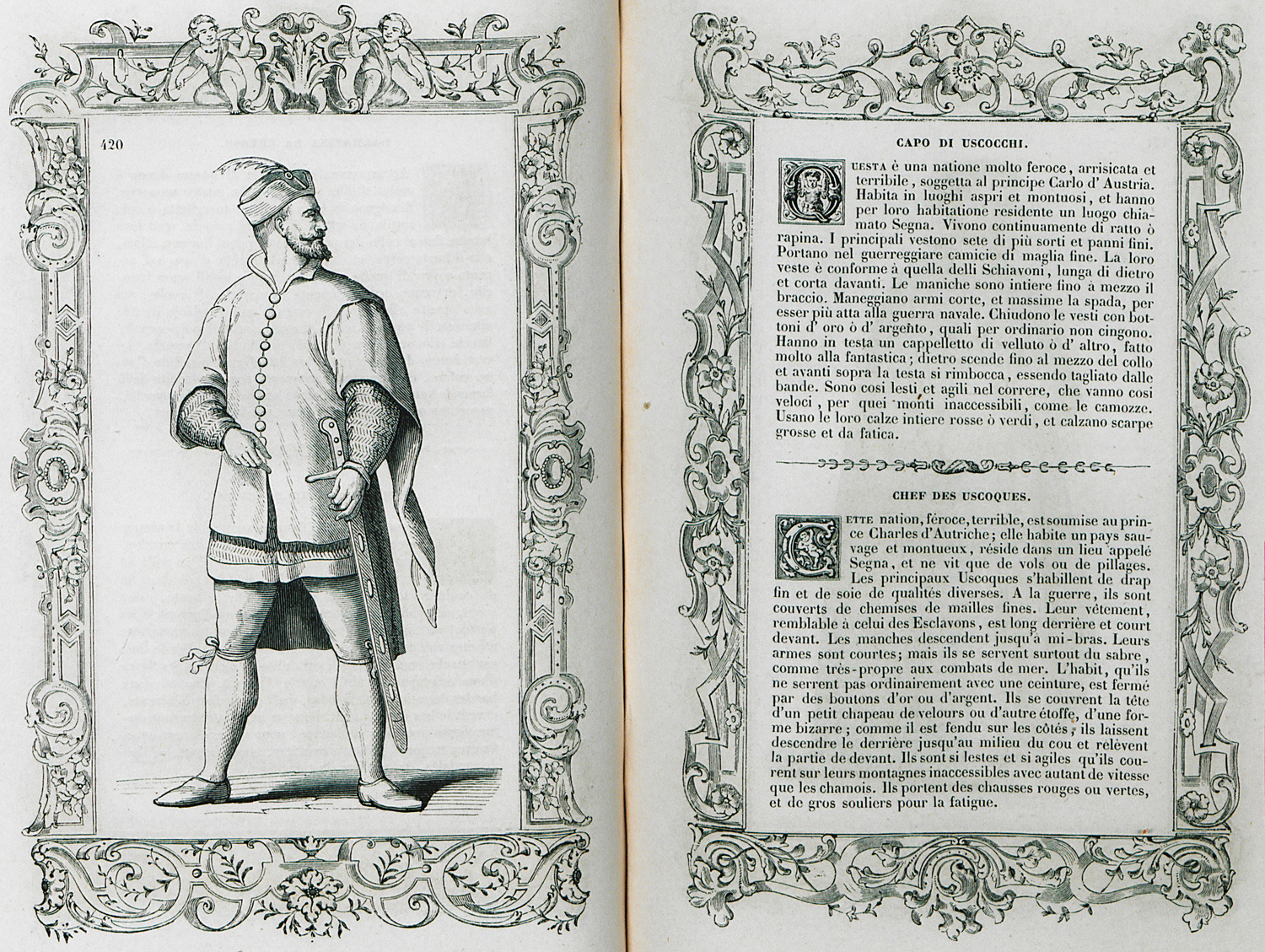
Вожак пиратов-ускоков
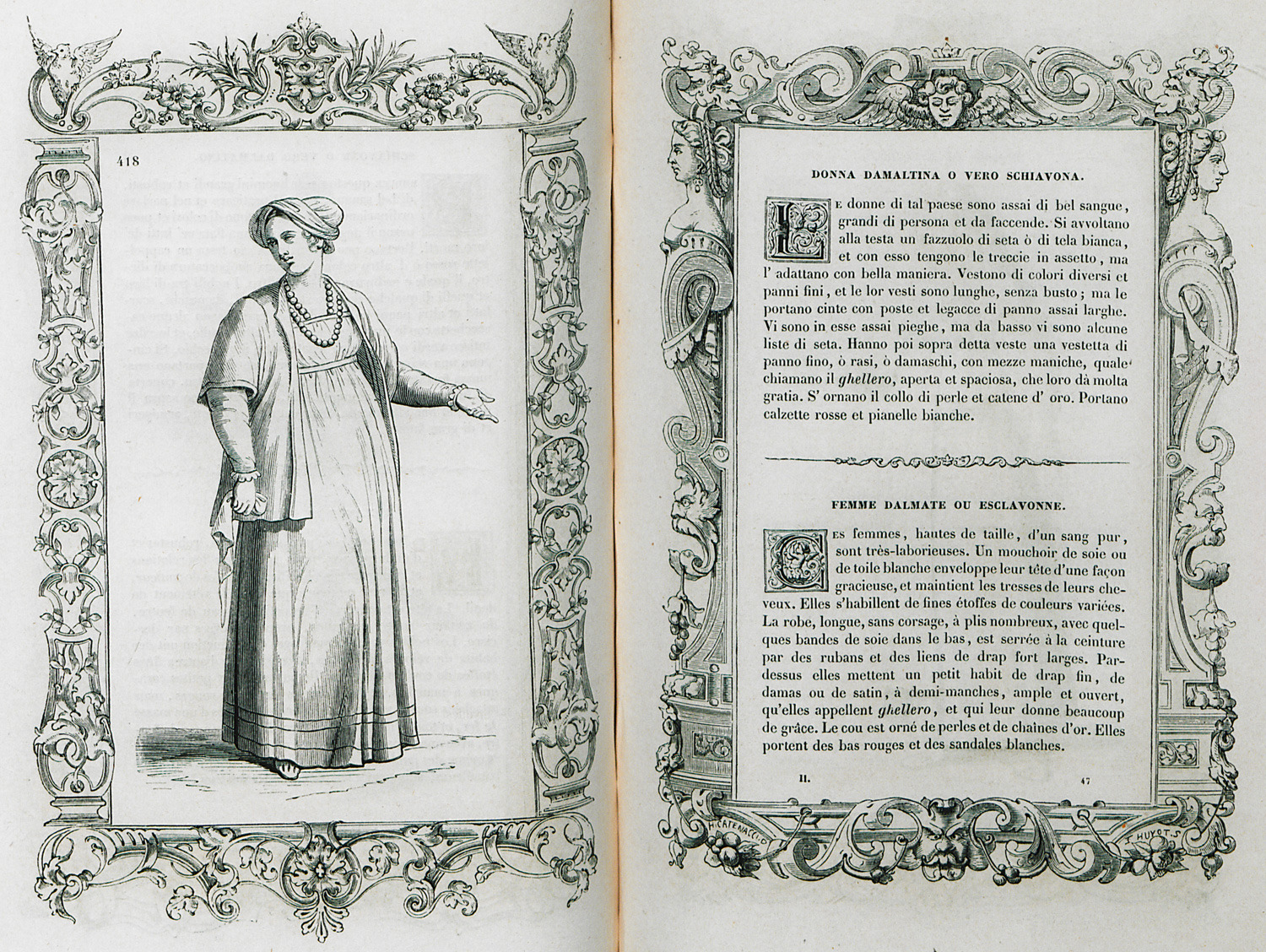
Жительница Далмации
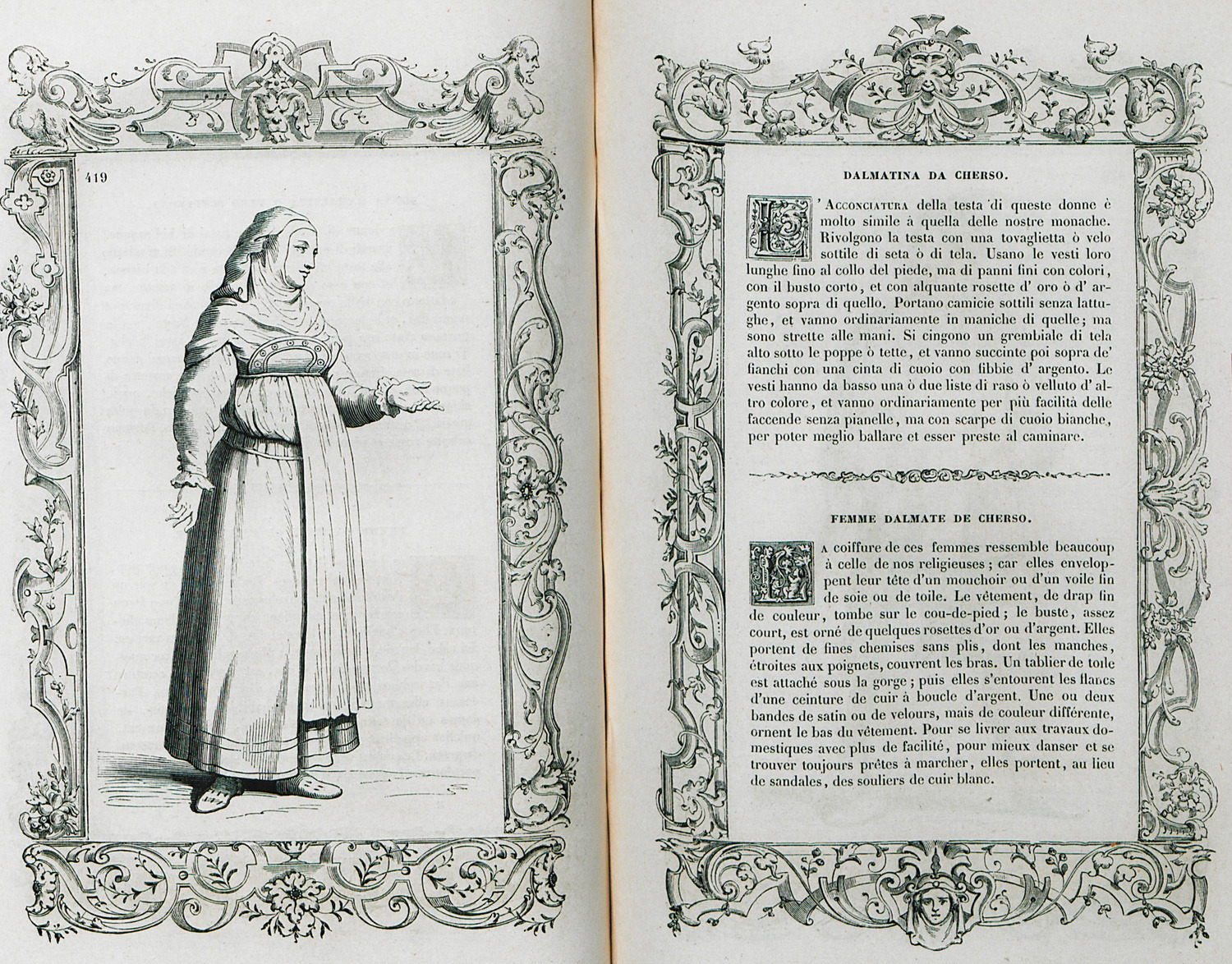
Жительница Цреса.

Хорватские костюмы (а также костюмы хорватских сербов) из книги «Die Serben an der Adria. Ihre Typen und Trachten.» Луиса Сальватора (1870 г.)
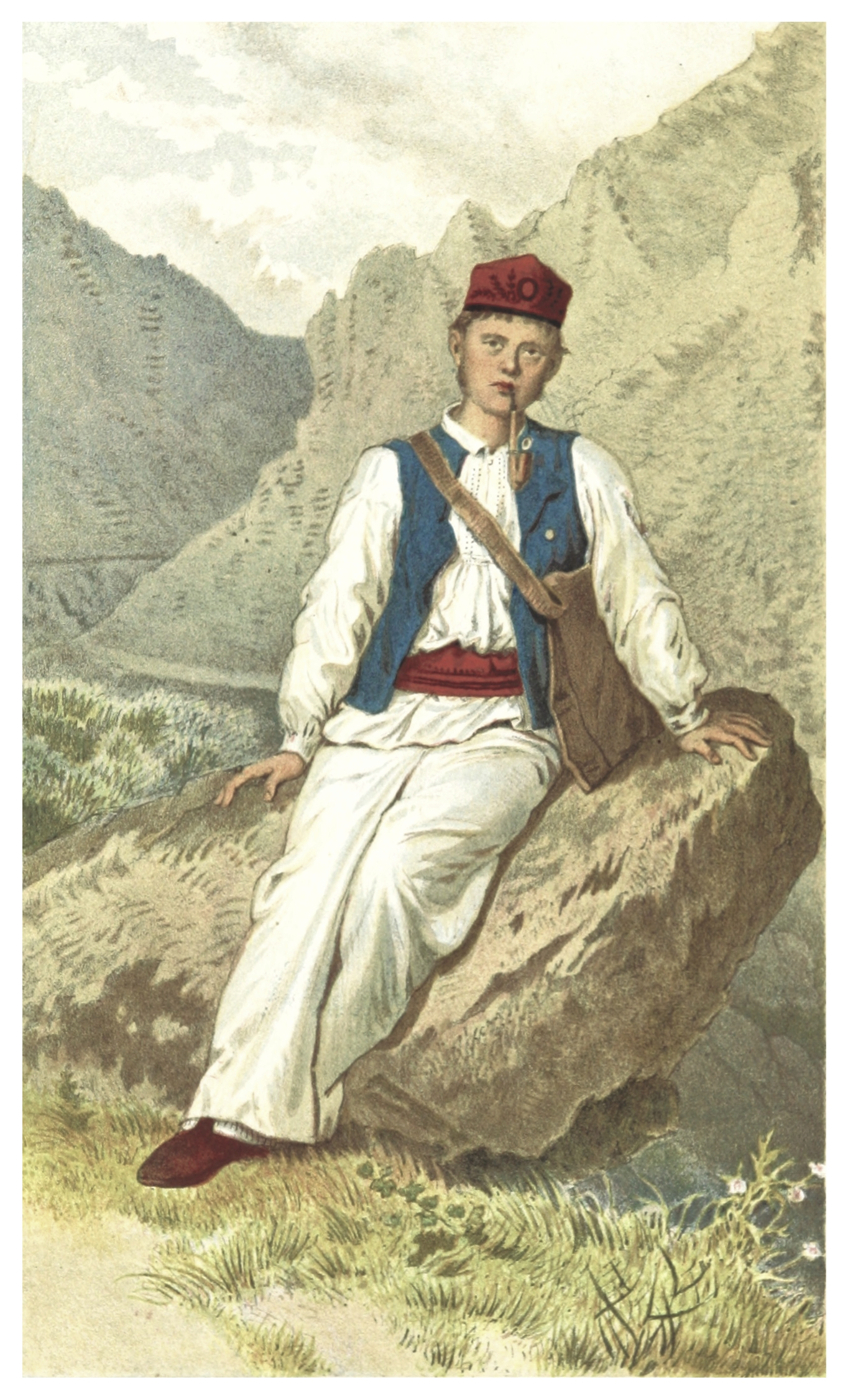
Крестьянин из окрестностей Сеня
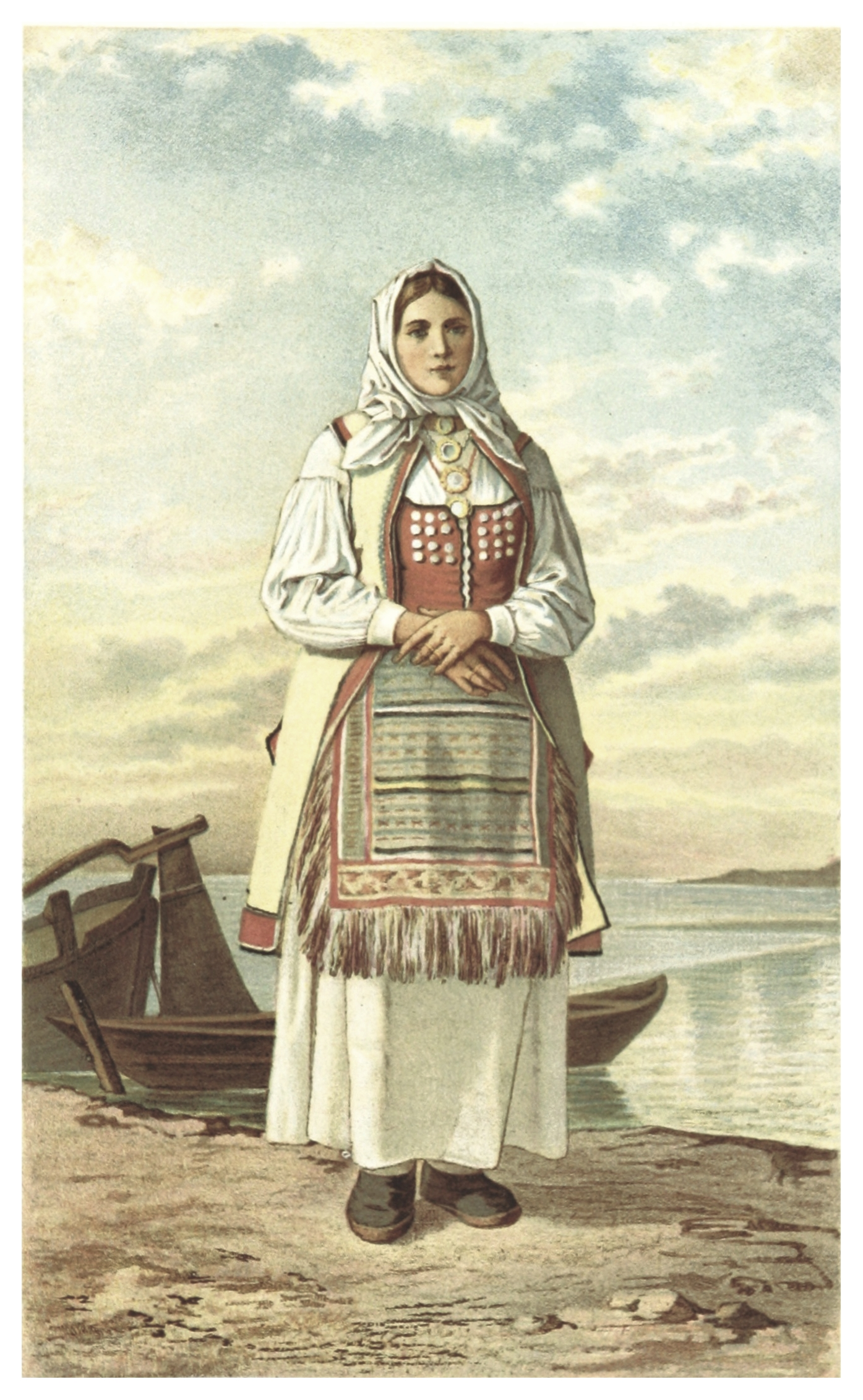
Незамужняя девушка из окрестностей Сеня
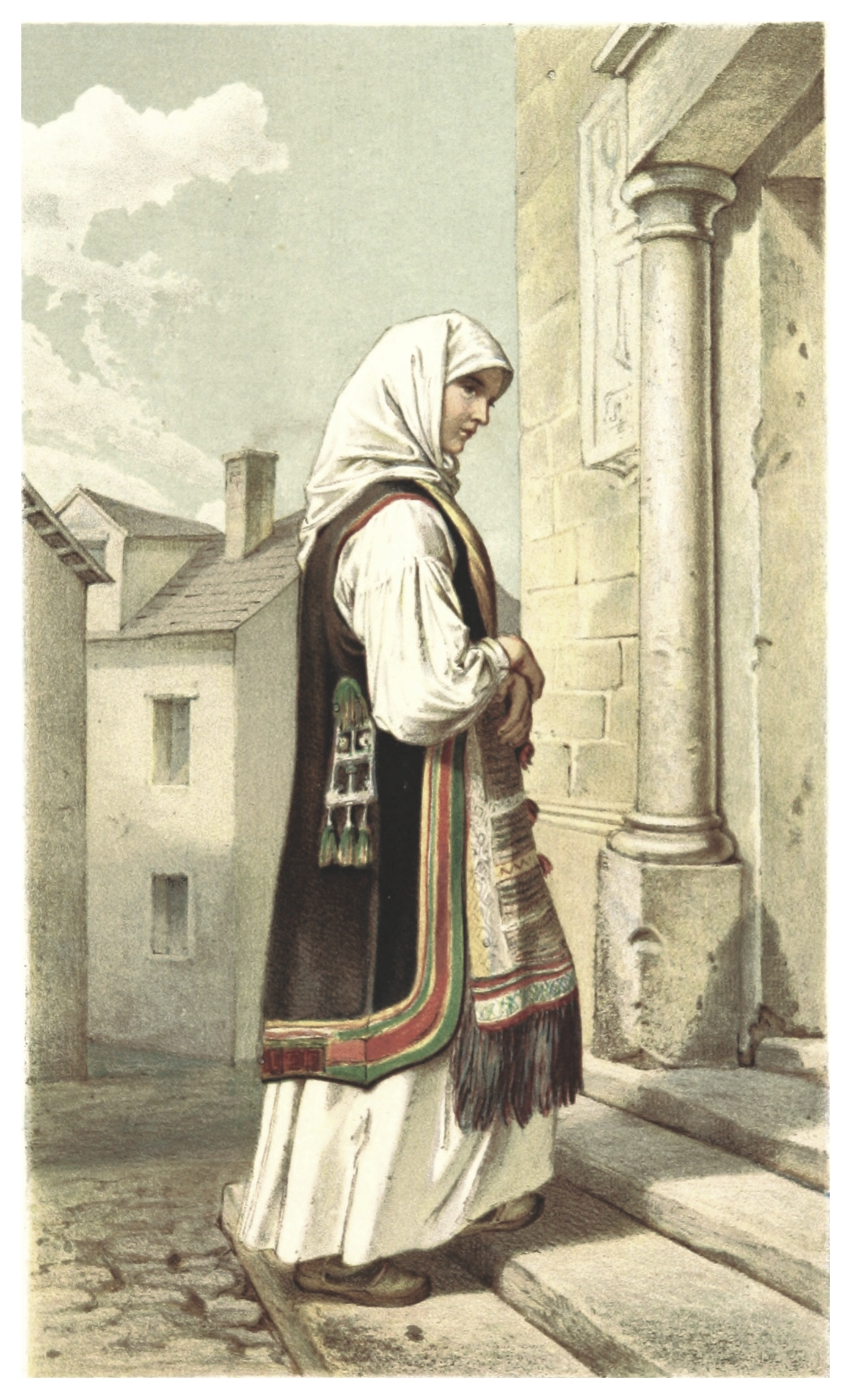
Замужняя женщина из окрестностей Сеня
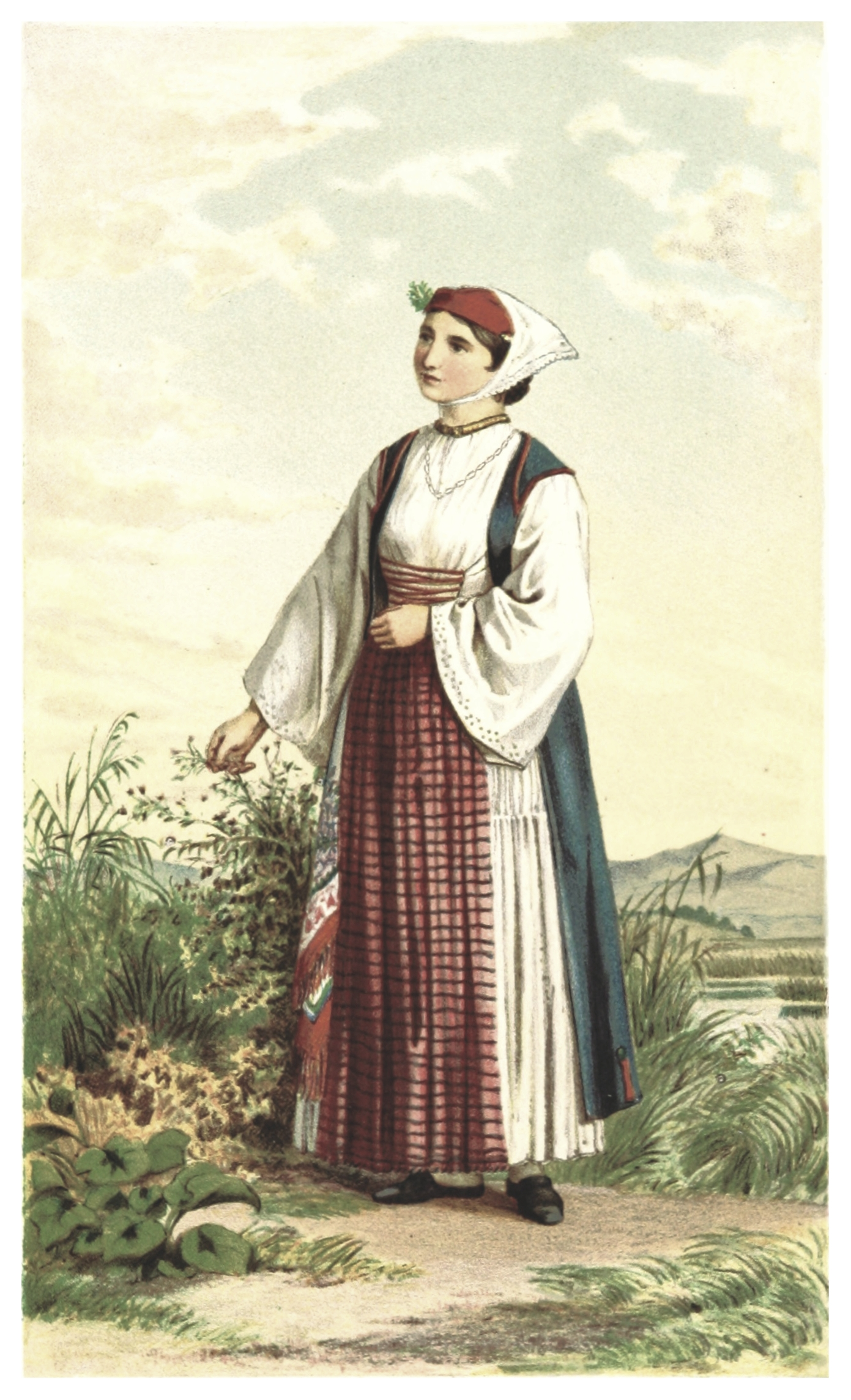
Незамужняя сенька
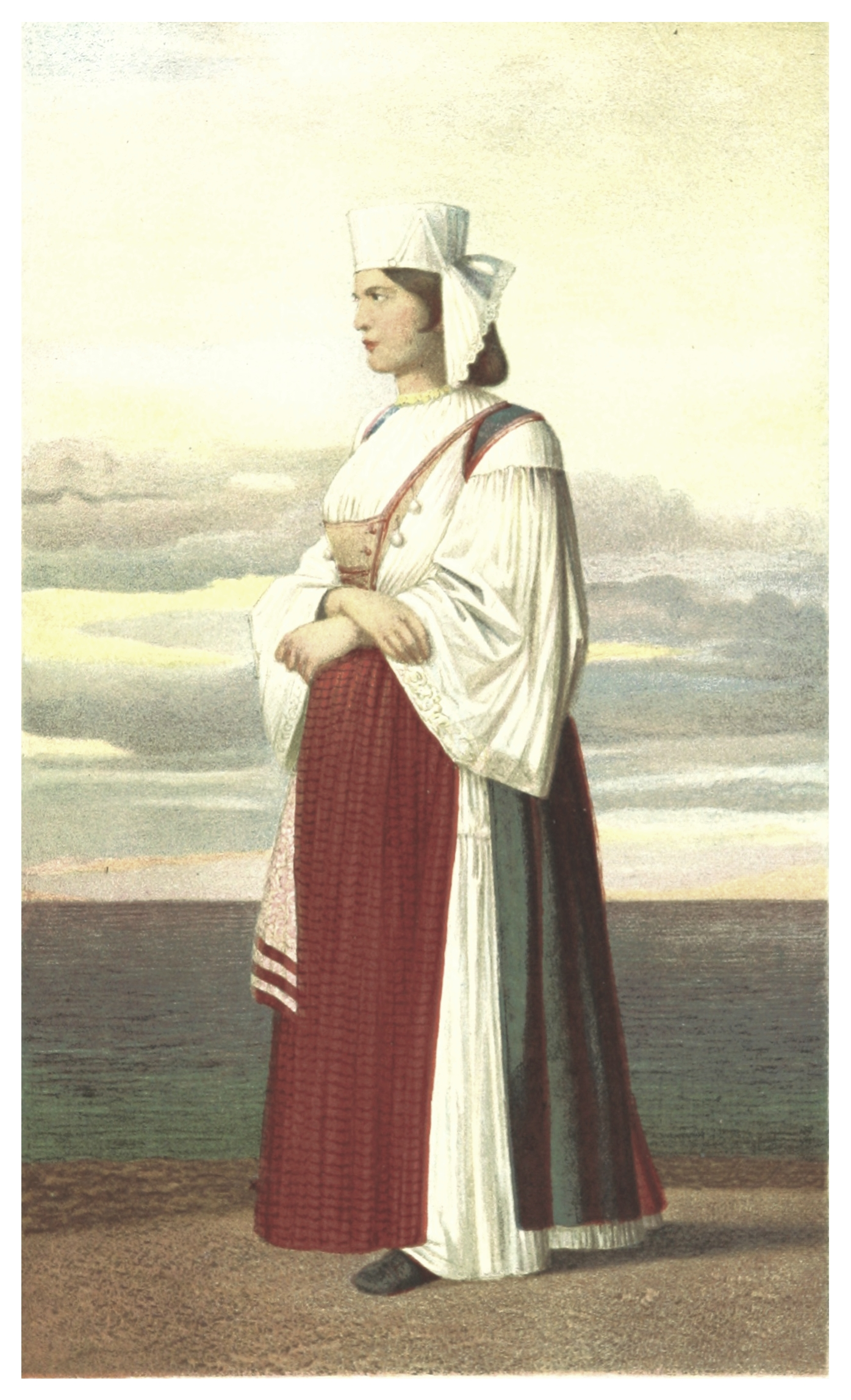
Замужняя сенька
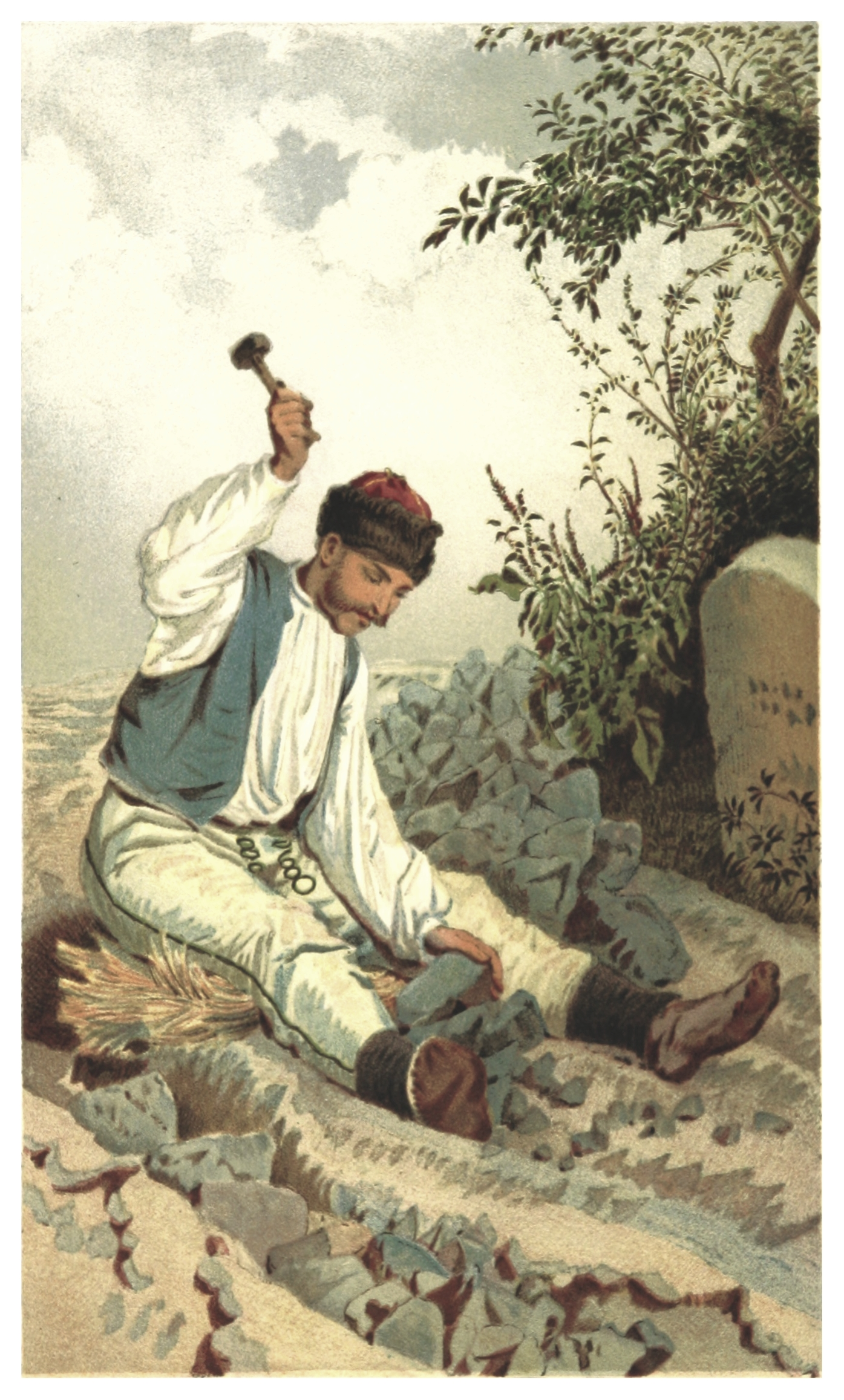
Сеньский каменщик
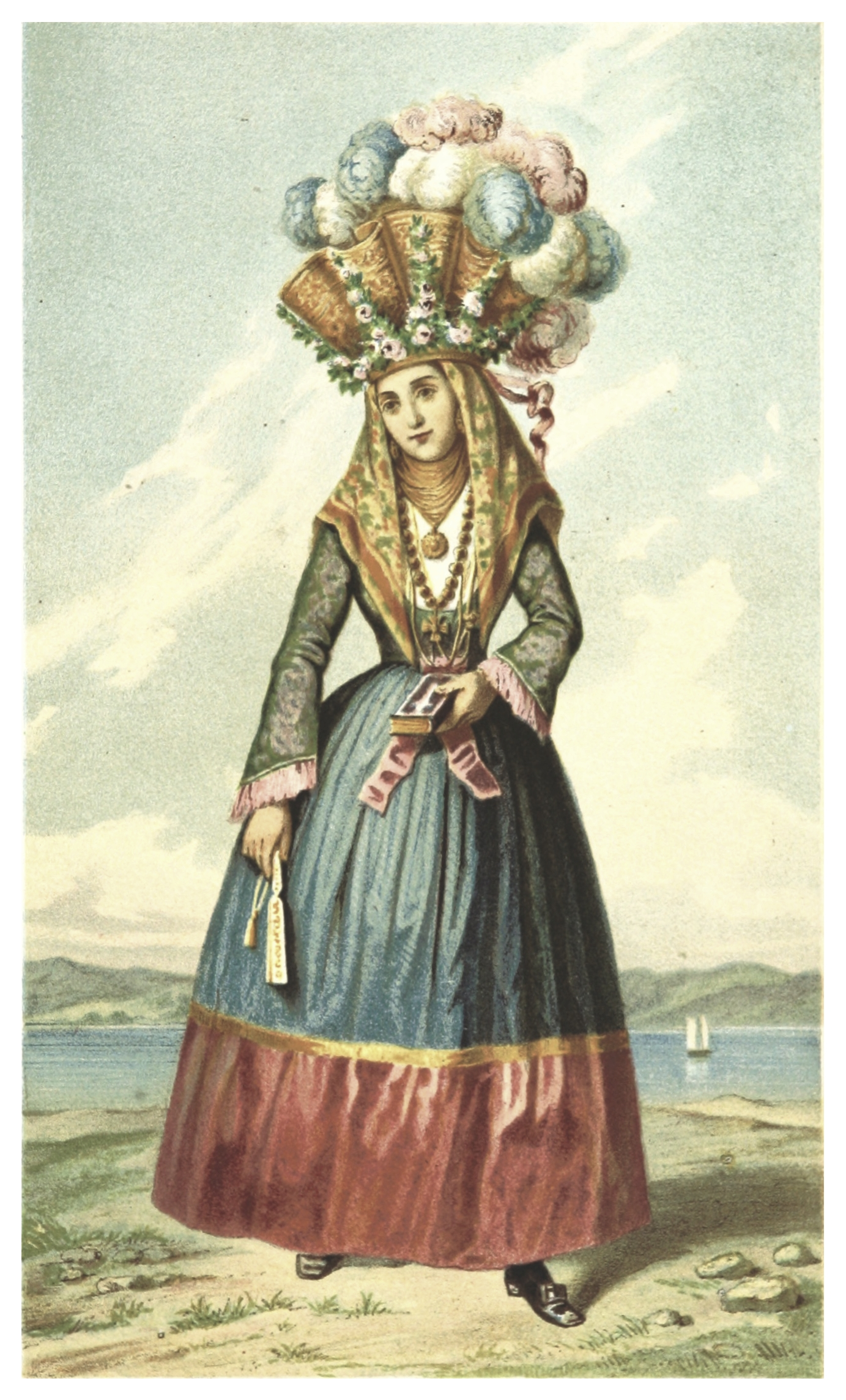
Жительница Оребича
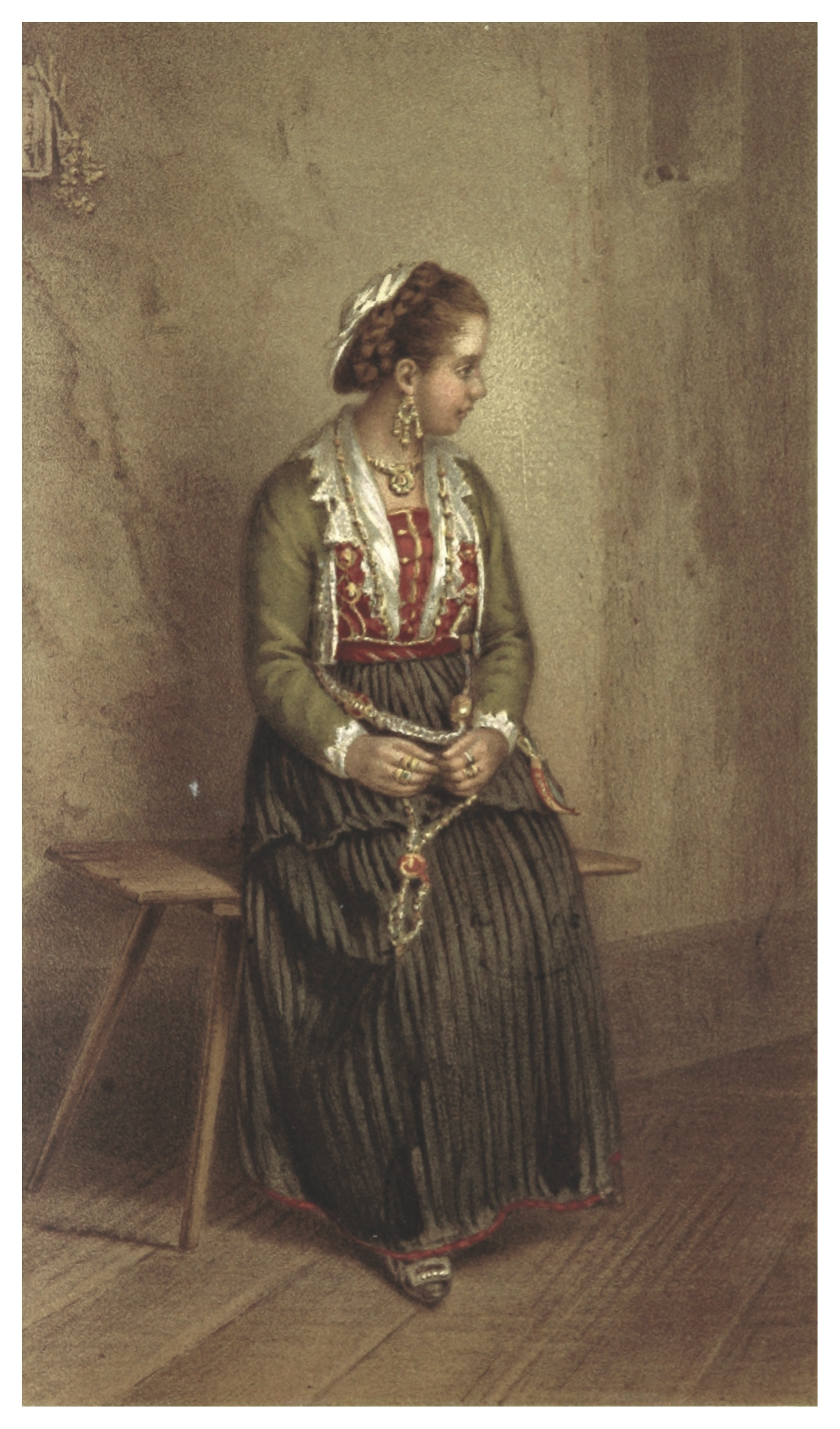
Жительница Каштелы
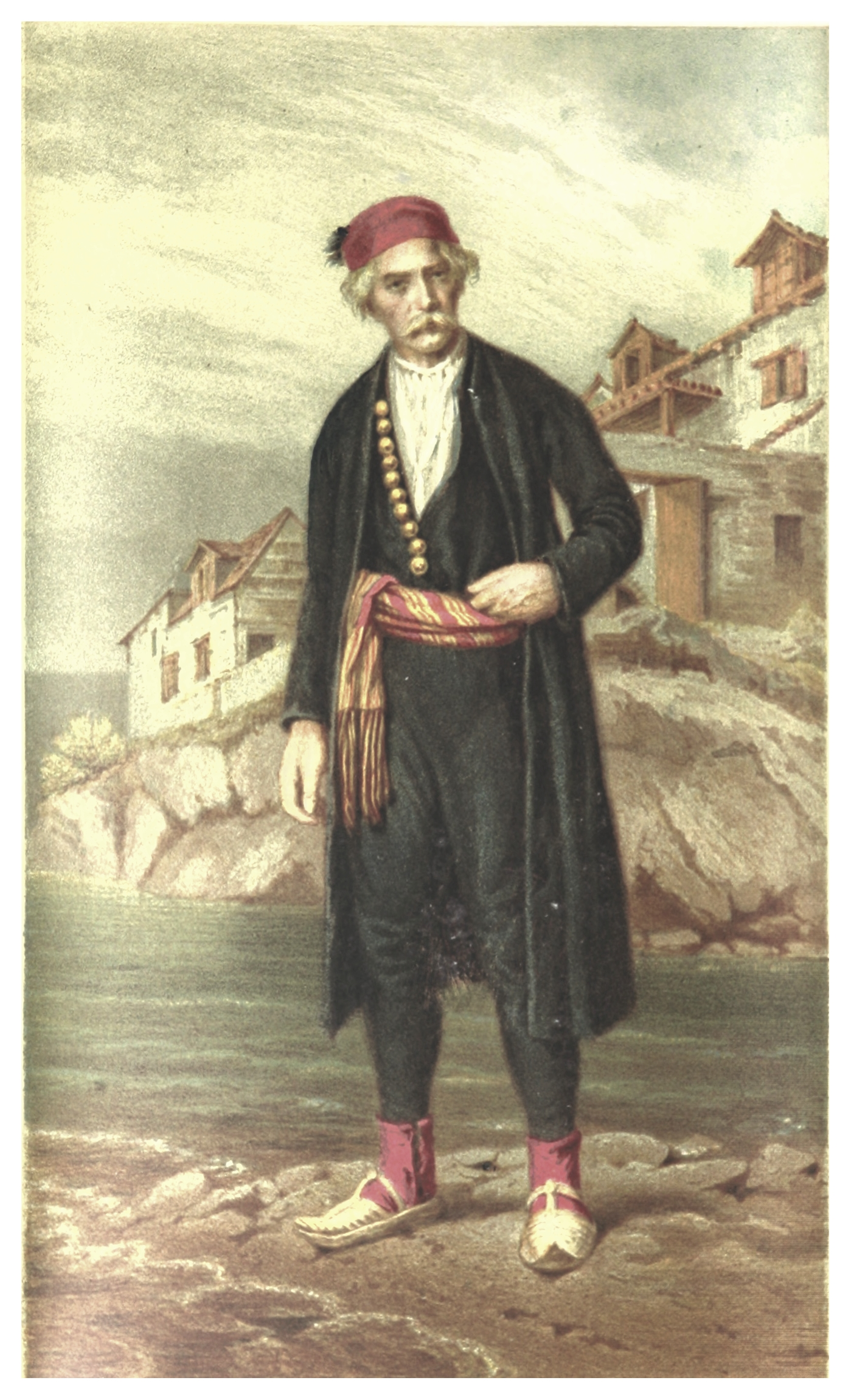
Житель Каштелы
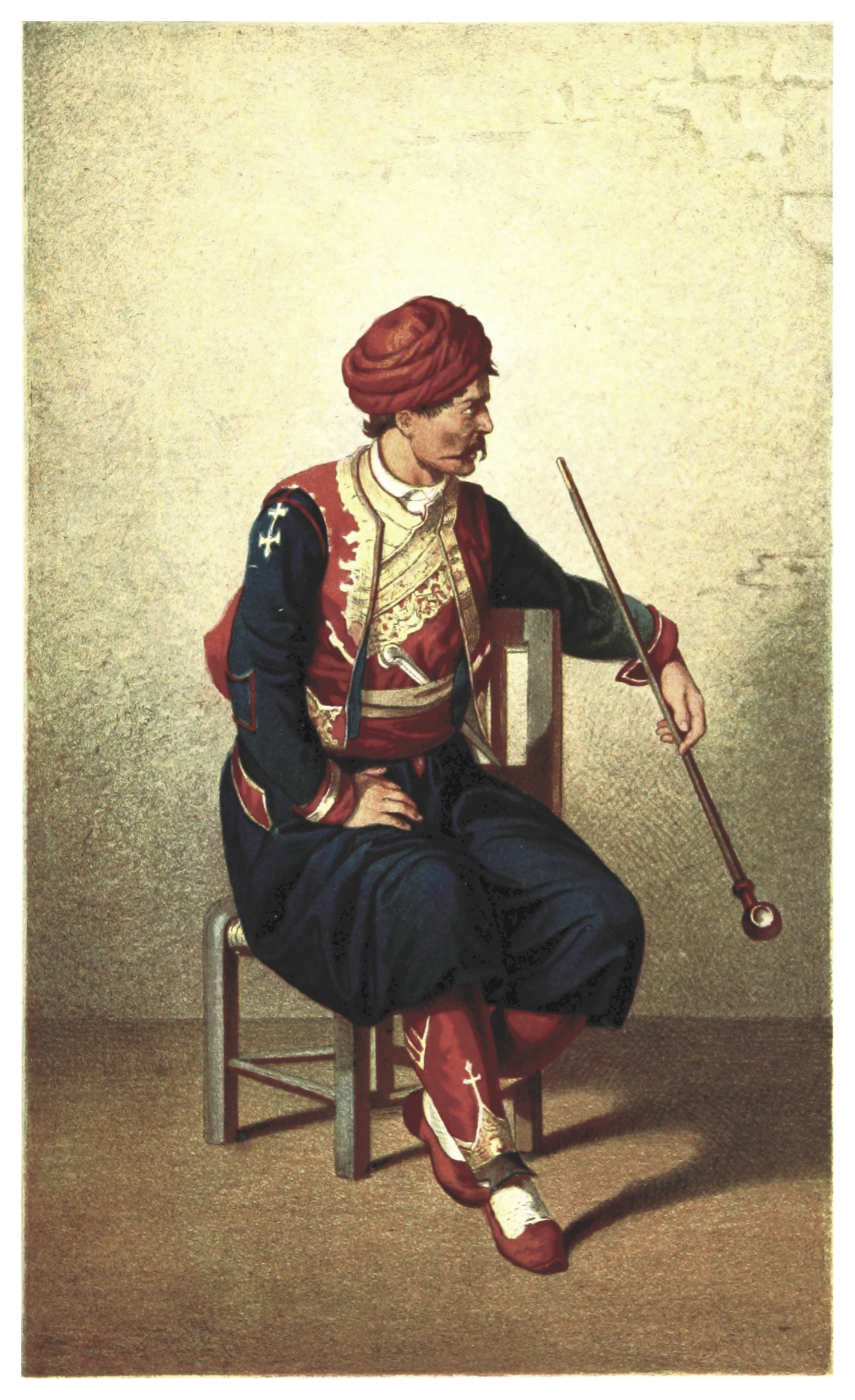
Дубровчанин
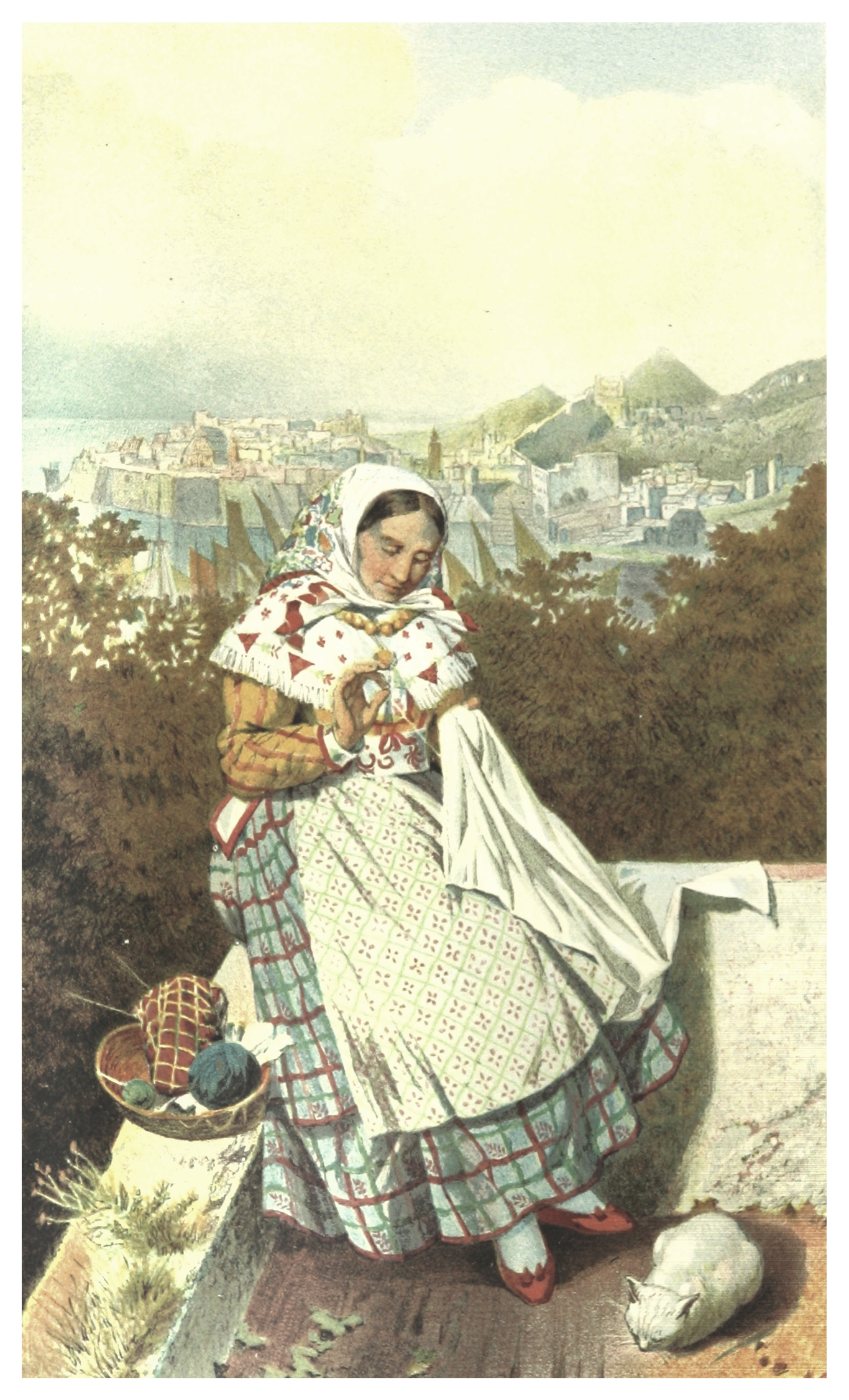
Дубровчанка
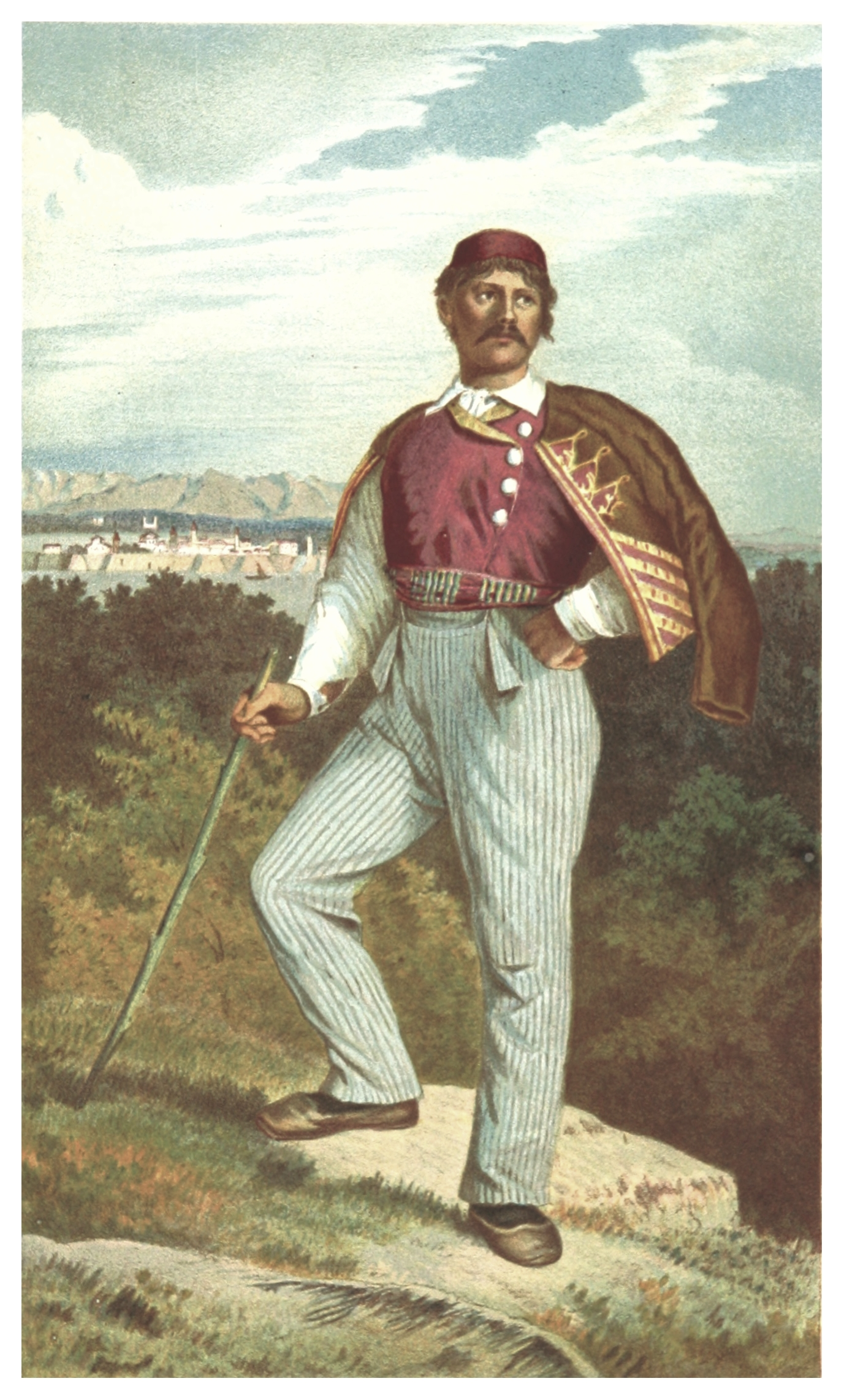
Житель Ровиня
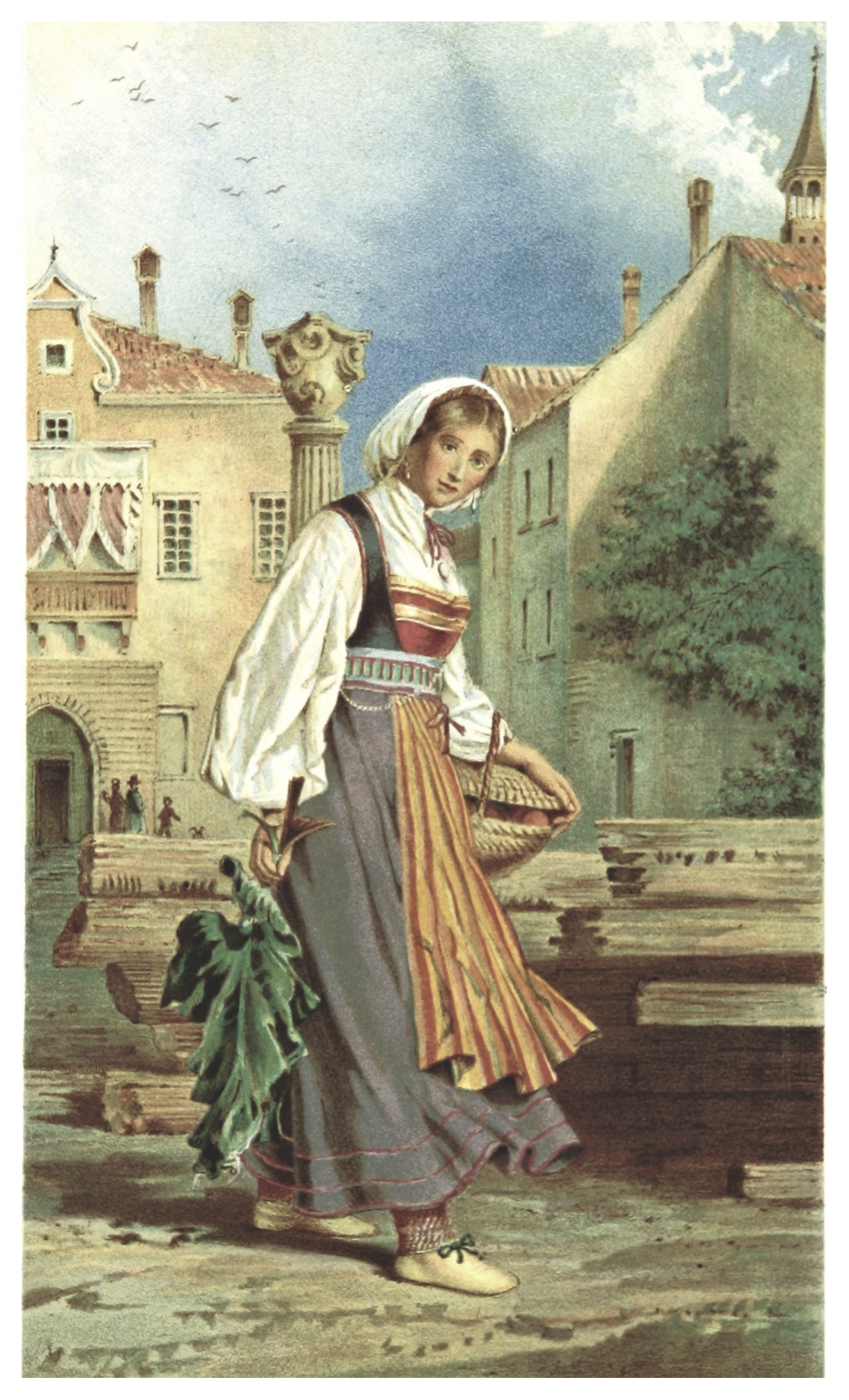
Жительница Ровиня
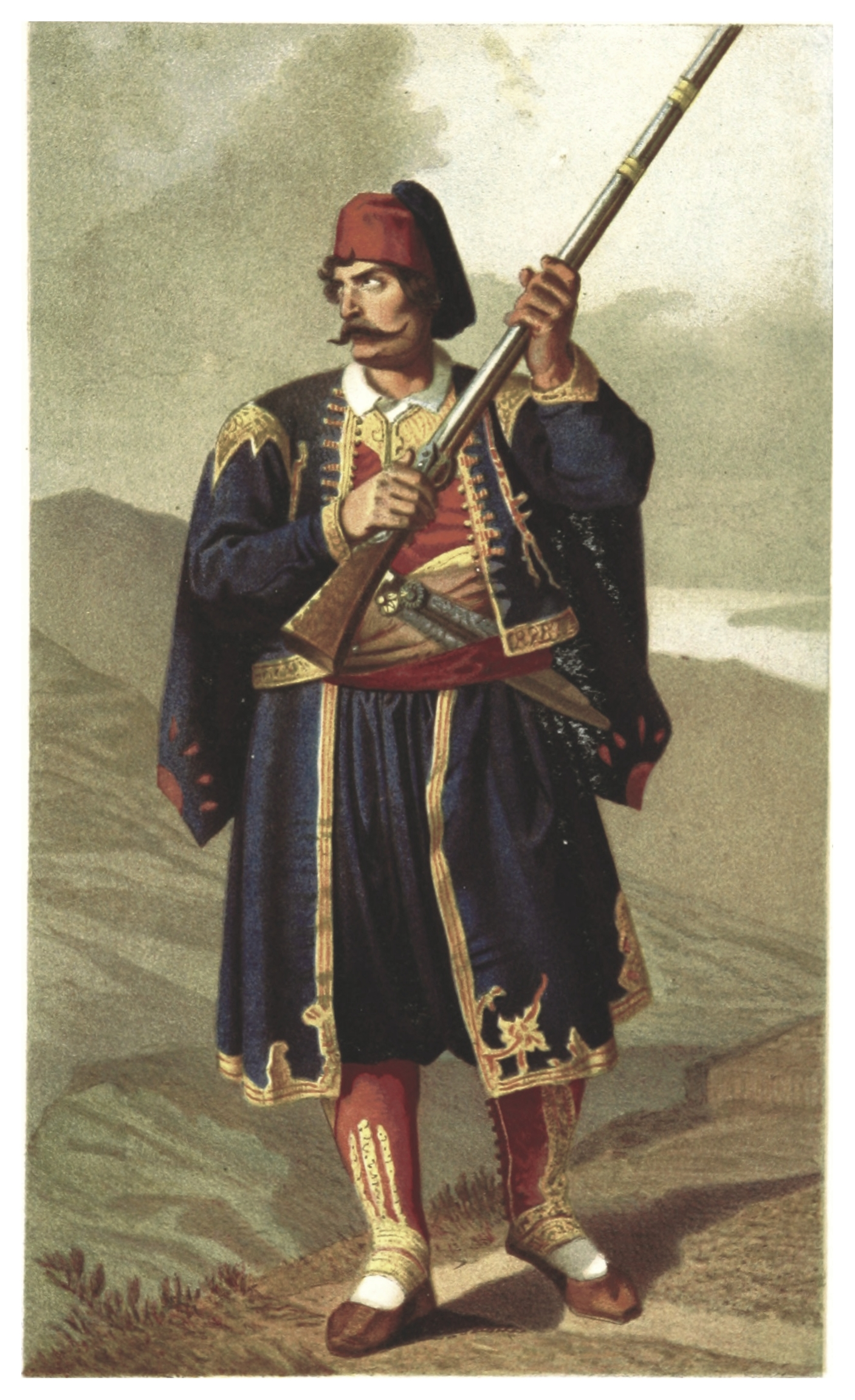
Житель села Имотица под Дубровником
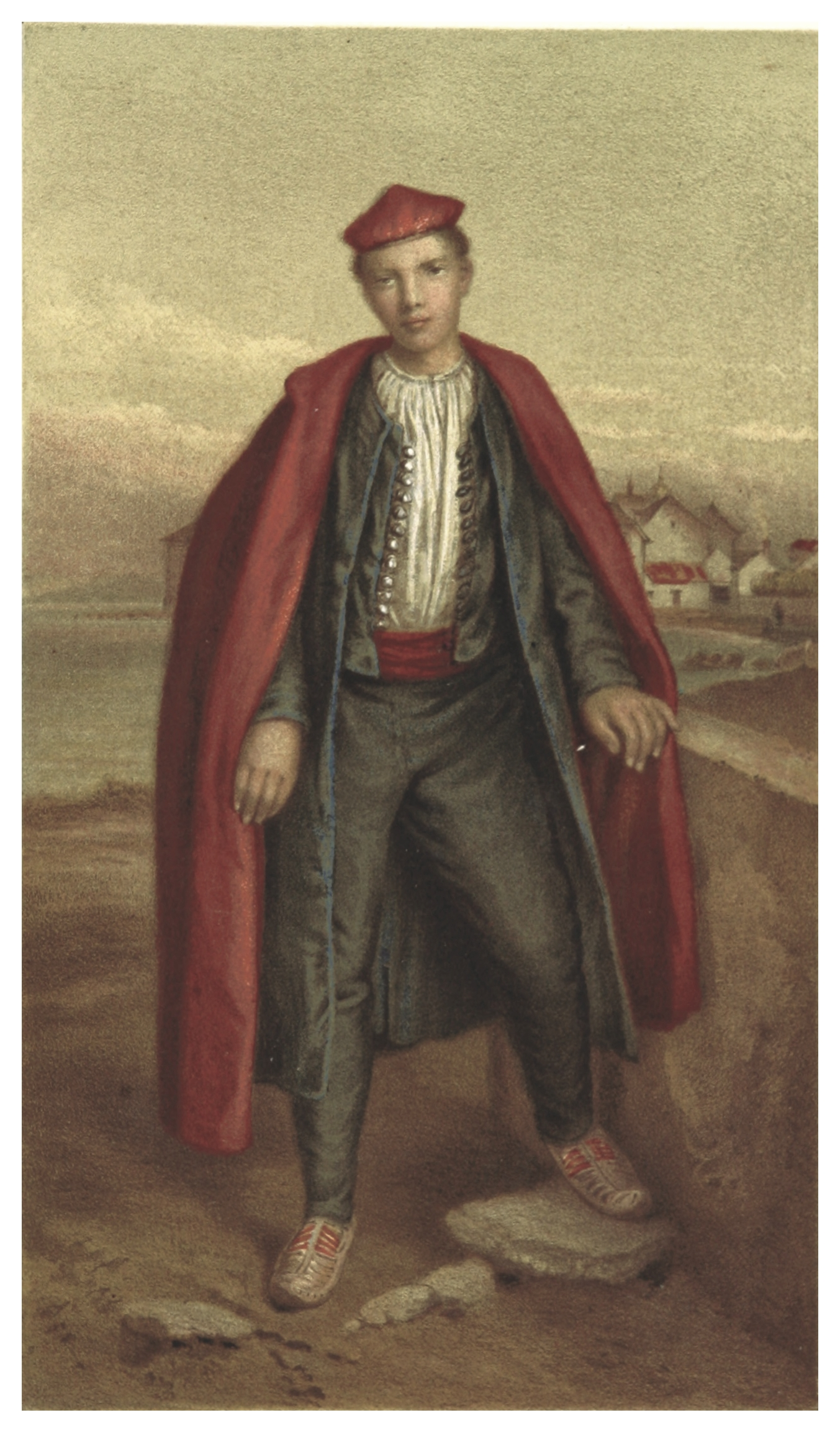
Юноша-житель Сплита

Костюмы хорватов, морлаков и хорватских сербов из книги «Illustrations de L'Illyrie et la Dalmatie», рисунки и гравюры Кристиана Гейсслера (1815 г.)
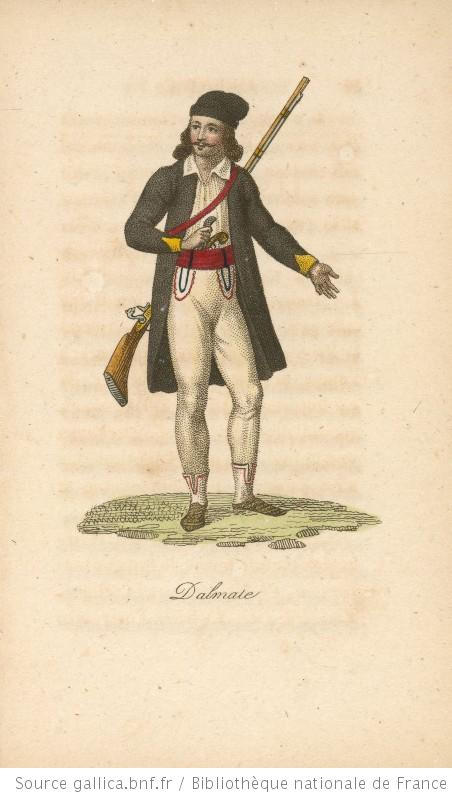
Житель Далмации
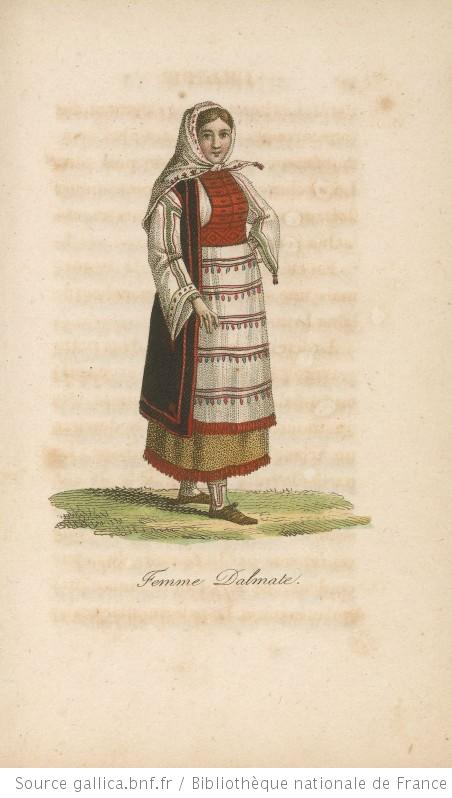
Жительница Далмации
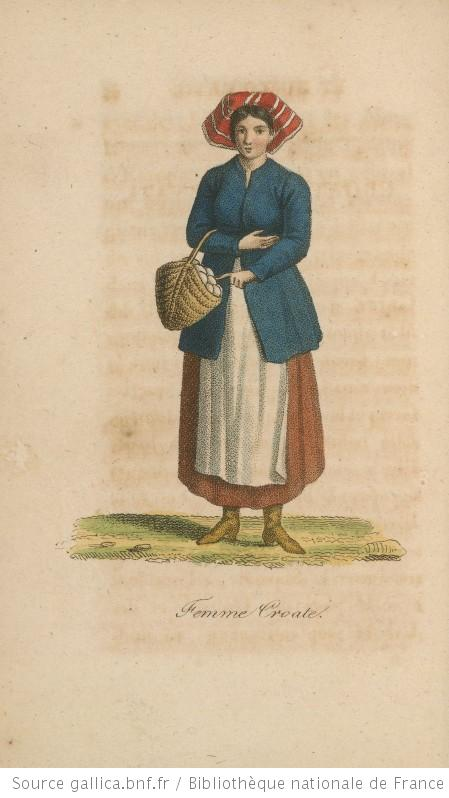
Хорватка
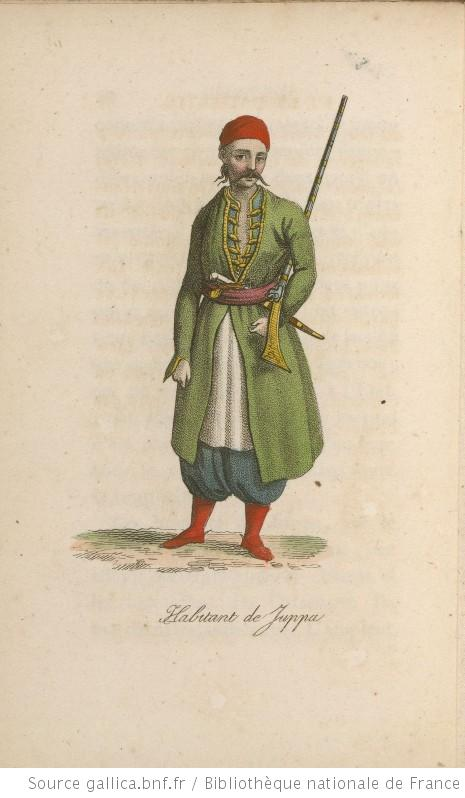
Житель Жупы
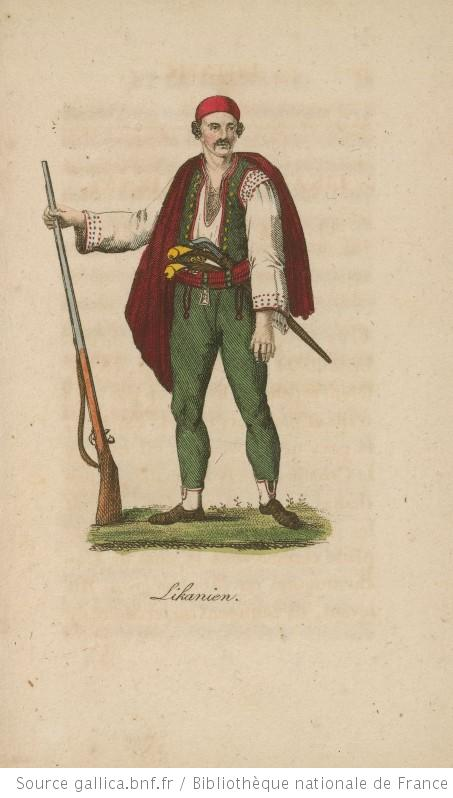
Личанин
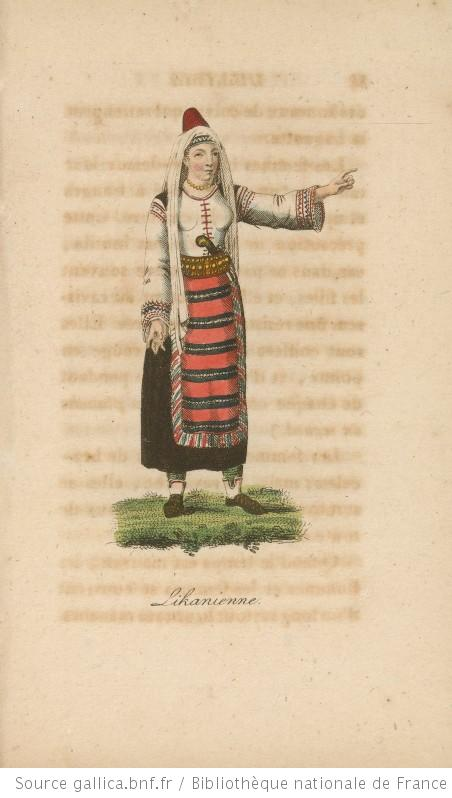
Личанка
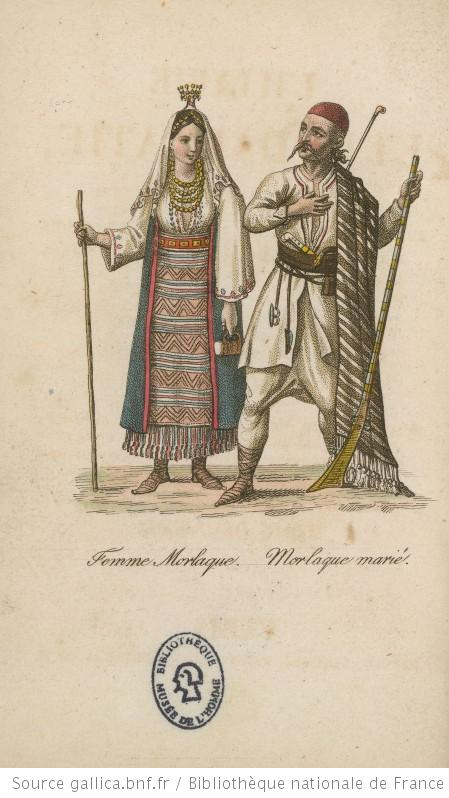
Мужчина и женщина-морлаки
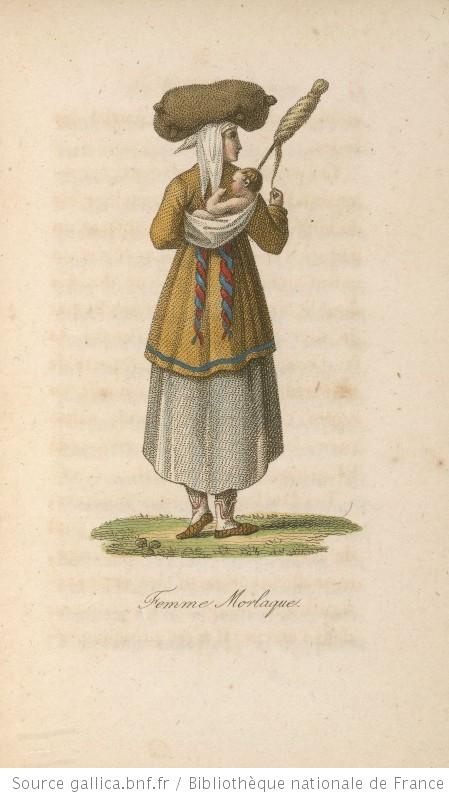
Морлачка-молодая мать
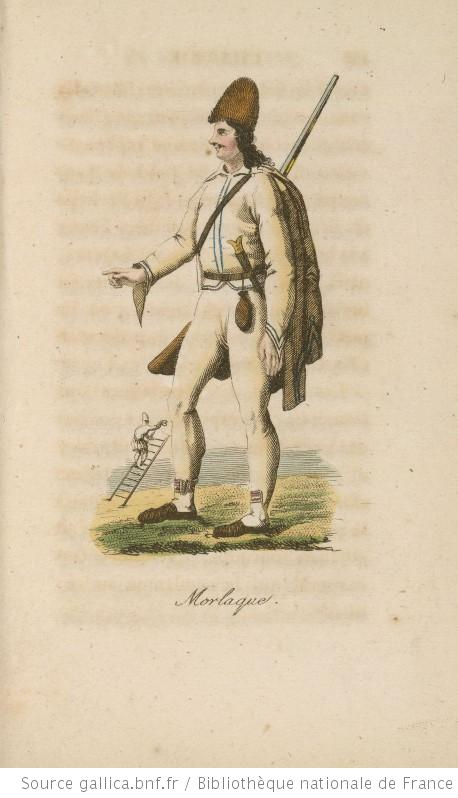
Вооружённый морлак
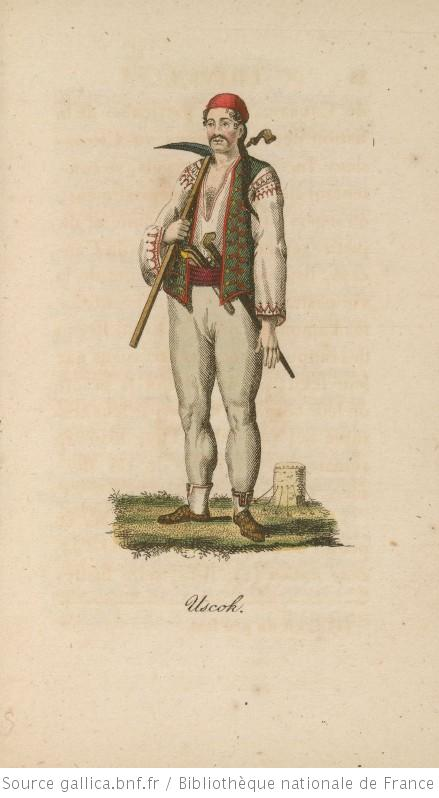
Серб-ускок
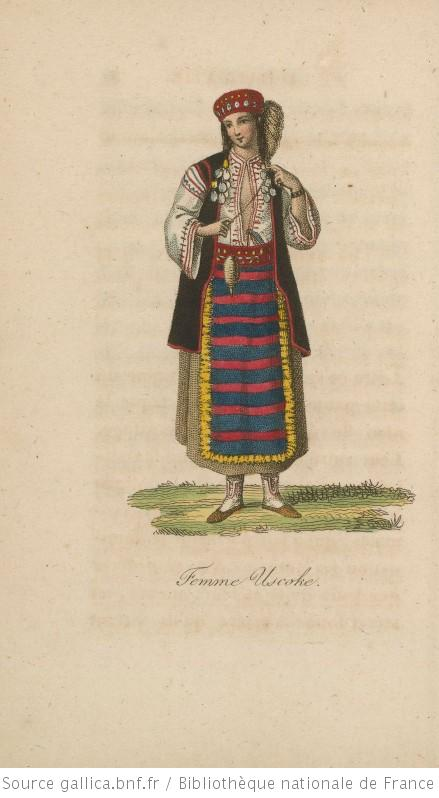
Сербка из ускоков
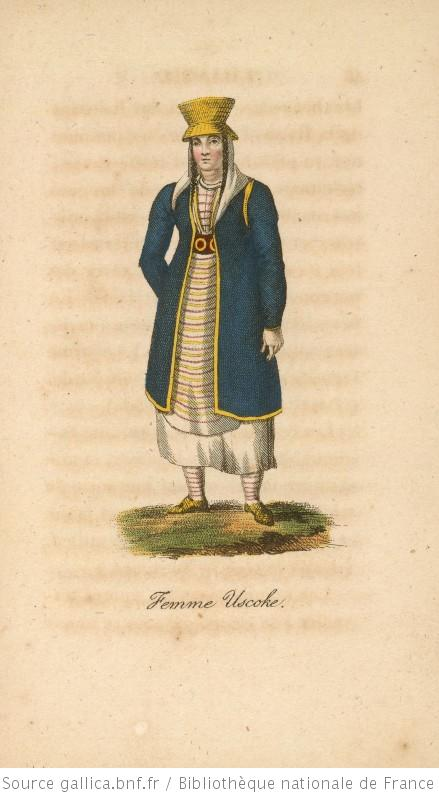
Сербка из ускоков
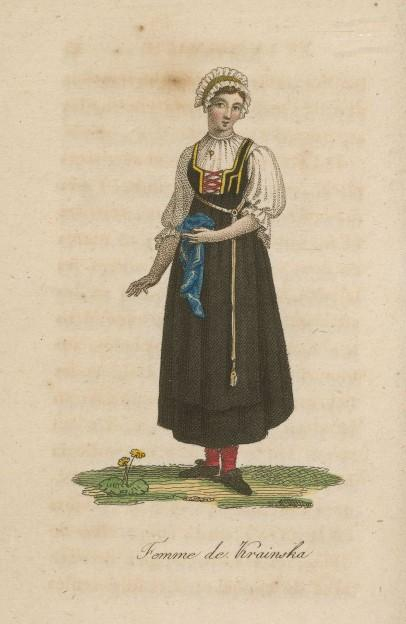
Жительница Краины